# 香港氣候
22°11′N 114°08′E / 22.183°N 114.133°E
香港位於中國華南地區，北上靠近中國大陸，南下靠近南中國海，形成典型海洋性亞熱帶季風氣候和高地的溫帶季風氣候。春季會較為和暖但相當濕潤及多霧，夏季炎熱至酷熱並多雨；秋季溫暖乾燥及陽光充沛，有時遭受熱帶氣旋侵襲（雖然次數沒有較日本及台灣頻密）；冬季則清涼乾燥，若是大部份因為大陸性氣候的冷空氣南下，氣溫則會降至寒冷或嚴寒的水平，但市區甚少會有雨夾雪、霰、凍雨、結冰及結霜（但較常會在高地和新界內陸地區出現）天氣現象，降雪機會更是極低，而2000年代有雨夾雪的紀錄年份則有2005、2014及2016年。不過因極地旋渦、阻塞高壓帶來的強烈寒潮而令香港冬季出現異常寒冷的天氣近年並不罕見。
香港市區高樓大廈密佈、人煙稠密，相反新界不少鄉郊地區仍綠草如茵、人跡罕至。因此，市區和部份新界地區（如元朗、屯門等高密度新市鎮）和位於赤鱲角的香港國際機場容易受熱島效應影響。
另外，全球如繼續高度排放溫室氣體及高速城市化，令極端天氣更頻密出現，使夏季變得越來越熱，春季變得乾燥、秋季陰暗及潮濕日子將逐漸增多（2011年起至2014年、2016至2018年、2022及2024年出現）、冬季氣候急降（情況與歐美國家日夜溫差十幾度不同），如同溫度過山車，前香港天文台台長林超英在2008年3月12日記者招待會上表示，曾預計香港可能於2030年後無冬天。

## 四季變化
春季約在3至5月，初期天氣大致相當穩定但少日照，通常以陰天及大霧或薄霧為主，並偶爾受強冷鋒影響，天氣會變為天晴乾燥。另外，亦有一些冷鋒過境時亦可能帶來短時間大雨及雷暴，氣溫急降及雨勢減弱，其中2001、2002、2009、2023及2025年更在3月有冷鋒過境導致大雨而需要發出黃色暴雨警告信號。受氣候變化、聖嬰現象（厄爾尼諾）影響關係，近年3月及4月也偶爾會出現數天秋高氣爽的天氣（近年如2011年3月、4月及2022年、2025年4月也出現異常乾旱的情況，尤其2022年4月的相對濕度及雨量為該月最低紀錄），主要為陰時多雲的天氣，天氣持續清涼至和暖而且潮濕，平均相對濕度為81%，偶然可達100%，詳見回南天。進入4月，東北季候風開始減弱，戰後至今只有3次在4月出現寒冷天氣，分別為1960年、1969年（低溫9.9度，為有紀錄以來4月份最低氣溫）、1974年及1996年，鋒面降水活動旺盛及南海季風會開始爆發，經常有雷電現象及間中有大雨。市區日平均溫度常大約由20-25℃不等；低壓槽時常帶來平流霧及有雨的天氣，近年全球暖化3月都可能受低壓槽影響（2014年更因此發出有紀錄最早及首次個3月紅色暴雨及黑色暴雨警告信號），以致能見度降低，並偶然造成航空和渡輪服務中斷。風向方面，香港在春季時多受微弱的溫暖而潮濕的東或東南風影響，但偶爾因冷鋒橫過香港地區而帶來清涼，天晴及乾燥天氣的北風或東北風。另外春季後段亦偶爾因低壓槽自北向南橫過香港地區，帶來有雨天氣，低壓槽過境後轉吹東至東北風，帶來稍涼天氣，雨勢減弱，正因為這樣，5月份香港仍可能會跌至20℃以下，且並非罕見，戰後至今共出現23次(80年代起5月曾出現低過20℃的年份有1981-1982、1984、1987、1990-1991、1999、2004、2008、2011、2013-2014、2019、2022年，多在5月上旬出現，1981年及2011年更於5月下旬出現20℃以下低溫，平均每3年有一次，當中3次在東北季候風及持續有雨情況而達清涼水平（最低氣溫17℃或以下），2022年5月2日低溫16.4度及2013年5月2日低溫16.6度及1999年5月6日低溫17.0度，分別為有紀錄以來5月第2及第3及第5低溫，所以香港在5月仍然屬於春季。2022年5月更有5天出現20℃以下低溫，是1953年以來最多的一次。
夏季約在6月至8月，主要受到溫暖潮濕的南至西南風（即是西南季候風）所影響，天氣炎熱和潮濕，早晚濕度可上升到80-90%之間，配合日照，日間乾燥，濕度可降至50-65%；間中出現驟雨和雷暴（通常於上午出現）。香港夏季大部分時間天晴炎熱至酷熱。氣溫以下午放晴和最為酷熱，以7月為甚，在副熱帶高壓脊影響下，香港經常出現長時間日照及風勢微弱的天氣，而且會持續多天。這段時間市區平均氣溫超過30℃，新界內陸地區更超越33℃，自2020年起，當市區最高氣溫達33°C或以上的日子變得更常見，新界部分地區更經常達35°C。而在持續強烈日照及風勢微弱下令感覺溫度更高。全年絕對最高氣溫多在夏季時錄得，通常在7或8月出現，偶然在6月出現，甚少在5月（如1995、2018、2021年）、9月（如1983年、2010年、2024年）或10月（如1890年)出現。出現受熱帶氣旋前沿下沉氣流影響香港時最為酷熱，而黃昏及晚間可能有熱對流雨影響香港, 平日晚間市區下降至25-30℃水平，新界北部、內陸及高地則下降至20-25℃之間水平。偶然受熱帶氣旋影響而出現暴雨及暴風。
秋季約在9月至11月，這時香港的濕度及氣溫普遍較夏季低，9月則為香港全年最有可能受熱帶氣旋影響的月份，唯2020-2022年曾連續3年9月沒有熱帶氣旋影響香港，但10月後更有最少2個熱帶氣旋影響香港，當中有熱帶氣旋令香港發出八號熱帶氣旋警告信號，通常香港在8月底至9月初便會開始受入秋第一波微弱的東北季候風影響，隨後市區的最低氣溫會維持25-29℃，最高氣溫上升至28-32℃。而在10月之後，因為香港開始受強烈乾燥的東北季候風影響，市區的最低氣溫就由23-27逐漸下降至15-20℃左右，至於市區的最高氣溫則由28-32℃逐漸下降至20-25℃左右，新界內陸及高地秋季一般因早晚會受輻射冷卻影響下氣溫較早下降至只有15℃以下，有時甚至在10℃或以下，尤以11月為主。然而雨量均較夏季明顯減少，濕度與雲量同步下降，使香港天氣會變得非常穩定，不過近數年來受全球暖化、聖嬰影響關係增加受到潮濕偏東氣流機會及高空受偏南氣流影響，可能增加出現陰暗潮濕天氣的機會，尤其2011至2014年11月、2016至2018年11月出現此情況，至2022年11月因月初受熱帶氣旋及下旬受高空擾動影響而再度出現，總日照只有100.3小時，是有紀錄以來十一月份的最低，該月總雨量達130.8毫米，為有紀錄以來11月第9最高，而且該月降雨日數達15天，為1982年以來最高的11月降雨日數。另外，自2020年起，秋季雨量有上升趨勢，秋季雨量偏多情況變得十分常見，最重要原因是受熱帶氣旋影響，受東北季候風及熱帶氣旋東北側東南風輻合落在珠江口引致連場大雨或暴雨（如2021年獅子山及2023年小犬），其次是9月受廣闊低壓槽或槽內低壓區影響（如2023年9月海葵殘餘低壓槽）。2024年11月接二連三受熱帶氣旋影響令該月總雨量達194.1毫米，為有紀錄以來11月第2最高。2024年11月有3天有大雨（日雨量25毫米或以上），平了2016年的舊紀錄。另外，全球暖化下，2017年起，東北季候風有利酷熱天氣出現，10月更不時出現酷熱天氣日子，同時全球暖化亦令雨季變得較遲完結，自2014年起，10月仍需要發出暴雨警告情況變得十分常見，當中2016年、2021年及2023年因受東北季候風及熱帶氣旋的東南風在珠江口匯聚而需要發出黑色暴雨警告信號，而2020年亦曾發出紅色暴雨警告信號。2022年更於11月發出黃色暴雨警告信號，是2006年以來首次。另外，自2016年起，10月發出八號熱帶氣旋警告信號情況變得頻密，而且只發出8號東北信號而沒有改發其他方向8號信號（熱帶氣旋在香港西南方掠過而同時受東北季侯風影響）情況亦變得頻密，2020-2024年連續5年在10月或之後發出八號熱帶氣旋警告信號，打破1974-1975年連續兩年在10月發出八號熱帶氣旋警告信號的舊紀錄。2021年10月更一星期內兩次發出八號熱帶氣旋警告信號，為1974年以來最多八號或以上熱帶氣旋警告信號的10月。2022年來11月更為1972年以來首次在11月發出八號熱帶氣旋警告信號。2024年再次在11月發出八號熱帶氣旋警告信號，更是戰後年內最遲八號熱帶氣旋警告信號。2023年10月更為1975年以來首次在10月發出九號熱帶氣旋警告信號。自2018年起11月或以後需要發出熱帶氣旋警告信號有增加情況，2021年更是自1974年以來再次需在12月發出熱帶氣旋警告信號，更是戰後有紀錄以來最遲。2024年11月更3度發出熱帶氣旋警告信號，超越1954年11月的2次，是戰後有紀錄以來首次。
冬季約在12月至2月，氣溫較低，近年漸趨反覆及趨向極端，由初冬晴朗乾燥，隨著季風厚度變細，雲量逐漸變多，1月則為過渡期，不過近年來受氣候暖化、聖嬰影響關係會偶爾香港出現12月份的陽光偏少情況，或冬季首個寒冷日子（最低氣溫12.0度或以下）延至翌年1月才出現的情況(戰後至今共有13次，90年代後有如1994、1996-1998及2019年，2019-20年冬季要到2020年1月27日才出現冬季首個寒冷日子，是有紀錄以來最遲)，全年絕對最低氣溫多在冬季時錄得，通常在1或2月出現，偶然在上一年12月出現（如1982-1983、1991、1999、2001-2002、2010、2012-2013、2017、2020、2023年），甚少在3月（如1986年及2007年）或11月（如1987年）出現。另外在全球暖化下，2015/16冬季起更不時出現因南支西風槽影響而需要發出暴雨警告信號情況（2018/19冬季更受春夏季才出現的低壓槽影響）（如2015/2016、2018/2019、2019/2020年，這3個冬季是厄爾尼諾年）。當冷鋒經過香港時，寒冷的北風致使氣溫急降，當晚上、清晨時份，或陰天雨天時，天氣變得寒冷或嚴寒，市區氣溫可以下降至10℃或以下，新界內陸和北部以及如大帽山等高地，每年都有機會降至0℃以下，有時出現冰雹，甚至出現結霜、結冰等現象。而香港較少機會出現降雪、雨夾雪、凍雨及霰的冬季特殊天氣現象，如，2016年1月北半球寒流中香港廣泛地區（包括港九市區）便出現以上各種天氣情況。2016年1月更受強烈厄爾尼諾現象及南支西風槽多次影響華南沿岸而出現連場大雨，1月更曾發出黃色暴雨警告信號是有紀錄以來首次及首個冬季暴雨警告信號，當年1月雨量達266.9毫米，大雨日數達5天，更是有紀錄以來最高。另外，2019年至2022年更連續4年2月都有大雨日子（日雨量25毫米或以上），2022年2月更有3日有大雨，平了1983、1985及1990年的舊紀錄倘若沒有冷鋒橫過香港，日間又持續強烈日照的話，市區則普遍維持在約18℃，新界內陸地區甚至可能高達22-25℃以上。例如2014年2月便出現這現象，2月3日，市區錄得最高24.6℃，普遍地區錄得逾26℃，淺水灣更一度達31℃；但約一星期後，氣溫便急降至市區最低7.5℃，昂坪更低至1.8℃。
|            | 冬季 | 春季 | 夏季 | 秋季 |
| ---------- | --- | --- | --- | --- |
| 溫度       | 通常清涼至和暖 13 - 22 °C (55 - 72 °F) 偶然寒冷，8 - 12 °C (46 - 54 °F) 極少嚴寒，<= 7 °C (<= 45 °F)或溫暖，23 - 27 °C (73 – 81 °F) | 通常和暖至溫暖， 18 - 27 °C (64 – 81 °F) 偶然寒冷至清涼，8 - 17°C (46 - 63°F)或炎熱，28 - 32°C (73 - 82 °F) 極少酷熱，>=33°C (>=91 °F)                                                                                           | 日間炎熱至酷熱 ，>=28 °C (>=82 °F) 晚間溫暖至炎熱 ，23 - 32 °C (73 - 82 °F) | 通常溫暖， 23 - 27 °C (73 - 81 °F)， 偶然清涼至和暖， 13 - 22°C (55 - 72 °F)或炎熱，28 - 32°C (82 - 90 °F) 極少酷熱，>=33°C (>=91 °F) |
| 氣壓       | - 高氣壓在中亞增強並形成反氣旋 - 形成冷鋒 | - 中亞的大陸性反氣旋減弱，沿岸的大陸性反氣旋增強 - 香港會受溫暖潮濕海洋氣流所影響 - 低壓槽在中國大陸形成 - 開始產生在中亞低氣壓                                                                                                  | - 低壓區在中亞形成 - 高壓脊開始在中亞建立 | - 在中亞的低壓區減弱 - 反氣旋開始在香港建立 |
| 相對濕度   | 相對較低 - 有時變得乾燥（西伯利亞和中亞寒潮帶來寒冷而乾燥的北至東北風） - 有時潮濕（由東海和台灣海峽帶來和暖及潮濕的東風潮或西伯利亞和中亞寒潮帶來濕凍的北風潮） | 開始上升 - 有時變得乾燥（冷鋒或低壓槽過境後帶來乾燥的東北季候風或偏東氣流） - 有時潮濕（南海帶來潮濕的南至東南風） | 非常高，甚至超過80%（赤道和印度洋帶來潮濕的西南季候風） | 開始下降（中國大陸帶來清涼及乾燥的東北季候風） |
| 降水和凝結 | - 12月晴朗和暖，但1、2月天氣較冷，平均溫度介乎12-20℃之間，隨著季風厚度變薄，上空大氣開始潮濕，冬季後期雲量會逐漸增加，天氣會轉陰暗沉沉到陣陣細雨 - 新界內陸、北部及高地幾乎每年會有結霜和結冰現象，偶然有降雪、雨夾雪及凍雨現象 - 天朗氣清的晚上散熱較快主要在新界北部 - 市區則降至12℃左右 - 間中有冷鋒過境 | - 當受到低壓槽影響，香港水域地方會產生幾陣平流霧或薄霧 - 天色以多雲及有微雨為主 - 4月至5月開始轉為陰晴各半，經常會受低壓槽影響而出現驟雨及雷電 - 偶然有冰雹 - 天氣清涼至溫暖，而且大致多雲，降雨量開始增多，平均氣溫在18-26℃之間 | - 天色是以藍天白雲為主，間中在新界局部地區而產生短暫性的強烈對流雨 - 通常會有大雨 - 六月會有至少七天的晴朗天氣 - 七月會有一至兩星期的晴朗天氣，有時會更長時間出現 - 八月會有至少十天的晴朗天氣 - 偶然會受熱帶氣旋吹襲 - 有時有龍捲風、水龍捲及冰雹 - 狂風雷暴則以每小時六十公里以上陣風吹襲香港 - 天氣炎熱，平均氣温介乎26-32℃之間 | - 香港的雲量及雨量則較夏季相對明顯減少 - 受華南沿岸地區乾燥的東北季候風影響，普遍晴朗 - 2011年至2018年11月陰雨天日子異常比平均值還要多，晴朗日子則維持百分之60左右，2022年11月總日照只有100.3小時，是有紀錄以來十一月份的最低 - 冷鋒過境時有鋒面雨，熱帶氣旋進入奎明範圍時或會有陣雨 - 有時幾陣微雨或一兩陣微雨 - 天氣溫暖至和暖，偶爾清涼，平均氣温乎介22-28℃之間 |
| 風         | 由西伯利亞、中亞及中國大陸帶來的清涼至嚴寒，乾燥有時潮濕且強烈的北至東北風 | 偶然受溫暖而微弱的南至東南風及寒冷而乾燥的東北風影響 | 由赤道海洋帶來溫暖及潮濕的南至西南風 | 風將會更清涼及乾燥，並逐漸轉吹東至東北風 |
| 總結       | 氣溫比較反覆及趨向兩極，有時會受寒潮及冷鋒影響而變得寒冷或嚴寒，有時會受偏東氣流影響而變得和暖 | - 初期受東或東南風影響，天氣會變得溫暖及潮濕，天氣相對穩定，但日照少 - 冷鋒帶來清涼及乾燥的天氣 - 天氣開始會變得愈來愈不穩定 | - 日照充足 - 熱帶氣旋、西南季候風及低壓槽帶來多變的天氣例如暴雨及狂風雷暴 - 天氣則不穩定 | - 日照也非常充足 - 天氣會變得相對穩定 - 秋高氣爽、風和日麗 |
| 月份       | - 12月至2月 | - 3月至5月 | - 6月至8月 | - 9月至11月 |
| 術語/報文  | 早晚天氣寒冷 - 天晴乾燥。 | - 多雲，潮濕有霧，有幾陣雨。 - 偶然天晴乾燥。 | - 部分時間有陽光, 但有幾陣驟雨或局部地區性驟雨。 - 多雲, 有驟雨及狂風雷暴。 - 日間乾燥 | - 天晴乾燥。 |

香港天文台總部歷年最高氣溫為於2017年8月22日錄得的36.6℃，而歷年最低氣溫則為於1893年1月18日錄得的0.0℃；至於香港境內氣象站的歷年最高氣溫為於2022年7月24日在上水及於2017年8月22日在濕地公園分別錄得的39.0℃，而歷年最低氣溫則為於2016年1月24日在大帽山錄得的−6.0 ℃。

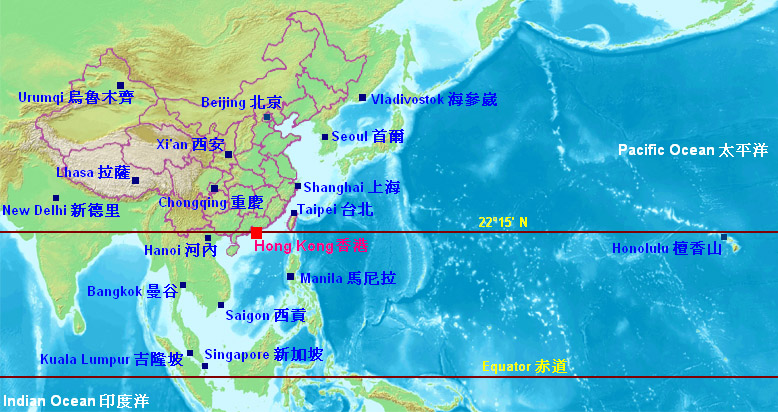
香港位於亞熱帶季風氣候的地區

## 氣象災害

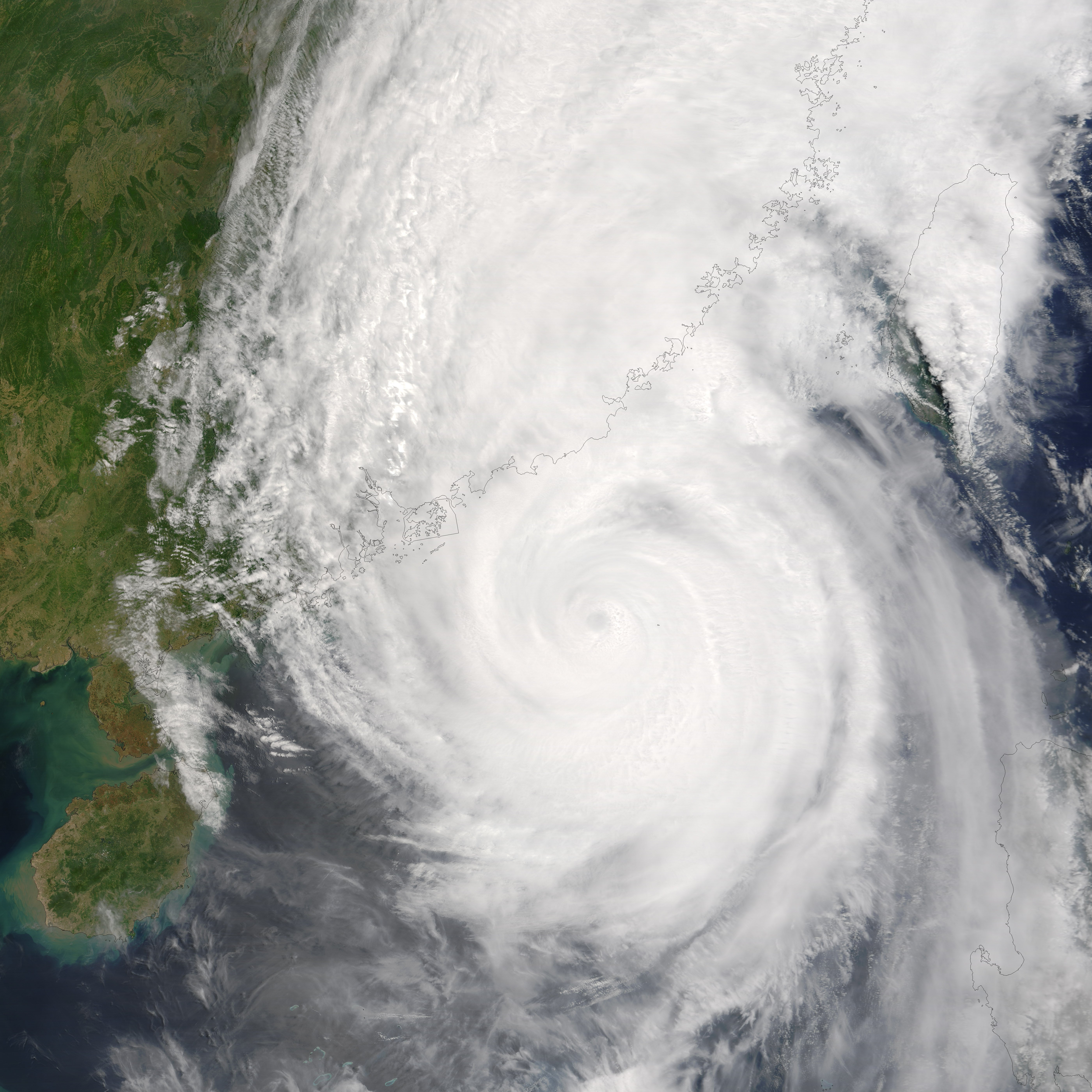
2006年5月掠過華南沿岸的颱風珍珠衛星圖

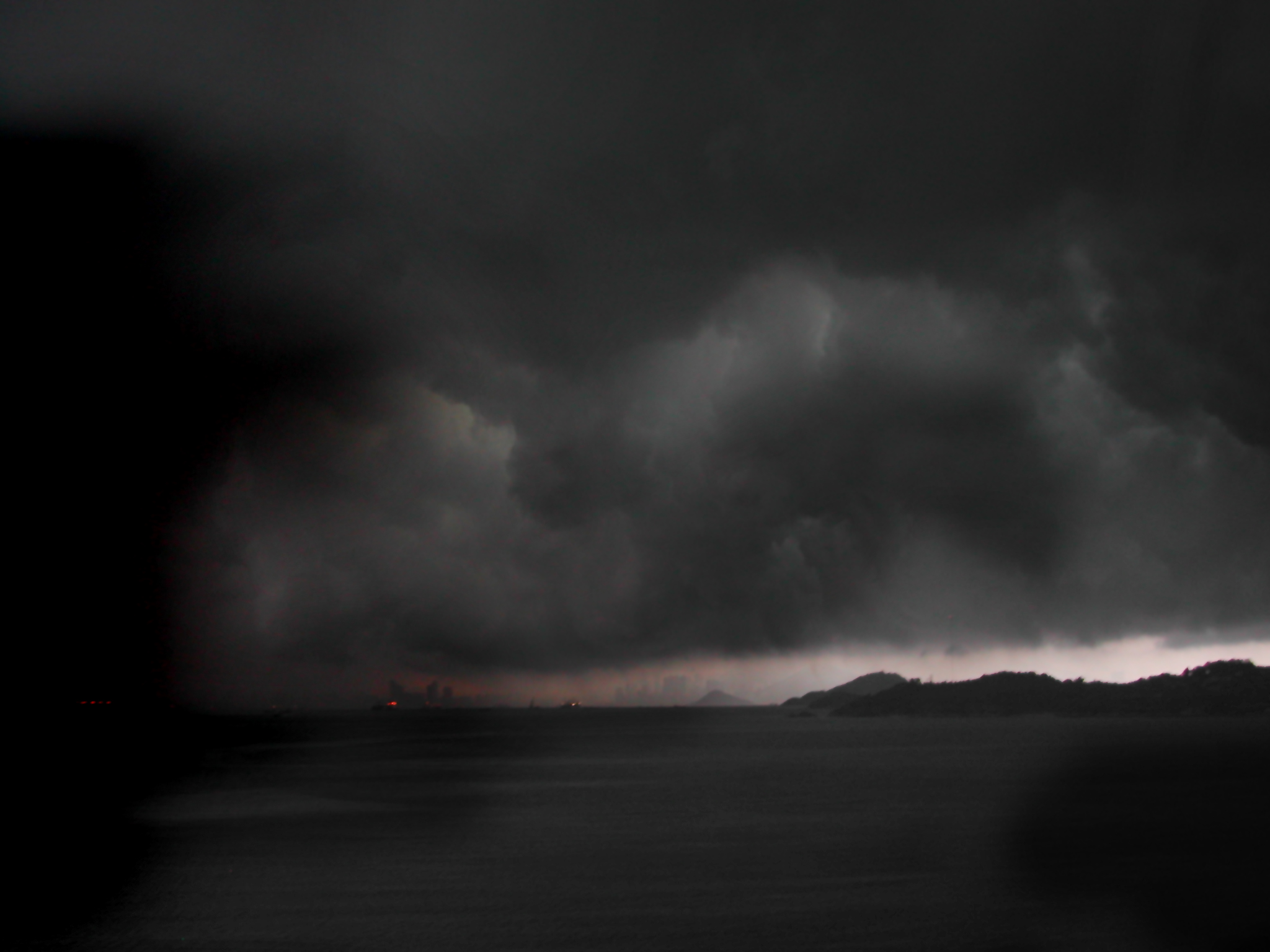
2005年8月強烈熱帶風暴珊瑚掠過香港時的景象

### 熱帶氣旋
香港是5月至11月期間會遭受不同強度的熱帶氣旋吹襲，數據顯示9月為熱帶氣旋最多的月份。每年平均有30-32個熱帶氣旋於北太平洋西部、南海上形成，其中超過一半達颱風強度，最高風速逾每小時118公里或以上。當中，每年平均會有5-6個接近香港。
當熱帶氣旋距離香港東南至東北約700至1,000公里，其外圍氣流會把內陸較熱及污濁的空氣帶到華南一帶（當地稱為「下沉氣流」），天氣通常晴朗及酷熱，黃昏局部地區亦有機會出現雷暴，空氣也較為污濁。並非所有帶來這種天氣的熱帶氣旋均會影響香港，影響台灣或華東地區的也會帶來這種天氣（例如2017年的颱風納沙＋熱帶風暴海棠），但它們通常不會影響香港。當熱帶氣旋中心繼續移近，香港風力可逐漸增強，廣泛地區出現持續數日的大雨，更可能引致山泥傾瀉與水浸，以生活帶來不便。

### 旱澇
香港各區年平均降雨量差別很大。例如平洲年平均雨量約1,400毫米，大帽山附近則超過3,000毫米。5月至9月期間錄得的雨量佔全年雨量的80%左右，其中以6月雨量最多，全月平均有18天下雨，平均雨量為491.5毫米。相反1月份平均降雨量最少，只有24.7毫米，而降雨日數最少則為12月，平均只有4至5天下雨。降雨量很大程度上取決於夏季副熱帶高壓的強度。

### 其他
影響香港之惡劣天氣，還有因為海陸熱力性質差異引起，於夏季及冬季出現的季候風及季風槽。在冬季，西伯利亞或蒙古而來的冷空氣一般從東，北或東北面抵達香港，因此會形成東北季候風。而在夏季，印度洋和南海溫暖潮濕的空氣則一般從東南，南或西南面抵達香港，因此會形成西南季候風。
此外，於4月至9月內出現狂風雷暴（但小部分年份的冬季亦曾有出現雷暴，特別是厄爾尼諾現象出現時，如2016、2019和2020年）為香港帶來惡劣天氣，全年平均有逾40天錄得有雷暴。另外每年香港冬季新界大部分內陸地區和山區基本上均會出現不同程度的結霜和結冰現象；水龍捲、凍雨和雹通常每隔1至3年就會出現數次不等；而純雪、雨夾雪（包括霰和霙）以及陸龍捲則十分罕見。

#### 降雪
由於香港地理位置上偏處亞熱帶地區，相對於冬季常見的結霜和結冰現象，降雪對於香港來說相當罕見。香港人普遍認為香港下雪是奇蹟，但真相並非如此：香港境內的確有降雪紀錄，最早記錄在1893年1月，港島太平山、九龍、港島和新界都有下雪。之後在二十世紀亦有數次記錄，在2000年起至今也有3次雨夾雪記錄，另外在1975年12月的寒潮影響下當時大帽山山頂植物嚴重結霜，新界廣泛平地有輕微降雪現象。最近一次香港出現疑似降純雪現象則是在2016年1月23至25日，當時香港受到一股非常強烈的寒潮影響，導致天文台錄得3.1℃，為59年來最低溫度，1月23至26日期間香港廣泛地區（例如錦田、沙田、粉嶺等地），皆有大量市民向天文台報告有頻密的小冰粒及雪丸（霰和霙）從天而降，流浮山、粉嶺及大帽山等地更出現疑似降雪甚至疑似有輕微積雪現象。。在此前香港冬季境內仍間中有攝氏零度以下低溫和結霜現象出現（如新界內陸及山區），可是除2005年及2014年以外似乎並沒有任何降雪或下霙（雨夾雪）的跡象

## 統計數值

### 1991-2020年平均值
氣溫
- 平均氣溫：23.5°C
- 平均每日最高氣溫：26.0°C
- 平均每日最低氣溫：21.6°C
- 最高氣溫：36.6°C （2017年8月22日）
- 最低氣溫：0.0°C （1893年1月18日）

相對濕度
- 平均相對濕度：78%
- 最高相對濕度：100%
- 最低相對濕度：10% （1959年1月16日）

降雨量
- 每年平均降雨量：2,431.2毫米
- 每年平均降雨時數：993.0小時
- 最高時雨量：158.1毫米 （2023年9月7日23时至9月8日0時）[29]
- 最高日雨量：534.1毫米 （1926年7月19日）
- 最高月雨量：1,346.1毫米 （2008年6月）
- 最高年雨量：3,343.0毫米 （1997年）
- 最低年雨量：901.1毫米 （1963年）

熱帶氣旋及強烈季候風
- 每年平均1號熱帶氣旋警告信號懸掛／發出日數：15.87日
- 每年平均3號熱帶氣旋警告信號懸掛／發出日數：7.43日
- 每年平均8號熱帶氣旋警告信號懸掛／發出日數：2.43日
- 每年平均9號或10號熱帶氣旋警告信號懸掛／發出日數：0.40日
- 每年平均強烈季候風信號懸掛／發出日數：34.07日

閃電、雷暴、霧 
- 每年平均閃電日數：55.37日
- 每年平均雷暴日數：42.27日
- 每年平均有霧日數：3.70日

雲量及日照
- 平均雲量：68%
- 平均日照：1,829.3小時（41%）
- 平均每日太陽總輻射：每平方米13.23百萬焦耳

風向及風速
- 盛行風向：090°
- 平均風速：9.9公里/小時
- 最大陣風：香港天文台錄得260公里/小時；

大老山錄得每小時285公里/小時（1962年9月1日颱風溫黛襲港期間）
氣壓
- 平均氣壓：1,012.9百帕斯卡
- 最高氣壓：1,037.7百帕斯卡 （2016年1月24日）
- 最低氣壓：953.2百帕斯卡 （1962年9月1日）

| 香港（1991-2020年平均）     | 香港（1991-2020年平均） | 香港（1991-2020年平均） | 香港（1991-2020年平均） | 香港（1991-2020年平均） | 香港（1991-2020年平均） | 香港（1991-2020年平均） | 香港（1991-2020年平均） | 香港（1991-2020年平均） | 香港（1991-2020年平均） | 香港（1991-2020年平均） | 香港（1991-2020年平均） | 香港（1991-2020年平均） | 香港（1991-2020年平均） |
| 月份                        | 1月                     | 2月                     | 3月                     | 4月                     | 5月                     | 6月                     | 7月                     | 8月                     | 9月                     | 10月                    | 11月                    | 12月                    | 全年                    |
| --------------------------- | ----------------------- | ----------------------- | ----------------------- | ----------------------- | ----------------------- | ----------------------- | ----------------------- | ----------------------- | ----------------------- | ----------------------- | ----------------------- | ----------------------- | ----------------------- |
| 历史最高温 °C（°F）         | 26.9 (80.4)             | 28.3 (82.9)             | 31.5 (88.7)             | 33.4 (92.1)             | 36.1 (97.0)             | 35.6 (96.1)             | 36.1 (97.0)             | 36.6 (97.9)             | 35.9 (96.6)             | 34.6 (94.3)             | 31.8 (89.2)             | 28.7 (83.7)             | 36.6 (97.9)             |
| 平均高温 °C（°F）           | 18.7 (65.7)             | 19.4 (66.9)             | 21.9 (71.4)             | 25.6 (78.1)             | 28.8 (83.8)             | 30.7 (87.3)             | 31.6 (88.9)             | 31.3 (88.3)             | 30.5 (86.9)             | 28.1 (82.6)             | 24.5 (76.1)             | 20.4 (68.7)             | 26.0 (78.8)             |
| 日均气温 °C（°F）           | 16.5 (61.7)             | 17.1 (62.8)             | 19.5 (67.1)             | 23.0 (73.4)             | 26.3 (79.3)             | 28.3 (82.9)             | 28.9 (84.0)             | 28.7 (83.7)             | 27.9 (82.2)             | 25.7 (78.3)             | 22.2 (72.0)             | 18.2 (64.8)             | 23.5 (74.3)             |
| 平均低温 °C（°F）           | 14.6 (58.3)             | 15.3 (59.5)             | 17.6 (63.7)             | 21.1 (70.0)             | 24.5 (76.1)             | 26.5 (79.7)             | 26.9 (80.4)             | 26.7 (80.1)             | 26.1 (79.0)             | 23.9 (75.0)             | 20.3 (68.5)             | 16.2 (61.2)             | 21.6 (70.9)             |
| 历史最低温 °C（°F）         | 0.0 (32.0)              | 2.4 (36.3)              | 4.8 (40.6)              | 9.9 (49.8)              | 15.4 (59.7)             | 19.2 (66.6)             | 21.7 (71.1)             | 21.6 (70.9)             | 18.4 (65.1)             | 13.5 (56.3)             | 6.5 (43.7)              | 4.3 (39.7)              | 0.0 (32.0)              |
| 平均降水量 mm（）           | 33.2 (1.31)             | 38.9 (1.53)             | 75.3 (2.96)             | 153.0 (6.02)            | 290.6 (11.44)           | 491.5 (19.35)           | 385.8 (15.19)           | 453.2 (17.84)           | 321.4 (12.65)           | 120.3 (4.74)            | 39.3 (1.55)             | 28.8 (1.13)             | 2,431.2 (95.72)         |
| 平均降雨天数                | 5.70                    | 7.97                    | 10.50                   | 11.37                   | 15.37                   | 19.33                   | 18.43                   | 17.50                   | 14.90                   | 7.83                    | 5.70                    | 5.30                    | 139.90                  |
| 平均相對濕度（％）          | 74                      | 79                      | 82                      | 83                      | 83                      | 82                      | 81                      | 81                      | 78                      | 73                      | 72                      | 70                      | 78                      |
| 平均露点 °C（°F）           | 11.7 (53.1)             | 13.2 (55.8)             | 16.1 (61.0)             | 19.7 (67.5)             | 23.0 (73.4)             | 24.9 (76.8)             | 25.2 (77.4)             | 25.1 (77.2)             | 23.6 (74.5)             | 20.2 (68.4)             | 16.7 (62.1)             | 12.4 (54.3)             | 19.3 (66.7)             |
| 月均日照時數                | 145.8                   | 101.7                   | 100.0                   | 113.2                   | 138.8                   | 144.3                   | 197.3                   | 182.1                   | 174.4                   | 197.8                   | 172.3                   | 161.6                   | 1,829.3                 |
| 可照百分比                  | 43                      | 32                      | 27                      | 30                      | 34                      | 36                      | 48                      | 46                      | 47                      | 55                      | 52                      | 48                      | 41                      |
| 来源：Hong Kong Observatory |                         |                         |                         |                         |                         |                         |                         |                         |                         |                         |                         |                         |                         |

| 大帽山（1997–2019年平均） | 大帽山（1997–2019年平均） | 大帽山（1997–2019年平均） | 大帽山（1997–2019年平均） | 大帽山（1997–2019年平均） | 大帽山（1997–2019年平均） | 大帽山（1997–2019年平均） | 大帽山（1997–2019年平均） | 大帽山（1997–2019年平均） | 大帽山（1997–2019年平均） | 大帽山（1997–2019年平均） | 大帽山（1997–2019年平均） | 大帽山（1997–2019年平均） | 大帽山（1997–2019年平均） |
| 月份                      | 1月                       | 2月                       | 3月                       | 4月                       | 5月                       | 6月                       | 7月                       | 8月                       | 9月                       | 10月                      | 11月                      | 12月                      | 全年                      |
| ------------------------- | ------------------------- | ------------------------- | ------------------------- | ------------------------- | ------------------------- | ------------------------- | ------------------------- | ------------------------- | ------------------------- | ------------------------- | ------------------------- | ------------------------- | ------------------------- |
| 历史最高温 °C（°F）       | 22.4 (72.3)               | 23.2 (73.8)               | 24.2 (75.6)               | 27.4 (81.3)               | 28.8 (83.8)               | 29.5 (85.1)               | 29.4 (84.9)               | 29.4 (84.9)               | 28.0 (82.4)               | 27.5 (81.5)               | 25.2 (77.4)               | 24.2 (75.6)               | 29.4 (84.9)               |
| 平均高温 °C（°F）         | 13.9 (57.0)               | 15.0 (59.0)               | 17.0 (62.6)               | 19.8 (67.6)               | 22.1 (71.8)               | 23.5 (74.3)               | 24.3 (75.7)               | 24.6 (76.3)               | 23.7 (74.7)               | 21.3 (70.3)               | 18.3 (64.9)               | 14.8 (58.6)               | 19.9 (67.8)               |
| 日均气温 °C（°F）         | 10.6 (51.1)               | 11.8 (53.2)               | 14.1 (57.4)               | 17.4 (63.3)               | 20.0 (68.0)               | 21.7 (71.1)               | 22.2 (72.0)               | 22.2 (72.0)               | 21.1 (70.0)               | 18.5 (65.3)               | 15.3 (59.5)               | 11.5 (52.7)               | 17.2 (63.0)               |
| 平均低温 °C（°F）         | 7.9 (46.2)                | 9.2 (48.6)                | 11.8 (53.2)               | 15.4 (59.7)               | 18.2 (64.8)               | 20.1 (68.2)               | 20.4 (68.7)               | 20.4 (68.7)               | 19.3 (66.7)               | 16.5 (61.7)               | 13.1 (55.6)               | 8.9 (48.0)                | 15.1 (59.2)               |
| 历史最低温 °C（°F）       | −6.0 (21.2)               | −1.8 (28.8)               | −2.0 (28.4)               | 5.6 (42.1)                | 9.3 (48.7)                | 14.0 (57.2)               | 16.8 (62.2)               | 16.8 (62.2)               | 13.3 (55.9)               | 5.7 (42.3)                | −0.3 (31.5)               | −3.3 (26.1)               | −6.0 (21.2)               |
| 平均降水量 mm（）         | 42.3 (1.67)               | 44.6 (1.76)               | 90.0 (3.54)               | 160.0 (6.30)              | 340.3 (13.40)             | 509.6 (20.06)             | 432.4 (17.02)             | 404.1 (15.91)             | 278.6 (10.97)             | 100.5 (3.96)              | 37.0 (1.46)               | 26.7 (1.05)               | 2,466.1 (97.09)           |
| 平均相對濕度（％）        | 83                        | 88                        | 91                        | 93                        | 94                        | 96                        | 95                        | 93                        | 91                        | 87                        | 84                        | 78                        | 89                        |
| 来源：香港天文台          |                           |                           |                           |                           |                           |                           |                           |                           |                           |                           |                           |                           |                           |

| 凤凰山（934m）    | 凤凰山（934m） | 凤凰山（934m） | 凤凰山（934m） | 凤凰山（934m） | 凤凰山（934m） | 凤凰山（934m） | 凤凰山（934m） | 凤凰山（934m） | 凤凰山（934m） | 凤凰山（934m） | 凤凰山（934m） | 凤凰山（934m） | 凤凰山（934m） |
| 月份              | 1月            | 2月            | 3月            | 4月            | 5月            | 6月            | 7月            | 8月            | 9月            | 10月           | 11月           | 12月           | 全年           |
| ----------------- | -------------- | -------------- | -------------- | -------------- | -------------- | -------------- | -------------- | -------------- | -------------- | -------------- | -------------- | -------------- | -------------- |
| 平均高温 °C（°F） | 13.6 (56.5)    | 14.8 (58.6)    | 16.5 (61.7)    | 18.4 (65.1)    | 20.3 (68.5)    | 21.4 (70.5)    | 21.9 (71.4)    | 22.9 (73.2)    | 22.6 (72.7)    | 20.6 (69.1)    | 17.9 (64.2)    | 14.4 (57.9)    | 18.8 (65.8)    |
| 日均气温 °C（°F） | 9.9 (49.8)     | 11.8 (53.2)    | 14.0 (57.2)    | 16.5 (61.7)    | 19.1 (66.4)    | 20.5 (68.9)    | 20.8 (69.4)    | 21.2 (70.2)    | 20.4 (68.7)    | 17.7 (63.9)    | 15.1 (59.2)    | 11.0 (51.8)    | 16.5 (61.7)    |
| 平均低温 °C（°F） | 7.5 (45.5)     | 9.5 (49.1)     | 11.8 (53.2)    | 15.0 (59.0)    | 17.8 (64.0)    | 19.5 (67.1)    | 19.7 (67.5)    | 19.7 (67.5)    | 19.0 (66.2)    | 16.1 (61.0)    | 13.1 (55.6)    | 8.8 (47.8)     | 14.8 (58.6)    |
| [ 來源請求 ]      |                |                |                |                |                |                |                |                |                |                |                |                |                |

## 重要天氣事件紀錄
1874年大颱風请参阅：甲戌風災
1874年9月22日，一個強烈颱風橫過珠江口，先後吹襲香港及澳門，遠至廣州亦受災害。在香港，颱風造成2,000餘人死亡，成為香港有記錄至今第三多人死亡的風災，風暴期間，千間房屋被摧毀，維多利亞港內十多艘遠洋船隻沉沒，數百隻中國帆船沉沒。澳門則約有5,000人死亡，以當年澳門人口約15,000人計，死亡人數高達全市人口的三份之一，亦是澳門史上最多人死亡的風災。
甲戌風災是香港開埠之後較為嚴重的風災，而當時的香港並沒有專門負責氣象的部門，亦沒有人專職警告颱風的來臨，因此造成嚴重人命及財產損失。在此次颱風之後，1879年英國皇家學會建議在香港設立氣象觀測台，以觀察颱風氣象活動。港英政府研究後，1882年接納學會建議，最後在1883年成立香港天文台。
1884年
5月13及14日，天文台錄得最低氣溫17.8℃，是有紀錄以來5月中旬（11日至20日）的最低紀錄。
11月下旬（21日至30日）的十天平均氣溫只有15.3℃，創下11月下旬最低平均氣溫。
1885年
2月下旬（21日至28日）天氣異常寒冷，該十天平均氣溫只有11.2℃，創下2月下旬最低平均氣溫。
3月中旬（11日至20日）天氣異常寒冷，該十天平均氣溫及平均最低氣溫分別只有13.5℃和11.9℃，創下3月中旬最低平均氣溫。
8月及9月平均最高氣溫分別只有28.7℃和28℃，是自1885年有紀錄以來8、9月份平均最高氣溫之最低值。
全年最高氣溫只有31.8℃，創下自1885年有紀錄以來「最低年最高氣溫」紀錄。
1886年
5月上旬(1日至10日)的十天平均氣溫只有21.7℃，創下5月上旬最低平均氣溫。
2月平均最高氣溫只有13.5℃，該月最高氣溫只有17.5℃，兩者皆是歷年所有月份最高氣溫之最低值。
7月中旬（11日至20日）的十天平均氣溫只有26.4℃，創下7月中旬最低平均氣溫。
7月平均最高氣溫只有29℃，而最高氣溫只有31.3℃，兩者皆是自1885年有紀錄以來7月份最高氣溫之最低值。
全年平均最高氣溫只有23.5℃，平均氣溫更只有21.4℃，兩者皆是自1885年有紀錄以來最低值。
1887年
受強冷空氣影響，4月下旬（21日至30日）的十天平均氣溫只有19.7℃，天文台於4月24日錄得13.7℃ 低温，創下4月下旬（21日至30日）最低温紀錄。
6月1日,天文台總部相對濕度最低只有26%，是自天文台有紀錄以來6月份最低相對濕度。
1890年
8月平均最低氣溫只有24.4℃，是自1885年有紀錄以來8月份平均最低氣溫之最低值。
10月1日，天文台最高氣溫達34.2℃，不但創下該年新高，也是歷年首次在10月錄得34℃高溫，然而紀錄於11天後再度改寫，10月12日天文台最高氣溫更升至34.3℃，但紀錄已被2023年10月4日的34.6°C打破。
10月酷熱天氣日數共有2日，為有紀錄以來最多酷熱日數的10月份（已被2023年打破）。
有趣的是1890年10月平均氣溫只有23.9℃，平均最低氣溫更只有21.3℃，兩者均屬異常偏低。
12月下旬（21日至31日）天氣異常温暖，天文台於12月28日錄得26.9℃高温，創下12月下旬最高温紀錄。
1892年
3月中旬（11日至20日）天氣異常寒冷，天文台於3月15日錄得7.9℃ 低温，創下3月中旬最低温紀錄。
5月中旬（1日至10日）的十天平均氣溫只有22.4℃，創下5月中旬最低平均氣溫。
8月下旬（21日至31日）的十天平均氣溫和平均最低氣溫分別只有25.8℃和24℃，創下8月下旬最低平均氣溫。
9月中旬（11日至20日）天氣異常酷熱，天文台於9月17日錄得34.4℃高温，創下9月中旬最高温紀錄。（此紀錄已被2018年的35.1℃打破）
1893年寒潮
西伯利亞強烈寒潮致天氣驟寒，1月中旬（11日至20日）出現極端低溫，造成該時期之平均溫度及平均最低溫度分別祇得8.9℃及6.6℃，較同期平均值（1971至2000年）低7.0℃。1月14至19日期間天文台每天平均氣溫都在10℃以下，達到氣候意義上連續五天平均氣溫低於10℃的入冬標準
。1月14日氣溫從15.1℃降至4.7℃，嚴寒天氣緊接其後；1月15日至1月17日連續三天最高氣溫徘徊在5℃以下，而且出現降雨濕冷天氣，1月16日最高溫僅3.2℃，為日最高氣溫之最低紀錄；1月18日尖沙嘴天文台總部錄得攝氏0.0℃，是有紀錄以來最低溫；1月19日氣溫回升至11.6℃。太陽出來後雪才溶化掉。
寒潮期間全港各地皆接獲結霜、結冰及積雪報告。海拔較高地區如太平山頂，氣溫低至-4℃，山頂下雪，積雪厚達3至5吋，霜雪籠罩山頭成為雪山，眾多山頂樓房遭雪封，山頂纜車因積雪壓斷電線而停駛，但很多人仍跑到山上觀看下雪奇景；半山區、動植物公園曾出現飄雪；中區大會堂（今香港滙豐總行大廈旁）外噴水池結冰；九龍城、旺角的菜田遭積雪凍壞；橫瀾島等離島有積雪記錄。新界石崗也出現-4℃低溫，附近村落一片白茫茫，漁塘水面結冰。
7月上旬（1日至10日）的十天平均最低氣溫只有24.2℃，天文台於7月3日錄得最低氣溫22.3℃，是有紀錄以來7月上旬的最低溫紀錄。
7月平均氣溫只有26.7℃，平均最低氣溫更只有24.5℃，兩者皆是有紀錄以來7月份最低值。
9月9日，天文台錄得最低氣溫21℃，是有紀錄以來9月上旬（1日至10日）的最低紀錄。
全年平均氣溫只有21.4℃，平均最低氣溫更只有19.4℃，兩者皆是有紀錄以來最低值。
1894年
5月下旬（21日至31日）的十天平均氣溫和平均最低氣溫分別只有23.9℃和22.4℃，創下5月下旬最低平均氣溫。
1895年
1月20日，天文台最高氣溫、日平均氣溫、最低氣溫分別為11.1℃、8.9℃、7.2℃，是有紀錄以來最寒冷的「大寒」。
11月上旬（1日至10日）的十天平均氣溫和平均最低氣溫分別只有19.4℃和16.2℃，創下11月上旬最低平均氣溫。
1896年
2月中旬（11日至20日）天氣異常寒冷，該十天平均氣溫只有11.2℃，創下2月中旬最低平均氣溫。
3月下旬（21日至31日）天氣異常寒冷，該十天平均最低氣溫衹有13.7℃，天文台於3月21日錄得7.7℃ 低温，創下3月下旬最低温紀錄。
1897年
6月下旬（21日至30日）的十天平均氣溫和平均最低氣溫分別只有26.1℃和24.3℃，創下6月下旬最低平均氣溫。
7月上旬（1日至10日）的十天平均氣溫只有26.5℃，創下7月上旬最低平均氣溫。
1898年
10月上旬（1日至10日）的十天平均氣溫和平均最低氣溫分別只有22.8℃和20.5℃，創下10月上旬最低平均氣溫。
12月14日，天文台總部相對濕度最低只有14%，是自天文台有紀錄以來12月份最低相對濕度。
1900年
1月上旬（1日至10日）天氣異常寒冷，該十天平均溫度及平均最低溫度分別祇有9.6℃及7.2℃，天文台於1月9日錄得3.1℃ 低温，創下1月上旬最低温紀錄。
8月29日，天文台總部相對濕度最低只有41%，是自天文台有紀錄以來8月份最低相對濕度。（已被2015年的40%打破）
11月16日，天文台總部相對濕度最低只有17%，是自天文台有紀錄以來11月份最低相對濕度。
1901年
1月份受到較弱的東北季候風支配，令該月的天氣異常溫暖。平均氣溫達18.3℃，平均最低氣溫達16.8℃，而最低氣温有13.7℃，是有紀錄以來最溫暖的1月。（此紀錄在2017年及2020年先後再被打破）
2月上旬（1日至10日）天氣異常寒冷，天文台於2月5日錄得3.6℃ 低温，創下2月上旬最低温紀錄。
8月中旬（11日至20日）的十天平均氣溫只有26℃，創下8月中旬最低平均氣溫。
1902年
9月祇錄得16.3毫米雨量，是歷來雨量最少的9月份。
1903年
9月上旬（1日至10日）的十天平均氣溫和平均最低氣溫分別只有25.1℃和23.7℃，創下9月上旬最低平均氣溫。
10月28日，天文台錄得14.9℃，是有紀錄以來最低溫的重陽節。
1905年
1905年1月香港曾出現同期罕見的溫暖天氣，1月20日至25日，天文台每天最低溫維持在20℃以上，最高氣溫則達到25至26℃，其中1月21日至25日五天平均氣溫為22.8℃。值得一提的是1月20至25日期間天文台每天平均氣溫都在22℃以上，達到氣候意義上連續五天平均氣溫高於22℃的入夏標準。
3月下旬（21日至31日）的十天平均氣溫只有15.8℃，4月上旬(1日至10日)的十天平均氣溫及平均最低氣溫分別只有15.9℃和14.1℃，皆是歷年同期最低值。
6月22日，天文台錄得最低氣溫21℃，是有紀錄以來6月下旬（21日至30日）的最低紀錄。
1906年大颱風
1906年9月18日，一股強烈颱風襲擊香港，釀成約4,000至15,000人罹難、220人受傷、1,349人失蹤，成為香港歷史上最嚴重的天災之一。
颱風引起特大風暴潮，大埔錄得的風暴潮達6.1米，風暴潮加上強風對海上和沿岸地區造成重大破壞。颱風雖然祇維持了短短數小時，但由於當局未有足夠時間造好防風措施及撤離人員（尤其是大量海上居民），導致嚴重傷亡，90%的死者為漁民。風災也導致航運業務癱瘓了一段時間，80%的駁船被毀，大部分碼頭被摧毀而不能運作。貨物遭受嚴重損壞。尤其在九龍貨倉的貨物大部分受損，航運損失達數百萬元。孖剌西報發行的災後特刊稱，4,000至10,000人死亡，1908年英國皇家气象学会季刊引述的報告和天文台1972年的報告均稱約10,000人死亡。現代香港天文台的資料則稱，有高達15,000人死亡。
1911年
10月平均氣溫只有23.5℃，是有紀錄以來10月最低平均氣溫。
1912年
9月12日，天文台錄得最低氣溫20℃，是有紀錄以來9月中旬（11日至20日）的最低紀錄。
10月28日，天文台錄得最高氣溫32.3℃，是有紀錄以來10月下旬（21日至31日）的最高紀錄。
1915年
2月上旬（1日至10日）天氣異常温暖，該十天平均氣溫高達19.3℃，創下2月上旬最高平均氣溫。（此紀錄以在2019年2月再被打破）
4月中旬（11日至20日）天氣異常温暖，該十天平均氣溫高達25.4℃，創下4月中旬最高平均氣溫。
1917年
5月初受一股強烈東北季候風影響，天文台於5月1日錄得最低氣溫15.4℃，該月平均氣溫和最低氣溫分別只有23.8℃和21.6℃，皆是有紀錄以來5月份最低溫紀錄。
7月下旬（21日至30日）的十天平均氣溫只有26.4℃，創下7月下旬最低平均氣溫。
1917至1918年寒潮
1917年12月23日至1918年2月1日期間，天文台最低氣溫除了1918年1月11日高於12℃之外，其餘日子最低氣溫均低於12℃之寒冷水平，寒冷天氣維持了40天。
1918年1月平均最低氣溫只有9.9℃，平均氣溫只有12.2℃，平均最高氣溫只有15.1℃，全月最高氣溫只有19.3℃，全部皆是歷年1月份最低值，為最寒冷的1月。
1918年
8月上旬（1日至10日）的十天平均氣溫只有26.1℃，創下8月上旬最低平均氣溫。
8月平均最高氣溫只有26.4℃，而最高氣溫只有30.6℃，兩者皆是有紀錄以來8月份最高氣溫之最低值。
1919年
10月下旬（21日至31日）的十天平均氣溫只有21.5℃，創下10月下旬最低平均氣溫。
10月平均氣溫只有23.5度，是有紀錄以來10月最低平均氣溫。
1922年
4月17日，天文台總部相對濕度最低只有22%，是自天文台有紀錄以來4月份最低相對濕度。（此紀錄以在2022年4月8日再被打平）
受強烈東北季候風影響，天文台於11月26日錄得最低氣溫6.5℃，是有紀錄以來11月份最低溫紀錄。
1923年
2月14日，天文台錄得最高氣溫、日平均氣溫、最低氣溫分別為26.3℃、22.2℃、19.7℃，是有紀錄以來最暖的年廿九。
1925年寒潮
4月4日開始受強冷空氣影響，天文台氣溫降至13.3℃，翌日更降至12.2℃，4月4日至18日這15天平均最低氣溫只有14℃，平均最高氣溫也只有18.4℃，這段低溫期直接令1925年4月成為天文台歷年最冷的4月，月平均最低氣溫、月平均氣溫和月平均最高氣溫分別只有16.5℃、18.5℃和21.1℃。
7月受熱帶氣旋影響帶來不穩定天氣，14至17日期間總雨量達404毫米，多處發生山泥傾瀉，受嚴重破壞，其中普慶坊有75人死亡。（參見普慶坊護土牆倒塌意外）
1926年
6月初受到一股強烈東北季候風影響，天文台於6月2日錄得最低氣溫19.2℃，導致該月平均最低氣溫（24.1℃），平均氣溫（25.5℃）及平均最高氣溫（27.4℃）皆是有紀錄以來6月份最低溫紀錄。
7月19日，天文台錄得534.1毫米雨量，除了是7月雨量376.2毫米的1.4倍，更是有紀錄以來最高單日降雨量。
7月中旬（11日至20日）雨量596.2mm，是歷來同期雨量最多。19日單日最高雨量更有534.1毫米的最高紀錄，滂沱大雨造成全港多處水浸及山泥傾瀉，山頂纜車服務停頓一個星期。
1927年
10月中旬（11日至20日）的十天平均氣溫和平均最低氣溫分別只有20.9℃和18.2℃，天文台於10月15日錄得最低氣溫15.7℃，是有紀錄以來10月中旬（11日至20日）的最低紀錄。
1928年
7月下半月（1日至15日）雨量3.7mm，是歷來同期雨量最少。
1929年
12月中旬（1日至10日）天氣異常温暖，該十天平均氣溫高達20.6℃，創下12月中旬最高平均氣溫。
1931年
1月上旬（1日至10日）天氣異常温暖，天文台於1月6日錄得26.1℃高温，創下1月上旬最高温紀錄。
10月平均氣溫只有23.5℃，是有紀錄以來10月最低平均氣溫。
1933年
1月下旬（1日至10日）天氣異常寒冷，該十天平均氣溫及平均最低氣溫分別只有11.6℃和9.3℃，創下1月下旬最低平均氣溫。
8月祇錄得44.2毫米雨量，是歷來雨量最少的8月份。
1934年
受強冷空氣影響，天文台於4月16日錄得12.8℃ 低温，創下4月中旬（11日至20日）最低温紀錄。
12月上旬（1日至10日）天氣異常寒冷，天文台於12月6日錄得6.2℃ 低温，創下12月上旬最低温紀錄。
1935年
天文台於9月26日錄得18.4℃低溫，該月平均氣溫只有25.8℃，皆是有紀錄以來9月份最低溫紀錄。
1936年
3月初香港持續受寒潮籠罩，3月上旬（1日至10日）平均氣溫及平均最低氣溫分別衹有10.2℃及8.6℃，天文台3月首11天最低氣溫均在12℃以下，其中3月5日最低氣溫6.2℃為歷年3月第三低溫。由於寒朝減弱後，氣溫仍持續大幅偏低，結果1936年3月平均最高氣溫、平均氣溫和平均最低氣溫分別只有16.4℃、13.9℃和12.1℃，三者皆創下歷年3月最低氣溫紀錄。
12月中旬（11日至20日）天氣異常温暖，天文台於12月12日錄得27.2℃高温，創下12月中旬最高温紀錄。（已被2023年12月12日的28.7°C打破）
1937年大颱風
一個強烈颱風在1937年（歲次丁丑）9月2日凌晨正面吹襲港澳，造成廣泛破壞。颱風在新界吐露港引起超過20英呎（6米）高的風暴潮，大埔一帶傷亡慘重。據當時的不完全統計，共造成介乎2,565至約11,000人在這次風災中喪生，澳門亦有21人於陸上身亡。
1939年
11月上旬（1日至10日）天氣異常温暖，天文台於11月7日錄得30.6℃高温，創下11月上旬最高温紀錄。（已被2023年11月6日的30.7°C打破）
11月23日，一股颱風吹襲香港，天文台懸掛九號風球，是歷年最遲發出的九號風球。
1947年
10月平均氣溫和平均最低氣溫分別只有23.5℃和21.1℃，兩者皆是有紀錄以來10月最低值。
1948年
3月中旬（11日至20日）天氣異常温暖，天文台於3月12日錄得29.1℃高温，創下3月中旬最高温紀錄。
9月22日下午1時至2時天文台錄得84毫米雨量，為9月最高一小時雨量紀錄，已被2023年158.1毫米打破
所有襲港風暴均令香港懸掛8號風球，是自1946年有紀錄以來首次。
1950年
1月平均最高氣溫有20.8℃，是有紀錄以來1月份平均最高氣溫之最高值（此紀錄已被2020年1月份的21.2℃打破）。
2月15至19日天文台5天平均氣溫及平均最低氣溫分別只有9.5℃及7.5℃，是同期最低紀錄，並於2月17日出現過程最低氣溫5.8℃，創下自1947年以來最冷的年初一。
受冷空氣影響，6月10日至14日天文台5天平均氣溫及平均最低氣溫分別只有23.6℃及22℃，是同期最低紀錄，6月9日至13日連續5天最低氣溫都在22℃以下，是歷史同期唯一一次
1951年
1月11日至15日天文台五天平均氣溫及平均最低氣溫分別只有9.7℃及6.6℃，為歷年同期最低，其中1月14日天文台錄得過程最低氣溫4.9℃。
天文台於3月3日錄得最低氣溫6.7℃，是同期的第3低溫紀錄。
6月9日，天文台錄得最低22.6℃，創下自1947年以來最冷的端午節。
1952年
8月31日，天文台錄得最低氣溫21.7℃，是有紀錄以來8月下旬的最低紀錄。
9月雨量844.2mm，是有紀錄以來最多雨量的9月紀錄（已被2023年9月打破）。
12月4日天文台低溫降至6.2℃，是歷年12月上旬（1日至10日）錄得的最低氣溫，另外12月上旬的十天平均氣溫和平均最低氣溫分別只有13.8℃和10.3℃均是有紀錄最低。
1953年
2月中旬（11日至20日）天氣異常温暖，天文台於2月13日錄得27.8℃高温，分別創下2月中旬最高温紀錄及戰後最暖的年三十。
4月11至25日的10天平均最低氣溫只有15.8℃，平均最高氣溫19.7℃，雖然仍不及1925年的水平，但考慮到這段低溫期出現的時間比1925年4月遲。此外1953年4月的平均最低氣溫，平均氣溫，平均最高氣溫分別為16.9℃，18.9℃和21.4℃，三者都僅次於1925年。
5月1日，天文台錄得最低17.7℃，創下自1947年有紀錄以來最冷的勞動節。（此紀錄已被2022年所打破）
11月上旬（1日至10日）天氣異常温暖，天文台於11月10日錄得30.6℃高温，創下11月上旬最高温紀錄。
12月的天氣異常溫暖，天文台於12月1日錄得28.7℃高溫，創下有紀錄以來12月份最高溫紀錄。
1954年
6月18日，天文台錄得最低氣溫23.1℃，是自1947年以來最冷父親節。
11月6日，超強颱風柏美娜吹襲香港，天文台懸掛九號風球，是自二戰後唯一一個於11月懸掛九號風球的颱風。
1955年
1月6日，天文台最低氣溫5℃，是自1947年有紀錄以來最寒冷的小寒。
1月11日，天文台最低氣溫3.1℃，也是整個20世紀第二低溫，強度僅次於1957年2月的寒潮。
2月21日，天文台總部相對濕度最低只有13%，是自天文台有紀錄以來2月份最低相對濕度。
5月14日，天文台總部相對濕度最低只有23%，是自天文台有紀錄以來5月份最低相對濕度。
8月3日受暴雨及冷空氣影響，天文台最低氣溫降至21.6℃，創下自1884年有紀錄以來8月份最低溫紀錄。
1956年
元旦（1月1日）受較暖的偏東氣流影響，風勢和緩加上陽光充沛，令天文台的日間氣溫升至25.6℃，是自1948年有紀錄以來最熱的元旦。
1月9日天文台最低氣溫3.9℃，為20世紀第九低溫。
4月下半月香港罕有地提早受熱浪影響，天文台氣溫不斷創歷史新高，先是4月16日錄得歷年4月中旬最高氣溫32℃，翌日上升至32.2℃，隨後幾天高溫稍為回落，但4月23日最高氣溫又達到32.7℃，27日更達到33.4℃，一再刷新4月份的極端高溫紀錄，也成為歷年最早出現的酷熱天，4月27日是有紀錄以來唯一一次在4月份出現的酷熱日。
12月25日天文台錄得最低氣溫只有8.7℃，是自1947年有紀錄以來第二個最寒冷的聖誕節。
1957年寒潮
西伯利亞東部強烈寒潮南下，導致天氣嚴寒，該寒潮於2月9日開始影響香港，2月10日天文台最低氣溫降至3.8℃，2月11日上午7時至8時間更降至2.4℃，創下自1885年有紀錄以來全年第2低溫及2月份最低溫紀錄，亦是20世紀的最低氣溫紀錄。當日山頂及新界多處地區結冰，多人凍死。寒潮的影響持續了數天，2月10日至14日天文台5天平均最低氣溫只有5.3℃，也打破20世紀最低的5天平均低溫紀錄。
7月17日，天文台錄得最低氣溫22.2℃，是有紀錄以來7月中旬（11日至20日）的最低紀錄。
1958年
5月11日，天文台錄得最高氣溫33.3℃，是自1947年有紀錄以來最酷熱的母親節。
6月17日，天文台錄得最低氣溫20.5℃，是有紀錄以來6月中旬（11日至20日）的最低紀錄。
1959年
1月16日，天文台總部相對濕度最低只有10%，是自天文台有紀錄以來最低相對濕度。
1月下旬天氣異常温暖，天文台於1月29日下午2時至3時之間錄得26.9℃高温，創下有紀錄以來1月份最高溫紀錄。
11月的天氣異常溫暖，天文台於11月19日錄得31.8℃高溫，創下有紀錄以來11月份最高溫紀錄。
12月中旬（11日至20日）天氣異常温暖，天文台於12月15日錄得27.2℃高温，創下12月中旬最高温紀錄。
1960年
1960年剛踏入3月氣溫就節節上升，3月上旬（1日至10日）平均氣溫及平均最高氣溫分別高達22.6℃及26.7℃，3月7日天文台最高氣溫達到29.6℃，打破3月上旬最高溫紀錄，3月8日至9日高溫稍為回落至28℃，但3月10日再創新高至29.7℃，隨後兩天高溫仍維持在28℃以上，直到3月13日受冷空氣影響高溫才回落至23℃。令該月平均最高氣溫達到24.4℃，是有紀錄以來3月份平均最高氣溫之最高值（已被2021年3月打破），月平均氣溫和月平均最低氣溫分別為21.2℃和19.1℃，是有紀錄以來第五高，僅次於1987年、2002年、2020年及2021年。
5月中下旬強冷空氣（20/5-23/5）：天文台最低氣溫18.3℃，創下5月下旬最低溫紀錄。
1961年
5月4日，天文台總部相對濕度最低只有23%，是自天文台有紀錄以來5月份最低。
6月18日，天文台錄得最高氣溫33.6℃，是自1947年有紀錄以來最熱的父親節（此紀錄在2016年再被打破）。
1962年
元旦(1月1日)受到寒潮侵襲，天文台錄得最低氣溫只有6.1℃，是自1948年有紀錄以來最寒冷的元旦。
2月2日，歌連臣角懲教所錄得低溫，約8至9℃，發現微少白色雪粒。
5月中旬（11日至20日）天氣異常酷熱，天文台於5月9日錄得33.3℃高温，創下5月中旬最高温紀錄。
由於持續少雨，1962年8月非常炎熱，月內有15天最高氣溫達到33℃或以上，為歷年8月份最多酷熱天氣日數。8月21日至31日的十天平均最高氣溫高達33.5℃，8月31日最高氣溫35.5℃更是歷年8月第二高溫，此外全月平均最高氣溫32.7℃，是歷年8月最高值。
颱風溫黛為二次大戰後造成香港最嚴重風災的颱風。8月30日，溫黛中心風力增強至每小時約148公里，中心位於香港東南偏東約740公里，天文台於19:45懸掛一號戒備信號；8月31日16:10改掛三號強風信號。隨著溫黛進一步迫近及令市民提高戒備，天文台於22:50改掛七號烈風或暴風信號；9月1日04:00，雖然維港內風力仍然祇達強風程度，但橫瀾島風力已增強至每小時74海哩，陣風每小時約206公里，天文台於04:15改掛九號烈風或暴風風力增強信號。兩小時後，溫黛位於天文台東南約90公里，繼續靠近香港，天文台終於9月1日06:15改掛十號颶風信號。
溫黛是二戰後兩次風災中造成過百人死亡的風災之一，共引致183死388傷，另108人失蹤，為50年一遇正面吹襲香港的超強颱風。溫黛襲港時分別創下香港最低氣壓、最高每小時與十分鐘平均及最高陣風風速紀錄。天文台總部錄得每小時平均風速高達133公里與有紀錄以來最低海平面氣壓（953.2斯卡，中心距橫瀾島10公里時錄得）；大老山陣風高達每小時284公里、一小時平均風速每小時189公里和十分鐘平均風速每小時194公里。溫黛是二戰後需要懸掛十號風球之颱風中，唯一令天文台總部錄得颶風水平（≥118公里）的颱風，紀錄至今尚未打破。
1963年旱災
當年異常酷熱少雨，香港發生史上最嚴重的旱災，5月雨量只有6毫米，全年雨量只有901.1毫米，皆是自1885年有紀錄以來最低，全港水塘幾乎要見底，更實施每四天供水四小時。另外，1963年5月自中旬開始持續高溫，月內有13天最高氣溫達到33℃或以上，7天達34℃或以上，更有3天達到35℃或以上，全部都是歷年5月份之冠（此紀錄在2018年再被打破），5月平均氣溫（28.2℃），5月平均最高氣溫（32.5℃），5月、6月及9月極端高溫（5月31日35.5℃、6月1日35.6℃、9月5日35.2℃），皆是有紀錄以來最高；5月平均最低氣温（25.7℃）亦僅次於1967年（25.9℃），全年有5天最高氣溫達到35度以上。5月酷熱天氣日數有13日，全年更有37日，皆是自1884年有紀錄以來最多（5月份及全年酷熱天氣日數最高紀錄分別在2018年及2016年再被打破）。
颱風黛蒂（1964年）年
颱風露比、颱風黛蒂令天文台自戰後有紀錄以來，唯一一次於一年內兩次懸掛十號風球
1965年
7月23日，天文台最低氣溫22.2℃，是自1947年有紀錄以來，最低溫的大暑。
9月27日雨量325.5mm，為9月份單日最高降雨量。
1966年
1月中旬（11日至20日）天氣異常温暖，該十天平均最高氣溫高達22.8℃，天文台於1月13日錄得26.8℃高温，創下1月中旬最高温紀錄。
2月上旬（1日至10日）天氣異常温暖，該十天平均最高氣溫高達23.1℃，天文台於2月4日錄得26.7℃高温，創下2月上旬最高温紀錄（已被2021年2月2日的27.6度打破）及最暖的立春。
強烈熱帶風暴「露娜」吹襲香港，於7月13至14日懸掛八號風球後，強烈熱帶風暴「瑪媚」緊隨來襲，並於7月17日再次懸掛八號風球，相隔只有3天3.5小時，是有紀錄以來相隔最短的兩個八號風球（此紀錄在2021年再被打破，只有60小時40分鐘，即2天半）。
9月17日，天文台總部相對濕度最低只有26%，是自天文台有紀錄以來9月份最低相對濕度。
1967年颱風維奧莉
天文台於4月9日12:00懸掛一號戒備信號，是天文台自二戰後有紀錄以來全年最早發出的熱帶氣旋警告。
1967年寒潮
1月16日，天文台錄得最低溫度為4.6℃，為60年代第二低。
12月13日，大帽山近山頂錄得低溫約6至7℃，發現細小雪花。
1968年
1968年2月1日香港開始受寒潮影響，天文台氣溫降至12℃以下之寒冷水平，隨後11天最低氣溫持續在10℃以下。 寒冷天氣一直維持至2月28日寒朝開始減弱，該次寒潮令天文台連續27天最低氣溫低於12℃，打破歷年最長的寒冷天氣紀錄。由於寒朝橫跨整個月，1968年2月天文台平均氣溫只有11.7℃，平均最低氣溫更只有9.6℃，兩者皆是歷年所有月份最低值，換言之1968年2月是香港歷年最寒冷的月份。
天文台於7月25日錄得最高氣溫35.7℃，是有紀錄以來7月份最高溫紀錄（已被2022及2023年同期36.1度打破）。當日天文台總部相對濕度最低只有43%，創下天文台有紀錄以來7月份最低相對濕度。
10月25日，天文台總部相對濕度最低只有21%，是自天文台有紀錄以來10月份最低相對濕度。
1968年12月為香港歷年最熱的12月，由於缺乏冷空氣南下，12月首13天最低氣溫一直在20℃以上，其中大部份日子最高氣溫高於26℃，導致上半月氣溫大幅偏高5℃以上，雖然下半月氣溫稍為回落，但仍比正常偏高約3℃，結果全月平均最低氣溫、平均氣溫和平均最高氣溫分別為19.4℃，21.3℃和23.9℃，三者均是歷年最高紀錄。值得一提的是12月1至12日天文台連續十二天平均氣溫高於22℃，達到氣候意義上連續五天平均氣溫高於22℃的入夏標準！
1969年
1月20日，天文台最高氣溫26.4℃，日平均氣溫23.2℃，是有紀錄以來最高溫的「大寒」。
2月5日，天文台最低氣溫4.0℃，創下60年代最低溫紀錄。
受強冷空氣南下影響，4月4日氣溫從最高24.1℃下降至4月5日（清明節）早上9時30分只有9.9℃，前後未及24小時氣溫相差超過14℃，更創下自1885年有紀錄以來4月份最低溫紀錄，新界高地更跌至接近零度。
9月1至15日氣溫持續高企，期間天文台有5天最高氣溫達34℃或以上，9月11日的34.4℃高溫更創下9月中旬（11日至20日）的最高温紀錄，以9月份來說極其罕見，要知道此前約80年9月份的紀錄中，天文台合共只有9天最高氣溫在34℃或以上，由於受上半月異常高溫影響，1969年9月全月平均最高氣溫仍達32.1℃，也是歷年最高。
1971年
1月29日，大帽山近山頂錄得低溫1℃，雲霧中有雪花。
11月17日，天文台總部相對濕度最低只有17%，是自天文台有紀錄以來11月份最低相對濕度。
1972年
2月9日，天文台最低氣溫3.8℃，創下70年代最低氣溫紀錄。
六一八雨災
1972年6月18日因為持續暴雨而導致山泥傾瀉的嚴重災難事故。當日，在九龍觀塘區翠屏道木屋區及香港島半山區旭龢大廈先後發生的山泥傾瀉及大廈坍塌慘劇，造成共156死、117傷，成為香港歷史上死亡人數最高的水災、山洪暴發及山泥傾瀉意外。1972年6月16日至18日期間，香港連日大雨（三日總降雨量達652.3毫米），成為引發此次慘劇的主要成因。
7月23日，天文台錄得34.7℃高溫，以及30.9℃日平均氣溫，創下自1947年有紀錄以來最高氣溫以及最高平均氣溫的大暑，亦是1972年最高溫的一日。
11月8日，颱風柏美娜吹襲廣東，天文台於15:15懸掛八號風球，是自二戰後最遲懸掛的八號風球。
1973年
3月下旬（21日至31日）天氣異常溫暖，該十天平均最高氣溫高達26.1℃，3月31日，天文台錄得30.1℃高溫，創下有紀錄以來3月份最高溫紀錄。
10月28日，天文台總部相對濕度最低只有21%，是自天文台有紀錄以來10月份最低相對濕度。
12月25日和26日錄得最低氣溫7.0℃，是自1947年有紀錄以來最寒冷的聖誕節及拆禮物日，但由於該段時間持續天晴，寒潮影響期間大部分日子最高氣溫仍可達18-20度
12月31日，天文台總部相對濕度最低只有14%，是自天文台有紀錄以來12月份最低相對濕度。
1974年
2月上旬和下旬先後受兩波強烈寒潮影響，天文台於2月8日錄得最低氣溫4.9℃，2月26日更錄得最低4.2℃，創下2月下旬最低溫紀錄，一個月內天文台兩度跌破5℃，在香港史上極為罕見。
3月26日寒潮逐漸南下，受鋒前增溫影響，天文台最高氣溫達到27.5℃，當寒潮抵達後，氣溫快速下降至最低13℃，相差達14.5℃，是歷年第二大單日降幅，翌日進一步降至10.5℃。
10月有4個熱帶氣旋令天文台需要發出熱帶氣旋警告，是自二戰後發出熱帶氣旋警告次數最多的10月。
10月雨量718.4mm，是有紀錄以來最多雨量的10月紀錄。
颱風艾瑪
天文台罕有地於12月發出熱帶氣旋警告。
1975年寒潮
12月中旬（11日至20日）因強烈冬季季候風出現異常低溫天氣，該十天平均溫度及平均最低溫度分別祇有10.1℃及7.4℃，遠較同期平均值（1971至2000年）低7.5℃，12月13至17日連續5天最低溫在4至6℃，12月12至17日期間天文台每天平均氣溫都在10℃以下，達到氣候意義上連續五天平均氣溫低於10℃的入冬標準
。12月9日氣溫從早上20℃多下降至最低13℃；12月14日更錄得最低溫4.3℃，打破12月最低氣溫，寒潮導致該月平均最低氣溫（12.1℃），平均氣溫（14.5℃）及平均最高氣溫（17.6℃）創下歷年12月最低值。即使16年後（1991年）另一股寒潮來襲，氣溫亦祇降到4.6℃，未能打破最低溫紀錄（已被2016年1月24日的3.1℃打破）。而大帽山和飛鵝山山頂出現-3℃和-2℃的低溫，新界和山區出現輕微降雪，山頭白霜遍佈，新界廣泛地區也接獲降雪報告。當時的工商日報以標題「新界山頭瑞雪紛飛」形容事件。
1976年寒潮
11月中旬（11日至20日）的十天平均氣溫只有17.5℃，創下11月中旬最低平均氣溫。
11月平均氣溫只有19℃，是有紀錄以來11月最低平均氣溫。
12月25日天文台錄得最高氣溫24.5℃，是自1932年有紀錄以來最暖的聖誕節。
70年代另一次12月強寒潮，強度僅次於1975年12月，天文台於12月28日錄得最低氣溫只有5.7℃，大帽山更跌至0℃以下，出現結霜。
1977年
1月31日至2月3日連續4天天文台最高氣溫不到10℃，2月3日最低氣溫更只有6.8℃，連同前一波寒潮初，1976-77年冬季天文台共有22日低溫在10℃以下，是戰後最多。
3月4日，天文台總部相對濕度最低只有16%，是自是自天文台有紀錄以來3月份最低相對濕度。
1978年
3月26日，天文台總部錄得最低11.2℃，創下自1947年有紀錄以來最冷的耶穌受難日。
7月受到強副熱帶高壓脊支配，在7月4日至22日期間，連續19日的最高氣温都高於33℃。是自1884年有紀錄以來長連續酷熱天氣日數。
7月底，強烈熱帶風暴愛娜斯襲港，天文台曾於7月26日9:15至7月27日13:30，及7月29日17:25至7月30日7:10，四日內兩度懸掛八號信號，並曾先後懸掛西北、西南、東北及東南四個方向的八號信號，為二戰後的唯一一次。
10月底強冷空氣（27/10-30/10）：受南海的熱帶氣旋麗坦的外圍下沉氣流影響，10月27日天文台最高氣溫達到31.2℃，是歷年同期單日最高紀錄，翌日強冷空氣抵達，與南海熱帶氣旋共同構成巨大的氣壓差，導致華南沿岸吹起烈風程度的偏北風，天文台的氣溫開始急降，10月30日最低氣溫只有13.9℃（日平均氣溫更與1月的16.3℃持平，是歷來最早出現1月份平均氣溫的紀錄），翌日更降至13.5℃，創下有紀錄以來10月份最低溫紀錄。
1979年
2月21至25日天文台連續五天平均氣溫高於22℃，達到氣候意義上的入夏標準。
1980年
1980年1月底/2月初強寒潮（29/1-12/2）：寒潮於1月29日爆發，天文台氣溫斷崖式暴跌，短短2天便由25℃降至6℃。2月1日至3日氣溫稍微回升，但最低氣溫處於寒冷水平，2月4日寒潮補充南下，天文台氣溫再度下降，隨後一星期低溫都維持單位數，並於2月9日更下試5.5℃。在強寒潮持續影響下，1980年2月上旬（1日至10日）平均氣溫及平均最低溫度分別只有9.9℃及8℃，是歷年最低紀錄。此外，2月5至9日天文台連續五天平均氣溫低於10℃，達到氣候意義上的入冬標準。
6月11日至6月25日天文台連續15天最高氣溫維持在32.5℃以上，這15天的平均最高氣溫達到33.5℃，其中19至22日更連續4天錄到34℃或以上的高溫。
7月10日，天文台錄得35℃高温，創下7月上半月最高温紀錄（此紀錄在2016年再被打破）。
1981年
6月6日，天文台平均氣溫只有23.3℃，創下自1947年有紀錄以來端午節最低平均氣溫。
10月下旬強冷空氣（22/10-25/10）：10月22日天文台最高氣溫仍達30℃，冷空氣抵達後降至22℃，翌日更降至15℃，10月24日天文台最低氣溫為14.8℃，是歷年10月的第2低溫，10月25日起氣溫逐漸回升。
11月初寒潮（8/11-10/11）：繼10月底的罕見強冷後，1981年11月初再遇上歷年最早的寒潮。11月8日強烈東北季候風抵港，天文台氣溫降至13℃，翌日進一步降至11.3℃，是天文台歷年最早的寒冷紀錄，11月10日開始回暖。
1983年
7月上旬（1日至10日）雨量1.4mm，是歷來同期雨量最少。
12月28日寒潮南下，至12月30日天文台氣溫降至過程最低的6.1℃，隨後10天最低氣溫仍介乎7-11℃，直至1月10日寒冷天氣才結束。
1984年
1月20日寒潮開始南下，1月21日-27日天文台最低氣溫徘徊在8-11℃之間，1月28-30日最低氣溫回升至13℃，1月31日寒潮補充抵達，氣溫降回9.7℃，2月1日至5日最低氣溫回升至11-12℃，至2月6日另一波更強的補充南下，2月7日天文台降至過程最低的7.0℃（僅次於2018年2月1日的6.8℃，並為38年來最寒冷之2月上旬），隨後三天仍持續寒冷，直至2月11日才回升至12℃以上。
6月25日，強烈熱帶風暴雲茵以高速西移的路徑進襲，並令皇家香港天文台懸掛八號風球。同時由於雲茵的高速度，香港的烈風很快便消退，因此八號風球也只懸掛了兩小時四十分鐘，是有紀錄以來最短的八號風球。
7月中旬（11日至20日）祇錄得微量雨量，是歷來同期雨量最少。
1984年12月下旬（21日至31日）的十天平均氣溫只有12.5℃，創下12月下旬最低平均氣溫。而於12月25日天文台錄得最低氣溫只有8.8℃，是自1947年有紀錄以來第三個最寒冷的聖誕節。
1986年寒潮
2月27日寒潮抵港，隨後兩天氣溫急降，3月1日下午3時天文台錄得4.8℃低溫，創下有紀錄以來三月份最低溫紀錄；上水更降至3.1℃；流浮山降至0℃；大帽山錄得-3℃低溫，出現結冰現象。當日天文台最高氣溫也只有7.7℃，是天文台史上單日最高氣溫的第6低。3月2日最低氣溫稍為回升至5.8℃，但仍是3月份的第二低溫，之後數天逐漸回暖。這次寒潮令1986年3月1日成為香港近30年最寒冷的日子，即使強如1991年的12月底的寒潮都無法超越（已被2016年強烈寒潮的3.1℃取代），其強悍程度實屬百年一遇。
1987年
3月中旬（11日至20日）天氣異常温暖，該十天平均氣溫高達22.4℃，創下3月中旬最高平均氣溫。（此紀錄已被2021年3月中旬之23 .1℃所破）
7月23日，天文台最高氣溫只有27.4℃，是自1947年有紀錄以來，大暑的最高氣溫之最低值。
11月28日寒潮抵達華南沿岸，當時颱風蓮娜正在南海北部徘徊，受兩者共同影響，香港吹起強烈偏北風，氣溫急速下降，天文台一天內就由最高的25.8℃降至最低的10.8℃，溫差之大實屬歷年之冠（最短時間最大跌幅已被2017年強颱風天鴿打破；1.5小時跌8.6℃）。至11月30日天文台錄得過程最低的7.6℃，為1922年以來11月份最低溫紀錄，亦是11月的第二低溫紀錄；新界及高地更為寒冷，大帽山-0.5℃，並有霜；流浮山5.4℃，大老山1.7℃，長洲及離島6℃，沙田6.3℃。隨後寒潮繼續影響香港，12月上旬大部分時間仍持續寒冷。
1989年
7月的香港正值炎夏，極少受冷空氣影響，可是1989年7月29日卻有冷空氣南下，使天文台氣溫降至22.2℃，翌日清晨5時進一步降至21.7℃，創下有紀錄以來七月份最低溫紀錄。
1990年
8月中旬持續高溫少雨，加上受熱帶氣旋外圍下沉氣流影響，8月11至20日十天平均氣溫高達30.2℃，8月18日天文台氣溫介乎30.1至36.1℃，8月中旬高溫紀錄僅次於2015年超強颱風蘇迪羅下沉氣流下的36.3℃及2017年超強颱風天鴿襲港前的的36.6℃；另外全月平均氣溫亦達到29.5℃，與1998年和2011年並列8月最高。
1991年
5月下旬（21日至31日）天氣異常炎熱，該十天平均氣溫高達29.4℃，創下5月下旬最高平均氣溫。
5月熱夜日數共有5日，為有紀錄以來最多熱夜日數的5月份（此紀錄在2018年及2021年5月先後再被打破）。
10月27及28日，天文台總部相對濕度最低只有21%，是自天文台有紀錄以來10月份最低相對濕度。
1991年12月下旬強寒潮（27-12-30/12）：寒潮於12月27日爆發，天文台氣溫由20.6℃降至10.5℃，翌日更在雨中降至4.6℃，為90年代最低溫紀錄，更打破12月下旬的最低温度，12月29日最低氣溫稍微回升至5.2℃，但全天仍維持10度以下，直至12月30日寒潮才逐漸消退。
1992年
8月最低氣溫有25.6℃，創下歷年來8月份最低氣溫之最高值。
1993年
1993年1月中下旬強寒潮（14/1-30/1）：1月14日寒潮抵港，天文台從最高的21.3℃降至14.2℃，之後兩天更分別降至6.7℃及5.4℃，後者是90年代第三低溫，1月17和18日仍持續嚴寒，最高氣溫在10℃以下，之後幾天雖然稍微回暖，但最低氣溫維持在12℃以下，寒冷天氣直至1月30日才完結，期間天文台每天的最低氣溫都在7-11℃之間徘徊，這次持續性寒潮令天文台1993年1月下半月（16日至31日）平均氣溫只有11.0℃，平均最低氣溫更只有8.9℃，是百年同期最冷的。
7月熱夜日數共有18日，為歷年所有月份的最多熱夜日數（此紀錄在2020年7月再被打破）。
1994年
4月下旬（21日至30日）天氣異常炎熱，該十天平均氣溫及平均最高氣溫分別高達27.6℃及30.6℃，創下4月下旬最高平均氣溫。
7月23日，天文台平均氣溫25.2℃，是自1947年有紀錄以來，大暑的最低平均氣溫。
7月雨量1147.2mm，是有紀錄以來最多雨量的7月紀錄。
12月影響華南沿岸地區的東北季候風在本月大部分時間較弱，導致這個月氣溫大幅度高於過往的平均值，月平均氣溫和月平均最低氣溫分別高達19.8℃和18.2℃，兩者皆是自1884年有記錄以來12月的第二高，僅次於1968年12月的平均氣溫和平均最低氣溫分別為21.3℃和19.4℃。
1995年
5月1日，天文台錄得最高31.2℃，創下自1947年有紀錄以來最熱的勞動節。
11月24日，天文台總部相對濕度最低只有17%，是自天文台有紀錄以來11月份最低相對濕度。
8月雨量1090.1mm，是有紀錄以來最多雨量的8月紀錄。
1996年
1月份受到較弱的東北季候風支配，令該月的天氣異常溫暖。當月沒有寒冷日（最低氣溫低於12℃），紀錄上只有1901年1月和2017年1月出現過兩次同樣情況。
農曆新年期間受到寒潮侵襲，2月20日至24日天文台5天平均氣溫及平均最低氣溫分別只有8.6℃及7.1℃，該寒潮於2月17日（年廿九）晚上抵達，18日天文台氣溫降至8.5℃，隨後的年初一至年初三最低氣溫進一步降至7℃以下，年初三的5.8℃低溫更成為天文台歷年春節的最低紀錄，亦是63年來最凍的年初三，當日大帽山氣温更低於攝氏零度，這三天的最高氣溫亦在10℃以下，之後數天氣溫緩慢回升，寒冷天氣一直維持至2月28日。值得一提的是2月19至23日天文台連續五天平均氣溫低於10℃，達到氣候意義上的入冬標準（2014年2月再次出現此情況），這是天文台距今較近一次入冬紀錄。
4月上旬寒潮（1/4-5/4）：該寒潮於4月1日南下影響香港，天文台氣溫由26℃降至15.8℃，第二天更降至12.3℃，隨後一天香港受雨帶影響，天文台在雨中一度降至10.9℃，是歷年4月份的第4低溫紀錄，同日最高氣溫也只有12.9℃，更是4月份的第2低。
9月9日，超強颱風莎莉襲港，天文台發出8號熱帶氣旋警告信號，但只懸掛了3小時25分鐘，成為史上第二短八號波，僅次於1984年6月25日強烈熱帶風暴雲茵襲港令八號風球只懸掛了2小時40分鐘。
11月上旬（1日至10日）天氣異常温暖，該十天平均氣溫高達25.7℃，創下11月上旬最高平均氣溫。
1997年
7月上旬（1日至10日）雨量429.3mm，是歷來同期雨量最多。
年雨量為3343.0毫米，較正常數值（2214.3毫米）高51%，打破1982年創下的3247.5毫米舊紀錄，成為1884年有紀錄以來最多雨的一年。令香港市民特別深刻的，包括1997年6月4日當年首個紅色暴雨警告及7月1日香港主權移交中華人民共和國的當日發出的黑色暴雨警告訊號。
首個風掛9號波
9月下旬強冷空氣（21/9-22/9及28/9-30/9）：一股東北季候風於9月21日抵達香港，天文台氣溫降至19.3℃，創下歷年最早跌破20℃的紀錄，隨後數天氣溫逐漸回升但另一波東北季候風補充於27日抵達，28日和29日天文台最低氣溫再度跌破20℃。這次冷空氣導致9月下旬（21日至30日）的十天平均氣溫只有23.8℃，創下歷年9月下旬最低平均氣溫。
11月下旬天氣反常，香港持續受偏南氣流影響，整個下旬每天最低氣溫都高於20℃，其中11月25至27日更高達25℃，如此水平的單日低溫在以往11月下旬前所未見，另外11月下旬（21日至30日）的十天平均氣溫和平均最高氣溫分別高達24.3℃和26℃，是歷年同期最高。
1998年
1月上旬（1日至10日）天氣異常温暖，該十天平均氣溫及平均最高氣溫分別高達20.2℃及22.4℃，創下1月上旬最高平均氣溫（此紀錄在2017年再被打破）。
4月平均氣溫和平均最低氣溫分別高達24.8℃及22.9℃，是有紀錄以來最溫暖的4月。該月平均最高氣溫高達27.4℃，是有紀錄以來第二高（僅次於1994年的27.5℃）。
7月下旬（21日至30日）天氣異常炎熱，該十天平均氣溫高達30.2℃，創下7月下旬最高平均氣溫。
10月17日,天文台總部相對濕度最低只有21%，是自天文台有紀錄以來10月份最低相對濕度。
年平均氣溫達24.0℃，較1966年創下的23.8℃舊紀錄高0.2℃，是有紀錄以來最暖的一年（此紀錄在2015年及2019年先後再被打破）。全年日平均最低氣溫達22.1℃，同樣為最高紀錄（此紀錄在2019年再被打破）。天文台在6月9日錄得411.3毫米雨量，創下6月日雨量最高紀錄。全年熱液日數（日最低氣溫在28度或以上）共有36天，其中11天的最低氣溫更達29℃或以上，兩者均是歷年最高值。
1999年
1月下旬（21日至31日）天氣異常温暖，該十天平均氣溫高達19.7℃，創下1月下旬最高平均氣溫。
一道冷鋒於5月5日橫過香港，隨後的強冷空氣令香港出現5月罕見的清涼天氣，6日下午天文台氣溫降至17℃，是歷年5月份的第4低溫紀錄，隨後3天最低氣溫仍維持在20℃以下，5月9日的18.6℃低溫是自1947年有紀錄以來最冷母親節。5月低溫17℃，較4月低溫18.3℃低，是1981年以來首次5月低溫低於4月低溫。
1999年12月天氣持續寒冷，12月22日至26日天文台5天平均氣溫及平均最低氣溫分別只有11.8℃及8.8℃，於12月22日創下有紀錄以來最寒冷的冬至，市區最低氣溫只有6.7℃，翌日（12月23日）更降至5.8℃，大帽山曾錄得-3.3℃低溫。12月24日氣溫回升，但最低氣溫只有8.7℃，創下有紀錄以來最寒冷的平安夜。
年平均氣溫為23.8℃，是有紀錄以來第三最暖的年份。此外，全年共有8個熱帶氣旋進入香港800公里海域範圍內而需要發出熱帶氣旋警告訊號，當中有5個更需發出8號或更高的熱帶氣旋警告訊號。颱風約克更令天文台發出自1983年以來及香港主權移交中華人民共和國以來首個十號颶風信號。
2000年
4月雨量547.7mm，是有紀錄以來最多雨量的4月紀錄。
6月上旬（1日至10日）天氣異常炎熱，該十天平均氣溫及平均最高氣溫分別高達29.7℃及32.4℃，創下6月上旬最高平均氣溫。（十天平均氣溫已被2017年的29.8℃打破，2017年平均最高氣溫並平紀錄）
2001年
天文台年雨量為3091.8毫米，較正常數值高出40%，是歷來第五最多雨量的年份。
2002年
1月中旬（11日至20日）天氣異常温暖，該十天平均氣溫高達19.7℃，創下1月中旬最高平均氣溫。
3月天氣異常溫暖。平均氣溫達21.5℃。平均最低氣溫達20℃。是有紀錄以來最溫暖的3月。（已被2021年3月的22.0℃打破）
12月27日天文台最低氣溫6.8℃，為21世紀第四低（先後被2005年的6.4℃、2010的5.8℃及2016年的3.1℃打破），但當日天文台最高氣溫只有9.3℃，則是新世紀以來首次最高氣溫單位數的日子（2014年兩度及2016年出現，並被2016年的7.1℃打破），另外當日平均氣溫只有8.2℃，也是2000年後最低（已被2016年的4.9℃打破）。
唯一一年沒有在12月發出紅色火災危險警告，是自1995年有紀錄以來首次。12月20日更發出由1967年有雷暴警告紀錄以來，首個於12月發出的雷暴警告。
2003年
7月最低氣溫有26.3℃，創下歷年所有月份最低氣溫之最高值，2020年7月熱浪亦未能打破；但最低月平均温卻只有第四高（27.6℃），比2020年的28.3℃還要低。
2004年
2月5日元宵節天文台錄得最低氣溫7.8℃，是最寒冷的元宵佳節。
7月1日天文台錄得最高氣溫34.6℃，是最炎熱的香港特別行政區成立紀念日。
受熱帶風暴圓規影響，7月18日天文台錄得最低氣溫22.7℃，是設立酷熱警告來首次打進首10位月最低氣溫的夏季月份（此紀錄被2010年6月第二低溫的20.4℃打破）。
2005年
寒潮於12月28日抵達香港，天文台於1月1日早上約8時錄得6.4℃低溫，是自1948年有紀錄以來第二個最寒冷的元旦，僅次於1962年1月1日錄得6.1℃低溫。當日京士柏最低只有4.1℃，新界地區更只有3至4℃，山頂低至2.6℃，昂平氣象站更錄得-1℃後出現故障，大帽山氣溫降至-2.3℃。
活躍西南季候風帶來連場大雨，6月及8月錄得的雨量均遠較正常數值高，分別為第五和第二最多雨的6月（893.9毫米）和8月（971.3毫米），全年總雨量3214.5毫米，較正常高出45.2%，是歷來第三多雨年份。5月9日中午的雷雨引發部分地區出現時速達135公里強烈陣風，葵涌貨櫃碼頭有大量貨櫃倒塌，壓毀多輛貨櫃車，造成1死2傷。全月共發出7次黃色暴雨警告，是暴雨警告系統自1998年修訂以來5月份的新紀錄；5月總日照時間只有87.6小時，為第三低。
7月中旬（11日至20日）天氣異常酷熱，該十天平均氣溫高達30.4℃，天文台於7月19日錄得35.4℃高温，創下7月中旬最高温紀錄。
2006年
7月16日清晨受颱風碧利斯活躍西南氣流與相關連雨帶影響，天文台在當天凌晨2時至3時期間錄得115.1毫米雨量，為有記錄以來最高時雨量，打破1992年5月8日上午6時至7時間創下的109.9毫米（該紀錄再於2008年6月7日被打破）。11月21日香港受暴雨影響發出了黃色暴雨警告，是暴雨警告系統自1998年修訂以來，首次在11月發出暴雨警告信號。
8月沒有酷熱日，是自1994年以來首次。唯一一年無需於8月發出酷熱天氣警告，是自酷熱天氣警告於2000年設立以來首次。
9月中旬（11至20日）天氣異常清涼，該十天平均氣溫只有25.4℃，創下9月中旬最低平均氣溫。9月12日，天文台錄得最低氣溫20.7℃，打破9月上半月（1日至15日）的最低溫紀錄。
2007年
2月18日年初一錄得最高氣溫25.3℃，是有紀錄以來最溫暖的年初一，當日的最低氣溫21.3℃亦打破歷年紀錄，拋離上一個紀錄（1979年1月28日的18.8℃）達2.5℃。
3月下旬（21日至31日）天氣異常温暖，該十天平均氣溫高達22.7℃，創下3月下旬最高平均氣溫。
4月罕有地同時發出雷暴警告和寒冷天氣警告（2005年2月份首次出現）。
7月7日天文台總部氣溫升至33.7℃，但當日卻沒有發出酷熱天氣警告，是天文台總部自2000年有紀錄以來錄得的最高氣溫達至酷熱程度下不發出酷熱天氣警告。天文台從7月24日至8月5日每日的最高氣溫都達到33℃或以上，酷熱天氣警告連續12日生效，創下最長紀錄（此紀錄在2018年及2020年先後再被打破），另外7月平均最高氣溫達到32.9℃，僅次於2020年7月，是歷年所有月份的第二最高值。
7月只錄得76.9毫米雨量，是歷來雨量最少的7月份，打破2003年紀錄（101.8毫米）。
全年天文台總部錄得的最低氣溫有10.6℃，「最高全年絕對最低氣溫」位列第二，僅次於2019年的11.4℃。
2008年
1月下旬至2月中旬，華南沿岸地區出現了一次長時間持續寒冷的天氣過程。香港的天氣由1月24日開始持續寒冷，香港天文台在尖沙咀總數每日的最低氣溫只有8-12℃，而新界地區的氣溫更低至6℃左右。寒冷的天氣直到2月16日才結束，共維持了24日，是自1968年以來歷時最長的寒潮。期間天文台平均最低氣溫為9.9℃，是自1885年有紀錄以來同期（1月24日至2月16日）第二低。天文台就這股寒潮發出的寒冷天氣警告共維持594小時半，是自1999年創立寒冷天氣警告以來生效時間最長的紀錄，同時亦為天文台各類警告信號中生效時間最長的單一天氣警告，亦是40年來最寒冷的2月。
颱風浣熊4月襲港，香港於4月18日發出本年首個三號強風訊號，是二戰後最早發出三號信號的一年，浣熊在4月19日再為香港帶來暴雨，天文台需發出黑色暴雨警告。
6月活躍西南氣流、低壓槽及熱帶氣旋造成天氣持續惡劣，天文台總部在6月7日上午8時至9時錄得145.5毫米雨量，刷新最高時雨量紀錄，整月雨量達1346.1毫米，打破2001年同期成有紀錄以來最高月雨量。因此6月總日照時間破有紀錄以來的最低紀錄（75.5小時）。另外，6月全無熱夜，是自1985年以來首次，平均氣溫更成為57年來最低溫（26.7℃）
7月下旬（21日至31日）祇錄得微量雨量，是歷來同期雨量最少。
9月的天氣異常炎熱，9月11至20日的平均氣溫及平均最高氣溫分別高達30℃及32.6℃，分別創下9月中旬最高平均氣溫和9月中旬最高平均最高氣溫。9月22日平均氣溫為31.2℃，是有紀錄最高的9月單日平均氣溫。導致整個9月平均高達29.0℃，平了1969年所創的最高紀錄。此外，9月熱夜日數有7日，為有紀錄以來最多熱夜日數的其中一個9月份。
10月的天氣異常溫暖，平均氣溫為26.5℃而平均每日最低氣溫為24.9℃，兩者皆破了1983年的紀錄，分別比舊紀錄高出了0.1℃及0.2℃。是自1884年有紀錄以來最溫暖的10月（此紀錄在2016年再被打破）。
2009年
2月冬季季候風偏弱，天氣異常溫暖，平均氣溫高達20.5℃，較正常高4.2℃成紀錄新高，比上一個紀錄（2007年2月）高出1.0℃之多。月平均最高氣溫（23.7℃）、平均最低氣溫（18.6℃）及月最低氣溫（15.8℃）皆是有紀錄以來最高，前者比上一個紀錄更高出1.6℃（1973年的22.1℃）。2月25日錄得最高氣溫（28.3℃）亦打破27.8℃（1953年2月13日與1973年2月27日）的最高氣溫，也成為歷年最早出現的炎熱天
5月上半月（1日至15日）祇錄得0.3毫米雨量，是歷來同期雨量最少。
5月29日，天文台錄得最低氣溫20.8℃，是有紀錄以來5月下旬（21日至31日）的第二低，僅次於兩年後的5月29日的19.8℃。
受偏強副熱帶高壓脊影響，8月下旬至9月上旬天氣異常酷熱，8月23日至9月8日連續17日最高氣溫都在33℃或以上，持續酷熱的時間為歷年第二長，僅次於1978年7月4日至22日的連續19日，8月及9月平均最低氣溫均是有紀錄以來最高（8月為27.7℃，9月為26.9℃），8月20至30日連續11日的最低氣溫都在28℃或以上，是有紀錄以來最長連續熱夜日數（此紀錄在2020年6月再被打破）。8月下旬（21至31日）平均氣溫高達30.2℃，9月上旬平均氣溫及平均最高氣溫分別高達29.8℃和33.6℃，皆是歷來同期最高平均氣溫。另外，2009年9月共有10天最高氣溫達33℃或以上，另有7天最低氣溫在28℃以上，兩者都是歷年最多。9月酷熱天氣日數共有10日，為有紀錄以來最多酷熱日數的9月份。8月及9月熱夜日數分別有15日及7日，為有紀錄以來最多熱夜日數的8月和9月，9月熱夜日數平了2008年紀錄。
11月16日強烈東北季候風抵港，天文台發出自1999年以來冬季最早發出的寒冷天氣警告；11月17日氣溫下降至10.5℃，是1981年後冬季最早出現的寒冷天氣（12.0℃以下）；11月18日氣溫更降至9.7℃，11月17日至21日天文台5天平均氣溫及平均最低氣溫分別只有13.9℃及11.5℃，是自1884年有記錄以來同期（11月17日至11月21日）最低，打破11月中旬（11日至20日）最低溫紀錄，更打破歷年最早跌破10℃的紀錄，新界更只得7-8℃，是自1987年以來最冷的11月。
2010年
受高空擾動氣流影響，2月7日有暴雨及雷暴，錄得94.1毫米的2月份單日最高雨量，往後若干次二月黃雨亦沒法打破紀錄。
2010年2月有接近3分1時間受西南氣流（西南季候風）影響，期間有多日最低氣溫達到22℃或以上，其中2月11日最低氣溫竟高達23.9℃，創下2月份的單日新高，此外2月25日至3月6日的10天平均氣溫超過24℃，比同期平均值偏高近8℃。
2月12日強烈寒潮大爆發，天文台氣溫由24.5℃暴跌至11.9℃，日溫差達12.6℃，為21世紀以來最大。15日寒潮補充抵港，氣溫進一步降至10℃以下，16至19日天文台連續4日最高氣溫都低於12℃，持續寒冷時間暫為21世紀最長。
2月下旬（21日至28日）天氣異常温暖，該十天平均氣溫高達21.7℃，創下2月下旬最高平均氣溫。2月24至28日天文台連續五天平均氣溫高於22℃，達到氣候意義上的入夏標準。
3月10日天文台最低氣溫降至8.1℃，接近歷史同期最低值7.7℃，但數天前天文台的最低氣溫仍接近25℃，是歷年最熱的3月初，短短數天香港就幾乎經歷了同期最熱和最冷的氣溫。
東北季候風把源自華北沙塵暴的沙和塵經台灣海峽於3月21日帶到廣東沿岸，引致香港在當日及翌日能見度頗低。多個空氣質素監測站錄得空氣污染指數達500，是該指數的上限，前所未見。
冷空氣於4月13日抵港，天文台氣溫由中午的29.5℃快速下降至晚上的19.5℃，15日冷空氣補充抵達，天文台氣溫降至13.5℃，平了4月11-15日的歷史最低值，不得不說2010年是冷空氣非常強盛的一年。
5月絕對最高氣溫僅30.7 ℃，為自1990年二十年來最低紀錄。
受到一股東北季候風影響，天文台於6月2日晚錄得20.4℃，是自1964年以來6月份的最低紀錄，較5月最低氣溫還要低。
7月上半月（1日至15日）雨量16.2mm，是歷來同期雨量最少。
7月下旬在一個星期內兩度發出黑色暴雨警告。
8月5日的最高和最低氣溫分別為33.7℃及24.3℃，為有紀錄以來首次在月內同一天出現該月的最高和最低氣溫。
受到一股清涼而乾燥的東北季候風影響，天文台於10月28日錄得最低氣溫15.7℃，是1988年以來10月份最低溫的紀錄，荃灣更只有13℃。
12月15日下午寒潮開始影響香港，全港北風明顯增強並伴隨降雨，16日全港多處氣溫降至嚴寒水平，其中大帽山更降至0℃以下，並出現結冰、結霜及霧凇現象，12月17日天文台錄得最低氣溫5.8℃，是自1999年以來錄得的最低紀錄（己被2016年的3.1℃打破）。
2010年有5個月打入首20位月最低氣溫，分別為3、4、6、10、12月。
2011年
受異常強烈的冬季季候風影響，1月平均氣溫只有13.7℃，較正常低2.4℃，是1977年以來最寒冷的1月份。當月沒有一天最高氣溫高於20℃，紀錄上只有1918年1月出現過一次同樣情況。
到了2月和3月，由於強烈的冬季季候風持續影響香港，天氣也遠較正常寒冷。即使2月28日陽光充沛錄得最高氣溫26.9℃，為2月份最高氣溫的第10高（截至2020年）。
3月平均相對濕度為71%，是天文台有紀錄以來3月份最低相對濕度，3月31日最低相對濕度更只有25%
4月上半月（1日至15日）祇錄得微量雨量，是歷來同期雨量最少。
5月10日，天文台錄得最高氣溫32.9℃，是自1947年有紀錄以來最熱佛誕（此紀錄在2018年再被打破）。
5月12日天文台發出自2000年以來夏季最早發出的酷熱天氣警告（此紀錄在2018年再被打破）。
5月22日一天內兩度發出紅色暴雨警告。
5月24日，天文台錄得最低氣溫19.8℃，是有紀錄以來5月下旬（21日至31日）的第二低，打破2009年5月29日的20.8℃舊紀錄。
受到一股冬季季候風影響，天文台在12月25日錄得最低氣溫只有10.3℃，是自1984年以來最寒冷的聖誕節。
2011年異常少雨，全年雨量只有1487.6毫米，是第七最低紀錄，亦是自1963年以來最少雨的一年。但該年平均氣溫只有23.0℃，比1971至2000年平均值的23.1度低0.1℃。
唯一一年沒有發出山泥傾瀉警告，是自1983年有紀錄以來首次。
2012年
1月下旬強烈寒潮（22/1-27/1）：1月23日天文台錄得最低氣溫9.4℃，是有紀錄以來，最寒冷的龍年大年初一。1月25日早上更下降至7.4℃，是自1996年以來農曆年假期的最低氣溫。
2月和3月，由於冬季季候風持續影響香港，天氣仍較正常寒冷。
2012年4月30日平均溫度異常地高，達28.5℃，平了18年來（1994年4月26日）的最高4月份單日最高平均溫度。
5月3日天文台錄得最低氣溫為28.0℃，是自有紀錄以來全年最早出現的「熱夜」（最低氣溫28.0℃或以上）。
5月上旬（1日至10日）天氣異常炎熱，該十天平均氣溫高達27.9℃，創下5月上旬最高平均氣溫。
7月上旬（1日至15日）祇錄得16.2毫米雨量，是歷來同期雨量最少。
7月24日香港受到強颱風韋森特吹襲，是十三年來第一個、香港主權移交中華人民共和國以來第二次的十號颶風信號。
8月上旬（1日至10日）天氣異常炎熱，該十天平均氣溫高達30.2℃，創下8月上旬最高平均氣溫。(已被2024年8月上旬同期平所打破)
2012年是連續第2年出現拉尼娜現象，在拉尼娜現象影響下，通常會有較多熱帶氣旋在8月至10月襲港，但2012年自8月天秤後，卻反而再沒有任何熱帶氣旋警告信號，是香港有記錄以來，首次於拉尼娜現象期間的9月沒有任何熱帶氣旋警告信號。
12月下旬強寒潮二連撃（23/12-24/12，29/12-1/1）：24日天文台錄得最低氣溫只有10.1℃，是本世紀最寒冷的平安夜；31日天文台更錄得當年的最低氣溫7.1℃，亦是有紀錄以來第三個最冷的除夕。
2012年是異常陰暗的一年，尤其是首兩個月及最後兩個月。全年總日照時間為1551.2小時，是自1885年有紀錄以來的最少。
2013年
受一股異常強烈的東北季候風影響，天文台於5月2日錄得最低氣溫只有16.6℃，是自1917年以來5月份的最低紀錄，山頂更低至13.4℃（此紀錄已被2022年5月的16.4℃所打破）
。
7月25日內一共發出6次雷暴警告，是有紀錄以來同一日內發出最多次數的單一天氣警告。
9月下旬受超強颱風天兔的下沉氣流影響初時天氣異常温暖，天文台於9月21日錄得34.7℃高温，創下9月下半月第二最高温紀錄，僅次於2016年。不過下旬稍後受東北季候風影響，9月30日天文台氣溫下降至23.8℃。
12月14至17日受高空擾動相關的雷雨影響，天文台以強烈寒潮迫近為由，只發出強烈季候風信號，卻沒有發出黃色暴雨警告及雷暴警告；由於強烈寒潮及相關的冬季季候風影響香港，12月16日至翌年1月1日的長命寒潮令12月平均氣溫較正常低1.8℃，是自1975年以來12月份以來的最低平均氣溫，而新界內陸和山區的氣溫早晚最低氣溫更持續低至嚴寒水平。另外，2013年12月總寒冷日數共有10天，是自1982年以來12月份最多。
全年共有111日發出雷暴警告，是自1967年雷暴警告設立以來全年生效日數最多的年份。
2014年
2月中旬兩度受強烈寒潮衝擊，2月9至15日平均溫度低見單位數，2月11及13日最高温更下試單位數，40年來再度出現此情況；2月12日天文台錄得7.3℃低温，自1996年以來二月只嘗兩次尋底，另一次是2018年2月1日的6.8℃。，2月14日低溫跌破8.2℃，為最嚴寒的元宵兼情人節。18日另一波強烈寒潮襲港，19日只錄得7.9℃低溫。
受活躍低壓槽影響，3月30日廣泛地區出現強烈雷雨及冰雹惡劣天氣，並需發出黑色暴雨警告信號，是歷來最早發出的紅色和黑色暴雨警告信號。
5月6日，受強烈的東北季候風影響，天文台錄得最低氣溫只有18.8℃，是自1925年以來最冷的佛誕，亦是天文台有紀錄以來第2冷的佛誕（僅次於1925年的17.5℃），也是連續兩年在5月出現低於20℃的氣溫。
6月份的全月平均氣溫為29.0℃，是有紀錄以第五炎熱的6月。
唯一一年需於6月發出紅色火災危險警告，是自1995年有紀錄以來首次。
7月23日，天文台最低氣溫29.2℃，是自1947年有紀錄以來大暑的最低氣溫之最高值。
7月份的全月平均氣溫為29.8℃，是有紀錄以來所有月份第五最高值，僅次於2020年、2022年、2023年及2024年7月。
8月中旬受活躍低壓槽影響，12日至13日不足24時內三度發出紅色暴雨警告，天文台總部於不足兩天已錄得雨量逾300毫米。另外同月20日1996年後錄得8月中旬最低22.9℃。該天的24.7℃更是有紀錄以來8月最低單日平均氣溫。
9月受到華南上空的副熱帶高壓脊支配，導致該月天氣異常炎熱，月平均最高氣溫、平均氣溫、月平均最低氣溫和月最低氣溫分別達32°C、29℃、27℃和25.2℃，前三者皆打入高溫排行榜第四位，而後者則打入第三位。
與2013年12月一樣，該年的12月由於受頻密的冬季季候風影響，天氣也遠較正常寒冷。唯一不同之處是該年12月以濕冷有雨天氣為主。
雷暴警告在全年一共發出176次，總雷暴日數及閃電日數分別有59日及72日，三者皆是自1947年來最高紀錄。
2015年
4月5日清明節錄得最高氣溫30.6℃，是有紀錄以來最炎熱的清明節。
4月初異常溫暖，首五天平均氣溫為25.7℃，而平均最高氣溫為28.5℃，是同期新高。(兩者皆已被2024年4月首五天同期平均打破)
月內最高氣溫為31.9℃，是有紀錄以來4月份的第4最高紀錄。
5月異常溫暖，月平均氣溫為27.5℃，是有紀錄以來5月份的第七最高。
6月20日，天文台錄得最高氣溫34.1℃，是自1947年有紀錄以來最酷熱的端午節。
2015年6月是香港自1884年有紀錄以來最炎熱的6月，月平均氣溫為29.7℃，較正常數值27.9℃高1.8℃，以高達0.7℃之差打破了之前2014年6月所創下平均氣溫為29.0℃的紀錄。月平均最高及最低氣溫分別為32.3℃及27.7℃，兩者僅次於2016年及2020年的紀錄，位列6月份的第二高。
8月8日受超強颱風蘇迪羅下沉氣流影響，香港天氣酷熱，天文台總部錄得的最高及最低氣溫分別達36.3℃及30.0℃，分別是自1885年有紀錄以來單日最高及第二高（最高氣溫已被2017年的36.6℃打破），而平均氣溫達32.4℃同樣創下單日新高，其中上水、元朗及粉嶺等新界地區更一度錄得37℃，跑馬地更一度錄得37.9℃。此外，15個監測站錄得空氣質素健康指數（AQHI）亦自2013年推出以來首次全爆錶。
受強盛厄爾尼諾現象影響，2015年整個8月及9月，均無發出任何熱帶氣旋警告信號，為自1946年有記錄至今69年以來首次。
9月30日天文台發出自2000年以來夏季最晚發出的酷熱天氣警告（此紀錄在2017年再被打破）。
10月11日，受強烈的東北季候風影響，天文台錄得最低氣溫只有18.5℃，是60年以來10月中旬的最低紀錄（已被2022年打破）。
11月8日，天文台錄得最高氣溫28.7℃，是有紀錄以來第六個最熱的立冬。而11月9日天文台錄得最高氣溫30.3℃，是自1884年以來11月單日第五最高溫。
11月22日，天文台錄得最高氣溫27.6℃，以0.4℃之差，打破了2012年的27.2℃，是自近20年以來最熱的小雪，亦是自1884年以來第2個最熱的小雪，而最低氣溫24.0℃，比上一個紀錄（1985年11月）高出0.9℃之多。
11月23日，天文台錄得最高氣溫28.4℃，創下11月下旬（21日至30日）的最高溫紀錄。（此紀錄已被2022年11月28日錄得的28.6℃所打破）
2015年11月是香港自1884年有紀錄以來最溫暖的11月，本月的平均氣溫錄得破紀錄的24.0℃，較正常值21.8℃高2.2℃。以0.7℃之差，打破了2006年的23.3℃，而平均每日最低氣溫為22.5℃，拋離上一個紀錄（2006年11月）達0.9℃，亦是自1884年以來最高。而達到氣候定義上入秋標準的日子（連續五天日平均氣溫<=22.0℃）則為12月7日，是有紀錄以來最遲。
在一股和暖偏東氣流影響下，12月24日天文台錄得最高氣溫24.7℃，是自125年以來最熱的平安夜，以0.2℃之差，打破了1961年的24.5℃，僅次於1890年的25.3℃，亦是自1884年以來第2個最熱的平安夜。
2015年的年平均氣溫達24.2℃，較1981-2010年正常數值23.3℃高0.9℃。以0.2℃之差，打破了1998年的24.0℃，是1884年有紀錄以來第三溫暖的一年。而熱夜日數共有37日，是自1884年有紀錄以來的第八高。而全年寒冷日數只有7日，平了1997及2001年的最低紀錄，僅次於2019年只有寒冷日數的1日。全年沒有一天低於10℃，是自2007年以來首次。
2016年
受高空擾動影響，1月5日天文台發出黃色暴雨警告信號，是歷來最早發出暴雨警告信號的年份，也是首次在1月發出該信號。而下午1時至2時天文台錄得37.1毫米雨量，刷新1月最高時雨量紀錄。
1月6日，天文台最高氣溫24.3℃，是自1947年有紀錄以來最溫暖的小寒。
1月1至15日，天文台錄得130.1毫米雨量，刷新1月上半月最高總雨量紀錄。
1月11至20日，天文台錄得110.8毫米雨量，刷新1月中旬最高總雨量紀錄。
1月21至24日期間，香港氣溫在3天之內下降了接近15℃，並於1月24日錄得當月低溫為3.1℃。
1月下旬及2月上、中旬寒潮（1月22日-1月27日、1月31日-2月8日、2月15日-2月18日）：為2014年後再出現單位數的市區最高氣溫，氣溫由1月22日早上16℃下降至晚上10℃；於1月23日清晨錄得9℃左右的溫度，至午後氣溫斷崖式暴跌，其中市區氣溫不足8℃，新界北部低見6℃或以下。天文台接獲大帽山出現結霜報告，更出現霧凇，至深夜山上氣溫低至-3℃，翌日早上更低至-6℃，當日大帽山氣溫持續在-4至-5℃左右，草溫更低至破紀錄的-6.7℃。尖沙咀香港天文台總部氣溫於1月24日下午3時40分降至只有3.1℃，創下自1885年有紀錄以來全年第3低溫及1月份第2低溫紀錄，打破1月下旬（21日至31日）最低溫紀錄，是自1957年2月11日後的最低氣溫；當日天文台總部錄得的最高氣溫只有7.1℃，創下自1901年以來「最低日最高氣溫」紀錄；當日平均氣溫只有4.9℃，是自1893年以來最嚴寒一日；反映冷空氣強度的氣壓亦創自1884年有紀錄以來最高，天文台總部上午9時許錄得平均海平面氣壓為1037.7百帕斯卡，打破1903年1月6日所創下1035.4百帕斯卡的逾百年紀錄。強冷空氣令全港地表氣溫降至只有約1至4℃左右，市區的觀塘和九龍城更罕見地出現極端低溫1.9℃。全港各區皆有嚴重和廣泛結霜、結冰的報告，多區均出現小冰粒、雨夾雪、凍雨、甚至疑似降雪的現象。大批市民徒步或駕車前往大帽山和飛鵝山期盼觀賞到下雪景象，但山區環境惡劣，氣溫持續低於冰點，風勢猛烈且路面有嚴重的道路結冰積雪，大量遊人因而被困山上或出現低溫症，消防處、政府飛行服務隊和香港聖約翰救護機構及警務處需要前往搜救和協調，當局總共收到111人因被困大帽山而求助的個案，67人要送院，3人情況嚴重；大帽山和飛鵝山的被困人士分別於25日午夜和24日傍晚全部送下山，另外受另一股強烈冬季季候風影響，天文台在1月31日至2月9日發出寒冷天氣警告，為有紀錄以來第五長。
2016年1月錄得雨量266.9毫米，超過1月正常數值24.7毫米達十倍以上，打破1月份的月雨量紀錄。
3月25日早上7時許天文台錄得最低11.6℃，是自1978年後最冷的耶穌受難日，亦是自1947年有紀錄以來第2低溫的耶穌受難日。
2月受冬季季候風持續影響，天氣遠較正常寒冷。
3月冬季季候風頻繁影響使天文台錄得平均氣溫17.5℃，是自2005年來最低紀錄。
4月最低氣溫有19.8℃，是有紀錄以來4月份最低氣溫之最高值。
2016年4月平均相對濕度為89%，是自1961年以來最潮濕的4月。
5月8日下午2時許，天文台錄得最高氣溫31.2℃，是自1988年以來最熱母親節。
受一道廣闊低壓槽影響，5月10日不足四小時內兩度發出暴雨警告。亦是自2000來，首次於同一場暴雨內兩度發出紅色暴雨警告，其前後也頻繁出現早上繁忙時間發出黃色暴雨警告，造成混亂，市區多處水浸，甚為麻煩。
5月26日受熱帶低氣壓影響，天文台於21:40發出一號戒備信號，是自2006年來首次於5月發出熱帶氣旋警告，更打破在厄爾尼諾現象下，香港風季必然在6月後開始的情況。而翌日05:40更改發三號強風信號。
6月19日，受到副熱帶高壓脊影響，香港陽光普照，天晴酷熱，天文台於下午約3時錄得34.2℃高溫，為自1947年天文台有紀錄以來最熱的父親節，打破1961年創下的33.6℃高溫紀錄，當中石崗更錄得34.9℃。今次亦是有紀錄以來，11個同是6月19日的父親節，最熱的日子。隨後數天持續天晴酷熱，翌日天文台更錄得34.4℃高溫，打破6月中旬（11日至20日）最高温紀錄（已被2020年6月12日的35℃打破）。
熱浪侵襲下，天文台於6月24日至27日連續四日的最高氣溫皆為35.0℃以上（打破了1963年5月30日至6月1日連續三日的舊紀錄），而於6月25日的最高氣溫為35.5℃，是自1884年有紀錄以來6月份的第二最高紀錄，僅次於1963年錄得35.6℃。
2016年6月中下旬的熱浪侵襲導致下列多項紀錄打破：
| 6月下半月最高氣溫（6月25日錄得35.5℃） | 6月下半月平均氣溫（30.2℃）          | 6月下半月平均最高氣溫（33.6℃）   |
| 6月中旬最高氣溫（6月20日錄得34.4℃）   | 6月下旬最高氣溫（6月25日錄得35.5℃） | 6月下旬平均氣溫（30.5℃）         |
| 6月下旬平均最高氣溫（34.1℃）          | 6月20至24日平均氣溫（30.7℃）        | 6月20至24日平均最高氣溫（34.2℃） |
| 6月25至29日平均氣溫（30.4℃）          | 6月25至29日平均最高氣溫（34.3℃）    |                                  |

2016年6月的平均氣溫為29.4℃，較正常值27.9℃高1.5℃，為有紀錄以來第三最炎熱的6月（僅次於2015年6月的平均氣溫為29.7℃及2020年6月的29.6℃）。而本月平均最高氣溫32.4℃及平均最低氣溫27.5℃亦分別位列6月份最高及第三高紀錄。此外，2016年6月的酷熱天氣日數及熱夜日數分別有13日及15日，前者是有紀錄以來最多，後者則僅次於2020年6月的18日。
受超強颱風尼伯特下沉氣流影響，7月7日下午在天文台總部錄得氣溫升至34℃，為1884年有紀錄以來，133年來最炎熱小暑。7月9日下午4時氣溫更升至35.6℃，是自1968年以來最熱7月天，亦是有紀錄以來第三熱的7月天，打破7月上旬（1至10日）及7月上半月（1至15日）的最高溫紀錄。此外，健康指數（AQHI）自2015年後再次全爆錶，更在下午4時全部監測站均在同一時間錄得10+。
7月22日，天文台在下午近4時半錄得32.9℃高溫，平了2003及2014年的紀錄，成為近44年來最熱的「大暑」之一；同時成為天文台有紀錄以來，第6高溫的「大暑」。
7月30日，受酷熱天氣觸發強烈對流影響，大埔有冰雹報告，大埔氣溫亦由中午12時最高的34.2℃酷熱高溫，大跌至下午1時半最低的23.4℃，1.5小時急降10.8℃，半小時內亦急跌9.6℃。這是有紀錄以來，香港第6次在7月份出現落雹。
7月份的全月平均氣溫為29.8℃，與2014年7月並列為有紀錄以來所有月份的第五高。
8月中旬一股達強風程度偏東氣流影響香港，導致該月平均氣溫低於正常，自2007年後再次出現。
2016年6至8月的酷熱天氣日數共有37日，為有紀錄以來第三多酷熱日數的夏季，比上一個紀錄（1962年和2015年）多9天，僅次於2020年及2024年的夏季。
9月上旬受低壓槽影響，平均最高溫度有29.2℃，為紀錄新低。
受強颱風鮎魚下沉氣流影響，9月27日下午約3時45分，天文台總部錄得34.9℃高溫，打破2013年9月錄得的34.7℃高溫，為自1963年9月錄得35.2℃以來，近53年來最熱9月天，打破9月下半月（16至30日）和9月下旬（21至30日）的最高溫紀錄。至下午4時半，上水為全港最熱，錄得36.8℃，跑馬地、濕地公園及黃大山都超過36℃，另十多個地區都超過35℃。
2016年酷熱天氣日數共有38日，為有紀錄以來第六多酷熱日數的年份（截至2024年為止，僅次於2020年至2024年的紀錄）。
2016年熱夜日數共有36日，為有紀錄以來第二多熱夜日數的年份，僅次於2015年37日的紀錄（此紀錄在2017年、2019年及2020年先後再被打破）。
天文台於10月19日下午4時發出黑色暴雨警告信號，是自1992年實施暴雨警告系統以來，首次於10月份發出黑雨警告。而下午3至4時天文台錄得78.7毫米雨量，刷新10月最高時雨量紀錄。
10月21日，颱風海馬吹襲廣東，天文台發出八號信號，成為繼1995年颱風斯寶後再次在10月發出八號信號；是自1946年有紀錄以來，第15次在10月或以後發出八號信號；亦是自1974年10月後42年來最遲發出的八號信號；更是自1946年以來，第4遲襲港的颱風。另外，該月有3個熱帶氣旋令天文台需要發出熱帶氣旋警告，創下自1975年10月後發出熱帶氣旋警告次數最多的10月。
2016年10月天文台錄得總雨量超過624.4毫米，是有紀錄以來第二多雨的10月（已被2021年10月的631.1毫米所打破），僅次於1974年10月錄得雨量718.4毫米。
2016年10月影響華南的東北季候風比正常偏弱，即少了北面來的較涼空氣，加上受海馬相連偏南氣流於22日影響香港，2016年10月成為香港自1884年有紀錄以來最溫暖的10月(此紀錄已被2024年10月打破)，月平均最高氣溫、月平均氣溫、月平均最低氣溫和10月下旬平均氣溫分別達29.1℃、26.8℃、25℃和26.8℃，全部打入10月高溫排行榜首位（月平均氣溫及月平均最高氣溫在2024年10月再被打破，而月平均最高氣溫先後在2019年10月及2024年10月再被打破），月平均氣溫和月平均最低氣溫皆打破2008年所創的26.5℃和24.9℃舊紀錄，10月6日更錄得32.4℃高溫。
2016年有9個熱帶氣旋進入香港500公里範圍引致天文台需要發出熱帶氣旋警告，是1999年以來最多熱帶氣旋進入香港500公里範圍的紀錄，更是1993年以來發出熱帶氣旋警告次數最多的紀錄。
2016年9至11月天文台錄得總雨量1078.8毫米，為有紀錄以來最高秋季總雨量的紀錄，已被2023年打破
受1、3、8、10、11月多雨影響，2016年初至今進入最高年雨量第9位，同為歷來最長霜凍警告之年。
12月21日，天文台錄得最低氣溫為21.0℃，並列為最高之日最低氣溫的冬至。
12月26日，天文台錄得最高氣溫23.7℃，是1969年以來最熱的「拆禮物日」（此紀錄在2019年再被打破）。
2016年12月影響華南沿岸地區的東北季候風在本月大部分時間較弱，導致這個月氣溫大幅度高於過往的平均值，2016年12月的平均氣溫19.6℃較正常數值17.9℃高1.7℃，是自1884年有紀錄以來12月的第三高，僅次於1968年12月的21.3℃和1994年12月的19.8℃。而本月平均最低氣溫17.7℃及平均最高氣溫21.8℃亦分別位列12月的第三高及第五高紀錄。
2017年
受正北極震盪影響，1月1至10日平均氣溫高達20.6℃，遠較同期平均值16.9℃高3.7℃，創下1月上旬最高平均氣溫。雖然1月中下旬氣溫稍為回落，但仍然比正常偏暖，結果2017年1月成為天文台自1885年有紀錄以來第二暖的1月，月平均氣溫及月平均最低氣溫分別為破紀錄的18.5℃及17.0℃，分別較正常數值高2.2℃及2.5℃，兩者皆打破1901年1月所創的18.3℃及16.8℃舊紀錄。
另外，2017年1月沒有寒冷日（最低氣溫低於12℃），紀錄上只有1901年和1996年1月出現過兩次同樣情況。
4月22日低溫為18.5℃，為7年來最涼4月下旬。
5月沒有熱夜，是自2011年以來首次。5月24日受活躍季風槽影響，錄得五月份第五高日雨量紀錄（273.6毫米），中午更需發出黑色暴雨警告，但由於全月絕大部分時間雨量稀少，因此總雨量只比正常值高31%，只得399.3毫米。
西南風把印度的熱浪吹到香港，引致香港6月上旬持續受高空反氣旋相關的熱浪影響，導致2017年6月平均氣溫高達28.8℃，與1938、1977、1996、2002、2021及2023年並列為該月第八高記錄。
熱帶風暴苗柏令香港在6月中旬發出八號信號，為1999年至今18年來首次。
受苗柏相關季風槽影響，6月中旬異常多雨，導致6月總雨量達656毫米，較平均值高出44%、近200毫米，是近9年來最多雨的6月，亦是有紀錄以來總雨量第14多的6月。
7月22日，天文台在下午3時07分錄得最高氣溫33.1℃，是自繼1972年後，45年最熱的大暑。
7月23日，熱帶風暴洛克襲港，天文台發出8號熱帶氣旋警告信號，但僅維持四小時，成為史上第三短八號波，更成為史上最弱八號波，8個測風站的風速不但不達烈風程度，連三號信號標準的強風程度也全不達標。
7月29和30日香港受颱風納沙下沉氣流影響，天氣酷熱，更有嚴重霧霾，空氣質素健康指數也錄得「10+」的水平。但中旬受一股達強風程度偏東氣流影響，引致本月平均氣溫稍低於正常
受超強颱風天鴿外圍下沉氣流影響，全港所有一般監測站及路邊監測站，空氣質素健康指數都錄得8以上的「甚高」水平，大埔更屬10+「嚴重」水平。天文台在8月22日下午2時錄得36.6℃高溫，打破2015年8月8日36.3℃之舊有紀錄，成為有紀錄以來的新高，而濕地公園更錄得39℃高溫，成為全港所有自動氣象站的歷史最高氣溫紀錄。
8月23日，超強颱風天鴿正面襲港，天文台發出5年來首個發出十號颶風信號，亦是自1979年荷貝以來再一次有超強颱風引致天文台發出八號或以上的熱帶氣旋警告信號。4日後，強烈熱帶風暴帕卡令天文台再次發出八號東南烈風或暴風信號，是自1966年以來相隔最短的兩個八號風球。（8號風球相距時間被2021年打破，只有60小時40分鐘。）
2017年首四個熱帶氣旋令天文台發出8號或以上風球並正面襲港，是自1948年以來首次全年首四個熱帶氣旋令天文台發出8號或以上風球，亦是1999年以來首次有四個熱帶氣旋正面襲港，更是最多熱帶氣旋正面侵襲及帶來8號或以上風球的非拉尼娜年。
所有熱帶氣旋警告信號（即1號、3號、8號四個方向、9號和10號）於2017年均有發出，是自1971年以來首次。
奧鹿在日本海域俳徊，令副高亦一直徘徊，直接引致香港在整個8月受熱浪侵襲，直至8月16日副高北移熱浪稍作減退，但要到8月22日稍後，當天鴿、帕卡相關活躍偏南氣流及、月底東北季侯風疊加瑪娃外圍雨帶於30，31日影響香港，熱浪才告終，由於熱浪橫跨18日，導致2017年8月平均氣溫高達29.3℃，與2015年並列為第九高記錄。
9月天氣異常炎熱，月平均氣溫和月平均最低氣溫分別為29.0℃和27.2℃，分別較正常值27.7℃和25.8℃高1.3℃和1.4℃，是自1884年有紀錄以來其中一個第四熱的9月。此外，本月最低氣溫有25.3℃，是有紀錄以來9月份最低氣溫之最高值（此紀錄已被2021年9月最低氣溫的26.0℃打破）。
由於北面的清涼空氣於10月下半月才開始影響華南沿岸地區，因此10月上半月香港天氣晴朗及異常炎熱，10月上半月平均氣溫為28.4℃為上半月同期新高。高空反氣旋在10月3日影響香港，天文台在下午12時20分發出酷熱天氣警告，是該警告於2000年設立以來，首次於10月發出。下午2時許，天文台錄得最高氣溫33.5℃，是自1890年10月錄得34.3℃之後，第2個最高溫的10月，亦是自1963年10月錄得33.2℃之後，再次在10月錄得氣溫超過33℃。另外，10月3日天文台錄得最低氣溫28.3℃，是自1884年有記錄以來首個錄得熱夜的10月（最低氣溫28.0℃或以上）。10月9至11日，天文台連續三日錄得最低氣溫超過28℃，導致該月出現了4天熱夜，全年熱夜日數更達到破紀錄的41日（此紀錄在2019年及2020年先後再被打破）。10月12日，天文台再度發出酷熱天氣警告，是該警告於2000年設立以來，最遲發出的一次。
10月15日，強颱風卡努再度令天文台發出八號信號，是天文台有紀錄以來第七遲發出的八號信號。連同去年的颱風海馬，是自1974-1975年之後再次連續兩年在10月份發出八號信號。亦是繼1964年及1999年之後，第三次在一年內有5個熱帶氣旋需發出八號或以上信號，在東北季候風和卡努的影響下，天文台錄得有紀錄以來八號訊號懸掛期間的最低溫，只有20.4℃
12月，受冬季季候風持續影響，單日最高氣溫只有23.2℃（本月首天出現），為最低月最高氣溫之第13低。而本月中旬的寒流亦令月平均氣溫稍低於正常，在18日天文台跌至9.8℃，是自2013年以來在12月再次錄得10℃以下的氣溫。
2017年的天氣較正常溫暖，全年平均氣溫為23.9℃，較1981-2010年氣候正常值高0.6℃（或較1961-1990年氣候正常值高0.9℃），是1884年有紀錄以來其中一個第八溫暖的年份(截至2024年)。
2018年
受1月上中旬寒潮影響（1月8日至1月14日）：1月9日天文台錄得7.9℃低溫，為前年以來最低及13年來最寒冷之1月上旬（僅次於2005年1月1日的6.4℃），而本月最低溫則是1月31日的7.8℃。
1月下旬－2月上旬強烈寒潮（1月28日至2月8日）：1月28日冷鋒橫過後，隨後的強烈冬季季候風使氣溫暴跌，並於同日12:00發出寒冷天氣警告。其後於1月31日當晚天文台錄得當月最低氣溫7.8℃，當日更有網民更拍到馬鞍山疑似出現降雪現象。2月1日天文台最低氣溫只有6.8℃，為前年寒潮以來最低紀錄，分別為22，38年來最寒冷之2月及其上旬，同日打鼓嶺最低氣溫只有3.2℃。2月3至5日，香港天文台連續三天發出霜凍警告，而前一天就在大嶼山昂坪氣象站測得0.5℃低溫，同日昂坪寶蓮寺更出現凍雨和結冰現象。6日，持續多天的濕冷天氣結束，天色好轉，但受輻射冷卻效應影響，大帽山測得0.3℃低溫，打鼓嶺也測得0.9℃低溫，為該站歷年來2月份最低氣溫紀錄，同日早上打鼓嶺和新界北部內陸部分地區出現結霜現象。此外，天文台連續9日最低氣溫低於10℃，為50年來首次。而大帽山在1月31日至2月6日的最低氣溫皆徘徊在0℃或以下，當中更有4日在0℃以下，期間最低氣溫為2月1日的-1.8℃。1月29至2月6日天文台平均氣溫是歷年新低。天文台在此次寒潮發出的寒冷天氣警告長達263小時15分鐘，為有紀錄以來第三長，僅次於2011年。
農曆新年假期非常溫暖，2月15日年三十天文台錄得最高氣溫24℃，是自1969年以來最暖的大除夕，亦是二戰結束後第四暖的大除夕，天文台在多區都錄得25℃或以上，其中九龍城和上水更分別錄得26.8℃和26.7℃。2月16日年初一天文台錄得最高氣溫24.8℃，是自1947年有記錄以來第二個最暖的年初一，僅次於2007年2月18日年初一的25.3℃，香港部份地區更錄得超過27℃的高溫，包括打鼓嶺、沙田、屯門、九龍城、黃大山。
3月天氣異常溫暖及晴朗，本月總日照為196.2小時，為正常值90.8小時的兩倍以上，是有紀錄以來3月份的最高記錄。本月平均氣溫為20.8℃，較正常值19.1℃高1.7℃，與1973年並列為3月份的第八高紀錄。而本月平均最高氣溫24.4℃及平均最低氣溫18.6℃亦分別位列3月的其中一個第三高（平均最高氣溫與1960年平記錄）及第十高紀錄。天文台於3月30日的氣溫升至27.9℃，為本月的最高氣溫。
4月上半月平均最高氣溫為27.4℃，打破歷來最高記錄(此紀錄已被2024年4月上半月同期所打破)。儘管本月天氣較正常溫暖，但在4月8日受明顯輻射冷卻現象影響，新界內陸地區出現罕見寒冷和嚴寒天氣，打破極端最低氣溫且屬於寒冷和嚴寒水平之氣象站有：荃灣城門谷11.9℃；石崗10.1℃；上水10.0℃；北潭涌7.7℃；打鼓嶺7.4℃；上水雙魚河6.7℃。4月17日錄得17.4℃，是最近8年來最清涼之4月中旬及第三低溫之4月下半月。4月香港天氣異常乾旱少雨，天文台總部該月的雨量只有28.1毫米，約為正常數值174.7毫米的六分之一，是有紀錄以來4月份第八最低。而由於持續乾旱的關係，香港部份水塘和山溪幾乎完全乾涸。
5月3日天文台發出自有紀錄以來最早的酷熱天氣警告（此紀錄已被2022年4月29日打破），並錄得破5月上旬紀錄的33.5℃，但高溫觸發的對流雨和當日下午東北季候風抵港，引致天文台一日內急跌10.6℃，降至當日最低的22.9℃。是2016年2月，2005年夏季以來首次出現單日10℃以上溫差，同為31年來和紀錄第三大溫差。
5月13日，天文台錄得最高氣溫31.5℃，是33年來最熱的母親節。
在反氣旋影響下，氣壓梯度受抑制，5月天氣異常炎熱及少雨，天文台在17日至31日連續15日錄得最高氣溫33.0℃或以上，創下香港史上5月最長熱浪，打破了1963年5月16日至23日連續8日的舊紀錄。連同5月3日，該月共有16日錄得最高氣溫33.0℃或以上，是自1884年以來酷熱日數最多的5月，打破了1963年5月錄得13日的舊紀錄。另外，本月21日、24日、26日、29至31日均錄得熱夜，致使全月熱夜日數達到6日（此紀錄在2021年5月再被打破）。
熱浪襲港期間，天文台分別錄得有紀錄以來最熱的小滿（34.7℃）及有紀錄以來最熱的佛誕日（34.8℃），而於29日天文台錄得最高氣溫35.3℃（大埔更錄得最高氣溫38.1℃），翌日錄得全年最高氣溫35.4℃，是自1884年以來5月份第三高溫紀錄。雨量方面，今年1至5月累計雨量僅175毫米，是有紀錄以來第二少的雨量，僅次於1963年1至5月的40.1毫米總雨量，而在12至25日期間天文台總部沒有錄得降雨。雨量稀少，旱情突出，香港天文台前台長林超英受訪時說5月提早出現盛夏，形容情況「有些恐怖」，令人擔心制水會重臨。直至6月上中旬的季風槽為廣泛地區帶來大雨後，乾燥天氣才宣告結束。
2018年雨季為香港天文台最遲發出暴雨警告信號的一年，首5個月沒有發出任何暴雨警告信號，打破了2015年5月11日的舊紀錄。
6月1日傍晚，生效長達348小時的酷熱天氣警告終於取消，是自2000年酷熱天氣警告設立以來的第二長紀錄，僅次於2020年7月。
總的來說，2018年5月錄得以下紀錄：
| 5月最多酷熱天氣日數（16日）                                     | 5月最長連續酷熱天氣日數（15日）        | 5月第三高日平均氣溫（31.2℃)        |
| 5月第二高月平均氣溫（28.3℃）                                    | 5月最高月平均最低氣溫（26.1℃）         | 5月最多熱夜日數（6日）。           |
| 第二長酷熱天氣警告生效時間（348小時，僅次於2020年7月的467小時） | 全年最早首次發出酷熱天氣警告（5月3日） | 全年最遲首次發出暴雨警告（6月6日） |

此外，而本月平均最高氣溫為31.7℃，亦為有紀錄以來的第二高。而5月下半月平均最高氣溫為34.1℃，打破2016年6月下半月平均最高氣溫33.6℃的舊記錄，創下自1884年有記錄以來所有月份半月平均最高氣溫之最高值。是次熱浪持續至6月1日，當季風槽開始影響香港後才得以消退。季風槽在6月8日帶來暴雨，兩度發出黃色暴雨警告信號，其中8日更發出紅色暴雨警告信號。是本年開始以來，首次出現持續有雨天氣，年初連續少雨的現象告一段落。在季風槽影響下，本月共發7次黃雨警告，為紀錄第二多（僅次於2001年6月）。
全年最高氣溫於5月錄得，是1995年以來首次。
5月30日的平均氣溫高達31.2℃，是有紀錄以來5月份最高。
3至5月平均最高氣溫高達27.7℃，是有紀錄以來春季平均最高氣溫的第三位（僅次於2021年及2024年春季）。
1至6月平均最高氣溫高達25.3℃，是有紀錄以來上半年平均最高氣溫第六位（僅次於2019、2020、2021、2023及2024年）。
秋初天氣罕有於7月中旬出現，受一股達強風程度的偏東氣流及季風槽共同影響，14日08:45發出的強烈季候風信號至16日16:15取消，期間曾發黃雨，18日09:40-21:00再次發出強烈季候風信號，以夏季來說為有紀錄以來7月中旬總時數最長之強烈季候風信號。
受熱帶低氣壓外圍下沉氣流影響，香港出現歷來最嚴重之霧霾。
南海活躍風季抑制了副熱帶高壓脊的活動，加上殘餘雨帶與大氣低層的偏南氣流疊加，形成一道持續發展的季風槽，因此全月日照只集中於8月上旬，而中旬起大部分時間，香港天氣持續惡劣，為13年來最多雨的8月，同時天文台亦頻頻發出黃雨警告達13次。
受超強颱風山竹外圍下沉氣流影響，天文台在9月15日下午錄得35.1℃，除打破2016年9月27日的34.9℃外，以上半月及中旬計則分別是第2及第3高溫紀錄，後者僅次於2022年9月13日的35.9°C及2024年9月17日的35.7℃，但翌日降至23.6℃，為8年來首次24小時內出現該月的最高和最低氣溫。
9月16日，超強颱風山竹襲港，並帶來嚴重風暴潮，天文台發出十號颶風信號，這是繼去年超強颱風天鴿襲港後，再一次發出十號風球。也是自1962年以來首次連續兩年均有發出最高熱帶氣旋警告信號。
10月17日，天文台下午錄得21.9℃，是自1999年以來最涼的重陽節。
2018年10月平均氣溫為25.3℃，稍低於正常0.2℃，是七年來首次低於正常值。
2018年11月平均氣溫及平均最低氣溫為22.9℃及21.4℃，分別高於其正常值1.1℃及1.6℃，亦分別是有紀錄以來11月份的第九高及第四高。
受西南季候風及高空反氣旋影響，天文台在12月4日錄得最高氣溫27.1℃，是自1885年以來在12月錄得史上第8高溫，亦是繼1968年之後，再次在12月錄得氣溫超過27℃。當天的平均氣溫更高達24.8℃，是有紀錄以來12月份最高。
12月22日，天文台錄得最高氣溫25.2℃，是自1998年以來的最暖的冬至。全日平均氣溫達22.2℃，是自1884年有記錄以來冬至最高的「日平均氣溫」。
2018年12月平均氣溫為19.2℃，較正常值17.9℃高1.3℃，與1948年及1992年並列為有紀錄以來第六最暖的12月。該月平均最低氣溫17.6℃，較正常值15.9℃高1.7℃，與2007年並列為有紀錄以來的第四高。
2018年的天氣較正常溫暖，全年平均氣溫為23.9℃，較1981-2010年氣候正常值高0.6℃(或較1961-1990年氣候正常值高0.9℃)，是1884年有紀錄以來其中一個第八溫暖的年份(截至2024年)。
2019年
1月20日，天文台錄得最高氣溫23.4℃，成為繼1969年錄得26.4℃以來半世紀最高溫「大寒」，也是香港天文台有紀錄以來第四高溫的「大寒」。
華南東北季候風持續偏弱及異常為強的高空反氣旋影響，2019年1月異常和暖，平均氣溫及平均最低氣溫分別為18.1℃及16.4℃，較正常高1.8℃及1.9℃，兩者皆是有紀錄以來第三高。
另外1月寒冷日只有1天，為1月1日錄得的11.4℃，是紀錄上第二少寒冷日數之1月。
2019年2月初起受西南季候風及高空反氣旋影響，為有紀錄以來最早出現的夏季氣候，繼2016年後再在冬季受西南季候風影響。農曆新年假期天氣異常和暖，天文台在3，4，6，7，8日分別錄得最高氣溫25.3℃，25.5℃，24.9℃，25.8℃，25.1℃，分別為1923年以來最暖的年廿九，1953年以來最暖的年三十，1966年以來最暖的立春，史上最暖的年初二、三、四。農曆新年首三天平均氣溫有21.8℃，為有紀錄以來最暖的年初一至年初三，較2007年的舊紀錄高1.1℃。
2月上旬（1日至10日）天氣異常温暖，該十天平均氣溫高達20.5℃，創下2月上旬最高平均氣溫。
2月18至19日受活躍西南氣流影響，天文台需於兩天發出雷暴警告。其中19日更需發出黃色暴雨警告信號，是歷來第三早的黃雨警告（僅次於2016年1月5日及2020年2月13日）。
自一月中旬起香港一直受強高空反氣旋影響，引致整個冬季缺乏冷空氣補充，及部分時間受西南季候風影響，結果2月平均氣溫20.1℃、平均最低氣溫18.4℃及平均最高氣溫22.6℃皆是僅次於2009年成為2月第二高紀錄（其中月平均最高氣溫紀錄於2021年2月再被打破），分別較其正常值高3.3℃、3.4℃及3.7℃。2月沒有寒冷日，其中，2月24日錄得本月最低氣溫14.1℃，為有紀錄以來2月最低氣温的第四高紀錄，僅次於2009年的15.8℃、1973年的14.3℃及2021年的15.3°C，亦是十年來首個沒有寒冷日之2月。2月28日錄得本月最高氣溫達26.7℃，自2011年最高，其中上水，石崗更達28.5℃及29.1℃的炎熱水平。
另外，2018年12月至2019年2月冬季成為1884年有紀錄以來最暖，天文台只發出過1次寒冷天氣警告，平均氣溫高達19.1℃，遠比正常值高2.1℃，而平均最高及最低氣溫分亦別達21.4℃及17.5℃（平均最高氣溫在2019至2020年冬季再被打破），同時亦創下冬季最少寒冷日數之紀錄（3日）。
高空反氣旋引致影響華南的東北季候風在3月大部分時間仍然較正常弱，2019年3月香港繼續遠較正常溫暖。本月平均氣溫為21.0℃，較其正常值19.1℃高1.9℃，是有紀錄以來3月份的第九高。本月平均最低氣溫為19.4℃，較其正常值17.2℃高2.2℃，是有紀錄以來3月份的第五高。其中，3月8日錄得本月最低氣溫為15.1℃，是3月最低氣溫的第七高紀錄。3月22日異常溫暖，天文台錄得低溫為24.8℃，與1999年3月19日並列為3月份日最低氣溫之第三最高紀錄（僅次於2021年3月30日及31的25.3°C、2022年3月26日的24.9°C及2024年3月31日的26.0°C），遠遠比3月同期的正常氣溫高了近7℃之多。此外3月下半月平均氣溫為22.3℃，創下3月下半月第三高紀錄。（僅次於2021年3月下半月的23.2℃及2024年3月下半月的23.7°C）

此外，2019年第一季（1至3月）的平均氣溫、平均最高氣溫及平均最低氣溫分別為19.7℃、22.1℃及18.1℃，三者皆是同期有紀錄以來的最高。
由於受持續偏強的高空反氣旋影響及大氣低層偏南氣流較正常強，引致影響華南的東北季候風仍然偏弱，2019年4月平均氣溫為24.7℃，與1994年並列為4月第三高，4月25日平均氣溫達28.5℃，與1994及2012年並列4月第二高紀錄(僅次於2024年4月的28.8°C)，而4月平均最低氣温及平均最高氣溫為22.9℃及27.2℃，分別為4月其中一個第二高及第六高紀錄，但4月30日晚低壓槽過後，受東北季候風影響，氣溫開始下降，5月3，7，8日最低氣溫（19.3℃，18.9℃，19.8℃）降至20℃以下，是自2014年首次5月跌破20℃，其中3號及7號最低氣溫（19.3℃，18.9℃）更低於2月的立春（19.5℃），農曆年廿九（19.6℃），年三十（19.5℃），年初二、三、四（20.5℃，21.3℃，19.7℃），當中7號之18.9℃為五年來最低。同年4月之低溫亦是18.9℃，是1999年以來首次5月低溫不高於4月低溫。
本月上旬及下旬受東北季候風影響，除雲量偏多而影響日照時間外，氣溫亦因而較涼，月平均溫度是自2013年以來首度低於正常值，成為自1999年以來最涼5月，平了2008年同期25.3℃的舊紀錄，但是於5月19日，天文台卻錄得29.2℃的低温，一度創下有紀錄以來5月份第三高温的「熱夜」（僅次於2021年及2023年5月）。
6月7日下午2時，天文台錄得33.2℃高温，成為史上第三熱端午節。6月13至14日受低壓槽影響，天文台在17小時內三度發出黃色暴雨警告信號。6月21日及29日，天文台錄得最低氣溫為29.5℃，是有紀錄以來6月份的最高。此外，21日的平均氣溫為30.8℃，亦是有紀錄以來最熱的夏至。6月的最高氣温只有33.3℃，是自2012年6月以來的最低值。而本月的平均氣温為29.0℃，與2014年6月並列為有紀錄以來第四熱的6月。
2019年上半年香港異常溫暖，1月至6月的平均氣溫23.0℃、平均最低氣溫21.3℃及平均最高氣溫25.4℃，分別同期的第三高、第二高及第五高紀錄。
7月19日至20日廣東沿岸受驟雨及雷暴影響，天文台在19日下午兩度發出黃色暴雨警告信號，更在24小時內發出三次黃色暴雨警告（19/7 14：05-15：15，18：45-19：45，20/7 12：10-13：30）。
總結上月平均氣溫為29.5℃，較正常高0.7℃，是有紀錄以來第十一高，平均最低及最高氣溫分別達27.7℃及32.1℃，較正常分別高0.9及0.7℃，前者為7月第五高紀錄，反映熱夜相當嚴重。上月熱夜日數達15天，是同期第七高紀錄。
8月26日凌晨，受熱帶氣旋白鹿殘餘強雷雨帶影響，香港大雨滂沱，期間天文台錄得22.9℃低温，是自2014年8月20日以來的最低值。此外自25日午夜起36小時內，全港各區錄得超過200毫米雨量，市區及新界部分地區更錄得超過250甚至300毫米雨量，絕大部分皆於紅雨期間錄得。
9月13日，天文台下午錄得的最高氣溫為33.0℃，是有紀錄以來最熱的中秋節（此紀錄已被2023年9月的33.7℃所打破）。9月8日至14日連續7天均錄得熱夜，是9月份有紀錄以來最長連續熱夜紀錄。此外，2019年9月平均溫度為28.7℃，較正常27.7℃高1.0℃，是有紀錄以來9月的第十高。
2019年10月1日，天文錄得的最高及最低氣溫分別為33.2℃及28.4℃，是繼2017年兩年後再次在10月錄得熱夜及酷熱日，全年熱夜日數更達到破紀錄的46日。此外，當日平均氣溫為30.3℃，不但是與2021年10月並列為有紀錄以來第二最熱的國慶日，更是有紀錄以來10月單日平均氣溫之第四高紀錄(僅次於2023年10月4日的30.8°C、2023年10月5日的30.5°C及2024年10月1日的30.9°C）。
結果2019年10月平均氣溫仍有26.6℃，下旬氣溫雖接近正常，但由於上半月異常炎熱，難以抵消高溫，故這個10月成為第二個最暖10月，僅次於2016年26.8℃，平均最高氣溫更達29.5℃，成為10月最高紀錄。
此外，2019年截至10月份的雷暴日數共有59日，平了2014年的最高紀錄；而閃電日數亦有71日，與1950年並列為第二高，僅次於2014年的72日。
持續受較弱但乾燥的東北季候風影響，2019年11月陽光充沛及少雨，總日照時間達263.0小時，與過去八年陰暗的11月形成一大對比，總雨量則只有微量記錄是11月其中一個最低。本月亦較正常溫暖，平均氣溫為23.0℃，較正常21.8℃高1.2℃，是有紀錄以來11月其中一個第九高，而平均最高氣溫達26.1℃，是有紀錄以來11月其中一個第三高，與2015年11月並列。
2019年秋季（9-11月）平均氣温達26.1℃，與2015年並列有紀錄以來第三高，而平均最高氣温達29.1℃，亦是有紀錄以來第三高秋季平均最高氣溫。
2019年12月18日正午1時，天文台總部錄得27.3℃，是有紀錄以來12月中旬(11-20日)的第二高紀錄(僅次於2023年12月12日錄得的28.7°C)。
2019年12月26日，天文台總部錄得最高氣溫24.5℃，是自1969年以來最溫暖的「拆禮物日」。
另外，12月沒有寒冷日，是自1998年以來首次。
2019年雖然35次發出暴雨警告信號，是1998年以來暴雨警告信號系統修訂以來最多，但該年總雨量接近正常。（此紀錄在2024年再被打破）
2019年異常溫暖，除了5月份之外，其餘11個月份都較正常溫暖。全年平均氣溫達到24.5℃，以0.3℃之差打破了2015年24.2℃之舊紀錄，為有紀錄以來的第三高，而平均最高及最低氣溫亦分別達到27.1℃及22.6℃，分是自1884年有紀錄以來的第五高及第二高。另外，全年總熱夜日數共有46日，較全年正常值多28.2日，創下1884年有紀錄以來第六多熱夜日數的年份（截至2024年為止，僅次於2020年至2024年的紀錄）。全年天文台總部錄得的寒冷天氣日數只有1日，為1月1日的11.4℃，較全年正常值少16.1日，除了創下1884年有紀錄以來最少寒冷天氣日數的年份之外，亦打破了「最高全年絕對最低氣溫紀錄」。

### 2020年
1月27日，天文台錄得最低氣溫11.5℃，是天文台總部有紀錄以來入冬後氣溫最遲首次跌至12℃或以下的寒冷日。
由於本月大部分時間受去年12月起於南海建立的強高空反氣旋影響，2020年1月份香港遠較正常溫暖，平均最高氣溫21.2℃及平均氣溫18.6℃，分別較其正常值高2.6℃及2.3℃，兩者皆刷新1月份最高紀錄，成為1885年有紀錄以來最暖的1月份；本月平均最低氣溫16.8℃，較正常值高2.3℃，是有紀錄以來1月份的其中一個第二高。雖然到了本月下旬農曆年初三起（1月27日至31日）出現寒冷天氣，但由於上半月氣溫偏高，故難以抵消高溫。
2月13日，受高空擾動影響，天文台在10時10分發出黃色暴雨警告訊號，為有紀錄以來第二早發出（僅次於2016年1月5日）。
2月16日，天文台午夜錄得最高氣溫22.4℃，但受到强烈冬季季後風影響，引致天文台氣溫一日內急跌11.8℃，降至當晚最低的10.6℃，是繼2018年5月3日以來再次出現單日10℃以上溫差，同時亦為15年來及10年來和紀錄第三大溫差（僅次於2005年3月12日的12.2℃溫差及2010年2月12日的12.6°C溫差），然後在翌日早上錄得10.3℃，為入冬以來最低紀錄。
2月26日，天文台錄得最高氣溫28.1℃，是有紀錄以來2月份的第二高（僅次於2009年的28.3℃），其中大美督更錄得31.4℃高溫。
由於影響華南沿岸的東北季後風持續偏弱，2019-2020年冬季異常溫暖，平均最高氣溫達21.5℃，是同期最高紀錄，而平均氣溫及平均最低氣溫亦分別達18.7℃及16.8℃，兩者均是有紀錄以來同期的第二高（僅次於2018-2019年冬季的最高紀錄）。同時，連續兩個冬季沒有出現低於10℃的日子，而寒冷日數（天文台最低氣溫在12.0℃或以下）為8天（1月27日至31日及2月16日至18日）。
由於影響華南的東北季候風持續偏弱，加上高空反氣旋異常偏強，2020年3月仍遠較正常溫暖，平均氣溫達21.3℃，與1987年3月並列為有紀錄以來第三暖（僅次於2021年3月的22.0℃及2002年3月的21.5℃），而平均最高及平均最低氣溫亦分別為23.8℃及19.7℃，分別是3月份有紀錄以來第六高及第三高。此外，3月5日早上錄得全月最低氣温16.5℃，是有紀錄以來3月份最低氣溫之最高值（打破1981年3月的15.9℃）。
4月6日錄得本月最低氣溫16.1℃，為有紀錄以來第十次4月錄得的最低氣溫較3月低，亦是自1980年以來首次。4月13日的16.4℃為10年來最低溫之4月中旬。此外，由於本月影響華南的東北季候風較正常強，氣溫較正常稍涼，平均氣溫為22.0℃，比正常值22.6℃稍低0.6℃，該月是自2013年以來首次低於正常值。另外，由於影響華南大氣低層的偏南氣流較弱及水氣較少，本月較正常少雨，全月錄得的雨量為77.8毫米，較正常值174.7毫米少約55%。
5月8日錄得最低氣溫28.2℃，是有紀錄以來第二早出現的熱夜，僅次於2012年5月3日出現28.0℃的最早紀錄。
5月1至15日的平均氣溫為27.9℃，打破了2012年27.7℃的舊紀錄，成為有紀錄以來最熱的5月上半月。
由於缺乏冷空氣補充及上半月持續受高空反氣旋支配，再加上月內大部分時間吹偏南盛行風，2020年5月是有紀錄以來第五個最暖的5月，本月平均氣溫為27.7℃，比正常25.9℃高1.8℃，僅次於1977年的27.8℃。而平均最低氣溫及平均最高氣溫分別為25.9℃及30.4℃，分別為5月其中一個第二及第五高紀錄，較各自正常值高1.8℃及2.0℃。
鸚鵡外圍下沉氣流令香港出現6月12日最高氣溫紀錄（35℃），但5日至8日受活躍季風槽影響，令香港天氣繼2014年後需連續兩日發紅色暴雨警告訊號，6月6日凌晨更發出了3年以來首個長達2小時45分鐘的黑色暴雨警告信號，為2013年5月22日以來最長的一次。儘管月初受惡劣天氣影響，但由於全月絕大部分時間雨量稀少，加上下半月持續炎熱及晴朗，本月仍較正常少雨，全月雨量只有397.2毫米，較正常456.1毫米少約13%。
受副熱帶高壓脊長時間支配下，加上月內大部分時間吹西南盛行風，香港經歷了自1884年有紀錄以來第二熱的6月，平均氣溫及平均最高氣溫分別為29.6℃及32.3℃，前者僅次於2015年6月的29.7℃，後者與2015年6月的32.3℃平紀錄，分別較各自正常值高1.7℃及2.1℃，兩者皆是6月份有紀錄以來第二高，而平均最低氣溫達到27.8℃，較正常值高1.6℃，打破了2015年6月27.7℃的舊紀錄，是歷年所有月份平均最低氣溫之最高值（此紀錄已在本年7月再被打破）。全月總熱夜日數達到破紀錄的18日，與1993年7月並列為最多熱夜日數的單一月份（全月最多熱夜日數已在本年7月再被打破），反映熱夜異常嚴重。此外，6月19日至7月1日期間出現了自1884年有紀錄以來最長連續熱夜日數(13日)，其中22至26日的連續5日最低氣溫更達到29℃或以上。
2020年上半年異常溫暖，1月至6月的平均氣溫為23.0℃，與2019年並列為有紀錄以來上半年平均氣溫的最高紀錄（已被2021的23.3℃打破）。此外，平均最高氣溫亦達到25.7℃（已被2021年的26.3℃打破），刷新上半年最高紀錄，而平均最低氣溫21.1℃（已被2021年的21.3℃打破）是同期有紀錄以來第三高。
由於較正常強的副熱帶高壓脊及於本月大部分時間持續影響華南，引致影響香港的高空反氣旋持續偏強，香港經歷了有史以來第二熱的7月份，同時亦是香港自1884年有紀錄以來第二炎熱的月份，本月平均氣溫、平均最高氣溫及平均最低氣溫分別高達30.2℃、33.3℃及28.3℃，分別較正常值高1.4℃、1.9℃及1.5℃，分別是歷年所有月份的最高及第二高，其中平均氣溫及平均最低氣溫分別僅次於2022年7月的30.3℃及28.4℃。全月酷熱天氣日數及熱夜日數分別多達20日及21日，兩者同樣是歷年所有月份的第二高，僅次於2022年7月的21日及25日。此外，7月5日至15日的連續11日均錄得熱夜，亦刷新了7月第二連續熱夜紀錄，僅次於2022年7月9日至7月29日的連續21日。由於天氣持續晴朗，本月遠較正常少雨，全月雨量只有125.4毫米，是正常值376.5毫米的三分之一。
7月30日傍晚，受季風低壓影響，持續生效長達467小時的酷熱天氣警告終於取消，是自2000年酷熱天氣警告設立以來的最長紀錄，同時亦打破了2018年5月18日至6月1日生效348小時的舊紀錄。
受季風低壓影響，天文台7月31日早上發出強烈季候風信號，至晚上季風低壓發展成熱帶氣旋森拉克後，天文台改發三號強風信號取代強烈季候風信號，是1993年9月25日颱風黛蒂以來首個由強烈季候風信號轉為三號強風信號的熱帶氣旋。
8月19日凌晨受颱風海高斯影響，香港需懸掛繼2018年超強颱風山竹後首個九號烈風或暴風風力增強信號。在海高斯襲港期間，長洲在8月19日早上曾經錄得108公里/小時的十分鐘平均風速，而最高陣風更達129公里/小時，風速是兩年來最高。颱風海高斯在不足22小時由一號戒備信號至九號烈風或暴風風力增強信號，是1979年超強颱風荷貝以來最短的一次。另外，颱風海高斯是1997年颱風維克托以來首個在南海生成的熱帶氣旋令香港發出九號烈風或暴風風力增強信號。
由於較正常強的副熱帶高壓脊及高空反氣旋自6月起持續影響華南沿岸，連同6月及7月的極端高溫天氣，香港經歷了自1884年有紀錄以來最炎熱的夏季。2020年6月至8月平均氣溫高達29.6℃，打破了2015年同期錄得29.4℃的舊紀錄，而平均最高及最低氣溫亦分別達32.6℃及27.7℃，均是同期有紀錄以來最高。本年夏季的酷熱天氣日數共有42日，打破了2016年同期37日之舊紀錄。此外，8月份酷熱天氣日數共有16日，亦打破了1962年15日之舊紀錄。
雖然本月香港沒有因熱帶氣靠近而發出熱帶氣旋警告，然而受活躍低壓槽頻繁影響，加上大氣低層偏南氣流活躍，使水汽源源不絕輸送到華南沿岸，加上下旬東北季候風與偏南氣流疊加的鋒面系統，引致2020年9月香港天氣極其惡劣，天文台在本月共錄得708.8毫米雨量，是本年至今最高雨量的單一月份，亦是2002年以來最多雨的9月份，為正常數值327.6毫米兩倍以上，而雷暴及閃電日數亦分別達15天及19天，兩者均是有紀錄以來9月份最多。降雨日數更達26天，是有紀錄以來9月份最多，打破1960年24天的舊紀錄。此外，受微弱東北季候風相關冷空氣於9月30日晚抵達所致，迎月夜晚上大雨滂沱，天文台更需發出年內第二個黑色暴雨警告信號，為有紀錄以來第四晚發出（僅次於2016年10月19日、2021年10月8日及2023年10月9日），亦是2014年以來發出最多黑色暴雨警告信號的一年。
一道與冷鋒相關的強雷雨帶於10月5日横過香港，天文台單單在一個早上已經錄得106.1毫米雨量，比整個10月正常值的100.9毫米還要多，而當日早上天文台一度發出紅色暴雨警告信號。另外，天文台在當日早上的一小時雨量超過80毫米，亦打破了2016年10月19日78.7毫米的紀錄。此外，截至10月全年發出紅色暴雨警告信號的次數已平了2006年11次的最高紀錄。9月及10月5日的充足雨水完全彌補了本年首8個月雨量不足的情況，情況與2002年相似。另外，在9月21日至10月5日，天文台有3日的日雨量超過100毫米。
10月13日受熱帶風暴浪卡影響，香港需懸掛八號烈風或暴風信號，而浪卡距離香港約450公里天文台已改發八號信號，成為繼1960年以來距離香港最遠的一個八號風球 ，打破2014年9月颱風海鷗襲港時的370公里紀錄。 此外，本月亦是繼2017年之後，再次在10月發出的八號烈風或暴風信號，亦是有紀錄以來第八遲發出該訊號。
11月7日，受熱帶氣旋艾莎尼下沉氣流影響，天文台下午錄得最高氣温30.2℃，是有紀錄以來最熱的立冬，而將軍澳的氣溫更上升至32.6℃，接近酷熱水平。
11月22日，天文台下午錄得最高氣温28.2℃，與1960年並列為有紀錄以來最熱的小雪，而元朗公園的氣温更上升至32.1℃。
由於大部分時間受較正常弱的東北季候風所支配，加上月上中旬受熱帶氣旋艾莎尼相關的下沉氣流影響，香港經歷了有紀錄以來第二暖的11月。本月平均氣溫為23.5℃，較正常值高1.7℃，為有紀錄以來第二高，僅次於2015年11月的24.0℃。而本月平均最低氣溫為21.7℃，較正常高1.9℃，亦是有紀錄以來第二高，僅次於2015年11月的22.4℃。而平均最高氣温達26.4℃，較正常高2.3℃，是有紀錄以來最高（破了1966年的26.2℃舊紀錄）。同時，本月亦遠較正常少雨，只錄得5.1毫米雨量，只約正常值37.6毫米的七分之一。
此外，由於10月之後影響華南的東北季候風明顯較正常弱，直至接近11月底才有較強冷空氣補充南下，香港錄得有紀錄以來秋季最遲的「入秋日」（氣候定義上日平均氣溫<=22.0℃），為11月28日的20.4℃。
受冬季季候風相關的強烈寒潮影響，12月30日氣溫顯著下降，由當日凌晨1時的21.6℃顯著下降至當晚午夜約10.6℃，降溫達11℃，是自2020年2月16日以來最大溫度跌幅。而在12月31日除夕早上天文台錄得最低氣溫8.1℃，是自2018年2月6日7.9℃以來最低紀錄，亦是相隔兩年多以來再次錄得10℃以下，反映過去兩年冬季異常溫暖的程度極其嚴重。此外，這亦是有紀錄以來第五最冷的除夕，以及自2012年除夕7.1℃以來最低。而大帽山亦錄得-1.2℃，是在2018年2月後該站再跌破0℃。
2020年是有紀錄以來第五溫暖的年份，全年平均氣溫及平均最低氣溫分別達到24.4℃及22.5℃，兩者皆較正常值高1.1℃(平均氣溫僅次於2021年的24.6℃、2019年與2023年的24.5℃，及2024年的24.8°C，平均最低氣溫僅次於2021、2019與2023年的22.6℃，及2024年的22.8°C)，兩者皆是自1884年有紀錄以來第五高。而全年平均最高氣溫達到27.2℃，較正常值高1.6℃，則是與2023年並列自1884年有紀錄以來第三高(平均最高氣溫僅次於2021年的27.5℃及2024年的27.3°C)。此外，下半年平均最高氣溫達到28.7℃，與2021年並列為下半年第二紀錄(僅次於2024年下半年同期的最高紀錄)。另外，本年共錄得酷熱天氣日數及熱夜日數分別為47日及50日，兩者分別是自1884年有紀錄以來相關項目數量的第五高及第四高。(截至2024年為止，前者僅次於2021至2024年的最多紀錄，後者則僅次於2021至2023年的最多紀錄及與2024年平紀錄)。
2020年雖然日雨量超過100毫米（大暴雨）日子達7天，是2008年以來最多，但該年總雨量較正常低約1.5%。

### 2021年
1月持續受冬季季候風影響，首10天平均氣溫只有14.4℃，較1月上旬同期正常值16.9℃低2.5℃ ，是自2011年1月以來最低。而1月1日元旦日早上天文台錄得最低氣溫8.6℃，是自2005年以來元旦錄得的最低溫度(6.4℃)，亦與1914年及1924年的元旦並列為有紀錄以來第六最冷的元旦，打鼓嶺及大隴僅錄得2℃及2.8℃，而大帽山更錄得0.7℃。1月5日天文台氣溫一度回升至21.9℃，但另一股強烈冬季季候風抵達華南，導致天文台氣溫在1月8日跌至7.7℃，是入冬以來最低氣溫，隨後數日天文台總部低溫亦只有10℃以下。1月13日早上，北潭涌和打鼓嶺氣溫分别只有-0.5℃及-0.9℃，創下該兩站有紀錄以來氣溫新低，而廣泛新界內陸地區低溫普遍只有0至3℃出現明顯的結霜結冰現象。跟1994年1月，2009年1月，2014年1月一樣，2021年1月只錄得微量雨量。
到了2月，持續的高空反氣旋引致風勢微弱，加上陽光充沛，天文台於2月2日錄得全月最高氣溫27.6℃，打破了1月31日至2月4日的極端值26.7℃（於1966年2月4日錄得），亦是有紀錄以來2月上旬之最高值及有紀錄以來2月最高氣溫的第六高紀錄。另外，2021年2月上旬（首十天）的平均最高氣溫達23.2℃，是有紀錄以來最高。但在2月10日，香港受高空擾動影響，當日雨量（32.2毫米）為1884年以來農曆大除夕前夕第二高雨量的紀錄。（最高數值為1983年2月11日的34.1毫米）
持續受較正常弱的東北季候風影響，加上高空反氣旋較正常強令日照偏多，致使2021年2月異常溫暖及晴朗。本月平均氣溫達19.8℃，較正常值高2.7℃（或較1981-2010平均氣溫高3.0℃），是有紀錄以來第三暖的2月。而平均最低氣溫及平均最高氣溫分別達到17.5℃及23.5℃，較各自正常值高2.2℃（或較1981-2010平均最低氣温高2.5℃）及4.1℃（或較1981-2010平均最高氣温高4.6℃），分別是有紀錄以來2月的第四高及第二高。2月沒有寒冷日，其中2月11日錄得全月最低氣溫15.3℃，為有紀錄以來2月最低氣溫的第二高紀錄（僅次於2009年的15.8℃）。而全月總日照時間達205.1小時，為正常兩倍以上，是有紀錄以來2月的第四高。然而，主要受2月10、26、27日相關降雨影響，2月較正常多雨，總雨量為62.1毫米，較正常數值38.9毫米高23.2毫米（或較1981-2010總雨量高7.7毫米）。
受高空反氣旋及鋒前增溫效應所致，天文台於3月20日下午錄得本月最高氣溫29.7℃，是有紀錄以來最熱的「春分」，亦與1960年3月並列有紀錄以來3月最高氣溫之第三高紀錄（僅次於2024年3月的31.5°C及1973年3月的30.1℃）。其中上水更錄得31.4℃高溫。而3月22日錄得本月最低氣溫15.8℃，為3月份的最高月絕對最低氣溫的第四位。（第一位為2020年3月的16.5℃；第二位為2022年3月的16.4°C；第三位為1981年3月的15.9℃。）受偏南氣流及高空反氣旋影響，3月底香港異常溫暖，天文台於3月30日及31日早上錄得最低氣溫達25.3℃，是有紀錄以來3月份日最低氣溫之第二最高紀錄，打破1999年3月19日及2019年3月22日24.8℃的舊紀錄及僅次於2024年3月31日的26.0°C。此外，3月30日的平均氣溫達到26.6℃，是有紀錄以來第二高3月份日平均氣溫，僅次於2024年3月31日的27.1°C。
由於影響華南的東北季候風偏弱及月中下旬和月底期間受高空反氣旋所影響，香港經歷了有紀錄以來最暖的3月，本月平均氣温、平均最低氣溫及平均最高氣溫分別達22.0℃、20.2℃及24.8℃，較各自正常值高2.5℃、2.6℃及2.9℃（或較其各自1981-2010年正常值高2.9℃、3℃及3.4℃），三者皆是有紀錄以來3月的最高，打破2002年3月平均氣溫21.5℃及平均最低氣溫20.0℃的舊紀錄，以及1960年和2018年3月平均最高氣溫24.4℃的舊紀錄（此紀錄再被2022年3月的25.0℃所打破）。而3月下半月平均氣溫及平均最高氣溫分別為23.2℃及26.5℃，同樣創下其各自最高紀錄，分別比各自上一個紀錄遠遠拋離達0.9℃（2019年3月下半月平均氣溫為22.3℃）及1.1℃之多（2018年3月下半月平均最高氣溫為25.4℃）。此外，全月雨量亦只有3.5毫米，不足正常5%，是有紀錄以來3月的第四低。
天文台於4月9日錄得本月最低氣溫19.7℃，是有紀錄4月最氣低氣溫的第二高紀錄（僅次於2016年4月的19.8℃）。
受高空反氣旋影響下，4月23日風勢微弱及陽光充沛，天文台於當日下午錄得本月最高氣溫達32.6℃，是有紀錄以來4月的第二高（僅次於1956年4月的33.4℃）。
由於持續缺乏冷空氣補充南下，以及影響華南的高空反氣旋較正常強，4月仍然明顯較正常溫暖，本月平均氣溫為24.1℃，較正常高1.1℃（或較1981-2010年正常值高1.5℃），是有紀錄以來4月的第九高。而平均最低氣溫及平均最高氣溫分別為22.4℃及27.0℃，較其各自正常值高1.3℃及1.4℃（或較其各自1981-2010年正常值高1.6℃及2.0℃），分別為有紀錄以來其中一個第五高及第七高。
5月21日，天文台錄得的最低氣溫及平均氣溫分別為29.5℃及30.7℃，同時創下有紀錄以來最高5月份的日最低氣溫(前者已被2023年5月31日的29.6°C所打破)，「小滿」之日最低氣溫，以及「小滿」之日平均氣溫。5月16至21日連續6日的最低氣溫均維持在28℃或以上，創下有紀錄以來5月份最長連續熱夜日數。
受高空反氣旋影響，天文台錄得全年最高氣溫36.1℃，刷新5月份單日絕對最高氣溫之最高紀錄，並打破1963年5月錄得35.5℃的舊紀錄，其中大美督更錄得37.1℃高溫。此外，當日的平均氣溫高達31.4℃，與2023年5月31日並列為有紀錄以來5月份最高。
5月30日，打鼓嶺錄得最低氣溫28.6℃，是自2004年以來首次岀現熱夜。
總括而言，由於持續受高空反氣旋影響，整個5月份陽光充沛及雨量稀少，香港經歷了有紀錄以來最熱的5月份，月平均氣溫為29.0℃，較正常高2.7℃（或較1981-2010年正常值高3.1℃），以高達0.7℃之差打破2018年28.3℃之舊紀錄。而本月平均最低氣溫達到27.0℃，較正常高2.5℃（或較1981-2010年正常值高2.9℃），亦是有紀錄以來5月的最高，以高達0.9℃之差打破2018年26.1℃之舊紀錄。而本月平均最高氣溫亦達32.1℃，較正常高3.3℃（或較1981-2010年正常值高3.7℃），是有紀錄以來5月的第二高，僅次於1963年的32.5℃。另外，本月的熱夜及酷熱天氣日數分別達14日及12日，前者刷新5月最高紀錄，並以多達8日之差破了2018年5月6日的舊紀錄。而後者則為有紀錄以來5月第三高紀錄，僅次於2018年的16日及1963年的13日。此外，本月亦遠較正常少雨，全月只錄得65.0毫米雨量，約只有正常值的百分之二十二，而本年一月至今雨量只有163.1毫米，是同期有紀錄以來第二低。
由於3月份及5月份的平均氣溫均為歷年之冠，香港在3月至5月期間經歷了有紀錄以來最暖的春季，平均氣溫25.0℃、平均最高氣溫28.0℃及平均最低氣溫23.2℃，全是有紀錄以來同期的最高。
隨著受低壓槽影響，香港持續多天的高溫少雨天氣最終在5月底結束，6月1日天文台更需發出本年首個紅色暴雨警告訊號。
由於受活躍低壓槽及西南氣流影響，6月1日及下旬大雨連場，其中6月28日天文台更發出本年首個黑色暴雨警告訊號。總括而言，整個6月錄得總雨量為628.0毫米，較正常值491.5毫米高約28%（或較1981-2010年正常值高約38%），是四年以來最多雨的6月。而本月平均氣溫為28.8℃，較正常高0.5℃（或較1981-2010年正常值高0.9℃），亦是有紀錄以來第七個最暖的6月。縱使本月仍然比正常溫暖，但由於5月氣溫極高，致使本月平均氣溫較5月的29.0℃為低，此乃1963年以來首次出現6月均溫低於5月均溫低的情況。
此外，由於2-5月氣溫大幅高於正常，本年上半年平均氣溫、平均最低氣溫及平均最高氣溫分別達23.3℃、21.3℃及26.3℃，打破了2019年及2020上半年同期平均氣溫23.0℃，平了2019年同期平均最低氣溫21.3℃，及破了2020年上半年同期平均最低氣溫25.7℃，成為有紀錄以來最暖的上半年。
受煙花外圍下沉氣流影響，7月22-28日香港出現嚴重霧霾，持續時間達7日，為有紀錄以來熱帶氣旋外圍下沉氣流影響之最長時間。
由於高空反氣旋於上半月持續影響，以及下旬受煙花外圍下沉氣流持續影響，本月遠較正常炎熱。本月平均氣溫、平均最低氣溫及月平均最高氣溫分別為29.7、27.7℃及32.6℃，分別為有紀錄以來七月的其中一齊第七高、第五高，及第五高(截至2024年為止)。
東北季候風伴隨高空擾動於8月27早上影響香港，引致氣溫下降，天文台錄得全月最低氣溫23.4℃，是前年8月22.9℃的最低，而東部地區溫度更創下8月歷年新低。
在較正常強的副熱帶高壓脊及同月下旬蒲公英外圍下沉氣流影響下，熱帶氣旋無法進入香港500公里範圍內，令天氣持續酷熱少雨，加上整月缺乏冷空氣南下，致此9月天氣異常炎熱，9月平均氣溫29.7℃、平均最高氣溫32.8℃、平均最低氣溫27.8℃、酷熱天氣日數（15日）以及熱夜數目（11日），均為自1884年有紀錄以來9月最高，成為有紀錄以來最熱的9月。9月13日錄得最低氣溫29.5℃是有紀錄以來9月份其中一個最高（已被2022年9月14日的29.6度打破），9月22日錄得34.0℃是有紀錄以來中秋節翌日之最高氣溫，9月23日錄得全月最低的26.0℃，這亦是有紀錄以來最高的9月份絕對最低氣溫。
10月1日錄得最低氣溫28.8℃，同時打破有紀錄以來最高10月份以及國慶日之日最低氣溫。
10月8至13日，受熱帶氣旋獅子山及圓規影響，導致下列多項紀錄打破：
- 10月8日中午發出黑色暴雨警告，是繼2016年後，第二次於10月發出該警告。
- 10月8日錄得高達329.7毫米雨量，打破10月份單日雨量最高紀錄。（已被2023年10月9日之369.7毫米打破）
- 10月9日清晨發出今年首個八號烈風或暴風信號，是天文台第四遲發出年內首個八號風球（僅次於1972、1974、1975年）。
- 獅子山襲港期間，八號東南烈風或暴風信號懸掛共22小時，是這個方向的8號風球生效時間最長的一次。
- 發出八號烈風或暴風信號時，獅子山集結在香港西南超過560公里，成為60年來最遙遠的8號風球。
- 八號信號於10月10日上午4時40分取消後，至10月12日下午5時20分天文台再次發出八號信號，兩次八號信號只相隔了60小時40分鐘，成為戰後有紀錄以來不同風暴相隔最短時間的八號信號，打破了1966年相隔75小時30分鐘的舊紀錄。
- 圓規襲港期間，八號東北烈風或暴風信號懸掛共23小時20分鐘，是懸掛八號或以上風球的10月風暴中第5長，亦是戰後第五長的東北烈風信號，創下1973年以來8號風球單一方向懸掛時間最長的一次。
- 圓規襲港期間，鰂魚涌及吐露港的海水高度於10月13日凌晨分別上升至海圖基準面以上3.38米及3.53米，風暴帶來的潮水漲幅超過1米，是2018年超強颱風山竹以來最嚴重的風暴潮，多區潮汐測量站更打破10月最高潮位或風暴潮紀錄。
- 自1957年以來首次於一年內兩度直接以三號風球取代強烈季候風信號
- 戰後以來，繼1974年後，第二次於10月份兩度發出八號風球。

10月下旬受強烈東北季候風影響，天文台在21至25日連續5天最低氣溫低於20℃，是自2017年以來首次10月跌破20℃，亦創下2015年以來最早跌破20度的紀錄。22日早上錄得最低氣溫18.2℃，是自2012年以來最低10月氣溫，同日最高氣溫也只有20.5℃，更是歷年10月份最低日最高氣溫中第9低。23日早上錄得最低氣溫18.3℃，是自1994年以來最冷的「霜降」，亦是天文台有紀錄以來第5冷的「霜降」，雖則日間氣溫回升，但最高氣溫只有22.7℃，是自1981年以來首次「霜降」日最高氣溫低於23℃，亦是有紀錄以來第二低的「霜降」日最高氣溫，僅次於1981年。
總括而言，受熱帶氣旋獅子山及圓規相關降雨影響，10月異常多雨，全月總雨量達631.1毫米，是有紀錄以來10月的第二高，僅次於1974年10月的718.4毫米及打破了2016年的624.4毫米。而氣溫方面，雖然受高空反氣旋影響本月上旬異常炎熱，期間亦令本月現了4天熱夜(與2017年並列自1884年有紀錄以來最多熱夜的10月)，然而這情況被下旬較涼天氣有所抵消，整體來說本月平均氣溫為26.0度，稍高於正常0.3℃（或較1981-2010年正常值高0.5℃）。
11月6日下午天氣炎熱，上水錄得最高氣溫32.6℃是全港最熱。昂坪及九龍城分別錄得最高氣溫28.4℃及32.1℃，打破自建站以來11月最高氣溫紀錄。
12月20日受冬季季候風及熱帶氣旋雷伊共同影響，天文台於上午11時20分發出一號戒備信號，這是繼1974年颱風艾瑪後，天文台47年以來兼踏入21世紀後首次於12月發出熱帶氣旋警告信號，更打破了1974年颱風艾瑪的最晚發出全年最後一個熱帶氣旋警告信號的紀錄。同時打破熱帶氣旋信號生效之下的最低氣溫紀錄，一號戒備信號發出時全港只得14-16℃，當晚新界北部更低至13℃  。
2021全年的酷熱天氣日數和熱夜數目分別達到54日和61日，兩者均打破去年才創下的47日及50日舊紀錄。
總括全年，由於年內有三個月平均氣溫創新高，2021年平均氣溫、平均最低氣溫、平均最高氣溫分別為為24.6℃、22.6℃及27.5℃，分別是自有紀錄以來的二高、第二高及最高(前兩者皆僅次於2024年的最高紀錄)，成為香港有紀錄以來第二熱的一年，打破了剛過去2019年平均氣溫24.5℃、平均最低氣溫22.6℃及2020年平均最高氣溫27.2℃的舊紀錄。

### 2022年
由於影響華南的冷空氣較正常弱，1月遠較正常溫暖，月平均氣溫為18.0℃，月平均最低氣溫16.5℃，月平均最高氣溫20.2℃，分別是有紀錄以來1月的第五高、第四高及第八高。1月沒有寒冷日，是繼1901年、1996年及2017年以來第四個沒有寒冷日的1月，其中1月30日錄得全月最低氣溫13.2℃，是有紀錄以來1月份絕對最低氣溫的第三高紀錄。但在冬季季候風影響下，自2012年後再於整個農曆新年假期期間須發寒冷天氣警告，同時是2016年後再於農曆新年發寒冷警告。2022年1月，香港天文台沒有發出紅色火災危險警告，為1995年以來首次沒有在1月份發出紅色火災危險警告，以往12月與1月發出紅色火災危險警告較大，2022年1月跟2002年12月的情況在火災危險警告方面有些相似。
受強烈寒潮影響，2月19至23日期間天文台總部連續5日錄得低於10.0℃氣溫，2月20日天文台總部的最高氣溫只有9.8℃，是自2016年（7.1度）以來天文台總部再次錄得日最高氣溫不高於10.0℃的日子。翌日更錄得最低氣溫只有7.5℃，是繼1996年2月21日5.8℃以來2月下旬（21-29日）的最低紀錄。此外，2月19至23日受高空擾動的持續暴雨影響，2月雨量則遠較正常多，儘管並不如2019及2020年般需發出暴雨警告信號及雷暴警告，整月雨量卻高達168.5毫米，為有紀錄以來2月的第6高。2月28日錄得本月最高氣溫22.5℃，為2012年2月22.2℃以來最低紀錄。而整月平均氣溫則為15.2℃，為2008年13.3℃以來最低紀錄。亦是近十年最冷的月份（自2012年1月後最低）。
由於影響華南的冷空氣較正常弱及高空反氣旋較正常強，3月異常溫暖，月平均氣溫為21.5℃，月平均最低氣溫19.2℃，月平均最高氣溫25.0℃，分別是有紀錄以來3月其中一個第二高、第六高及最高。(平均最高氣溫打破了去年24.8℃的最高紀錄，平均氣溫僅次於去年22.0℃及與2002年平紀錄)分別較各自正常值高2.0℃、1.6℃及3.1℃（或較其各自1981-2010年正常值高2.4℃、2.0℃及3.6℃）。全月絕對最低氣溫及絕對最高氣溫為15.0℃及29.3℃，分別為有紀以來的第七高及第五高。
受東北季候風影響，4月2日錄得最低氣溫13.7℃，為2007，2010年以來最低4月及其上旬，是自前年以來再次出現4月絕對最低氣溫低於3月的情況，亦是有紀錄以來第11次出現。數天後受乾燥的大陸氣流影響，4月8日天文台總部錄得的相對濕度一度下降至22％，是自天文台有紀錄以來4月份最低相對濕度，平了1922年4月17日的紀錄。天文台於4月29日發出酷熱天氣警告，為該警告運作以來最早的紀錄，打破2018年5月3日之紀錄。然而，天文台當日高溫只升至32.0℃，為不達標之酷熱天氣警告，以4月來說則是有紀錄絕對最高氣溫的第五高。整體來說，由於本月上旬持續受乾燥大陸氣流所支配，下旬則持續受高空反氣旋影響，導致輸送到華南沿岸的水汽較少，整月異常晴朗及乾旱，2022年4月是自天文台1884年有紀錄以來雨量最低的4月份，整月只有3.5毫米雨量，而本月相對濕度亦只有73%，同為有紀錄以來的最低。總日照則達191.1小時，較正常值113.2小時多約69%，是有記錄以來4月份第五高。
但只是相隔兩日後，隨著一股強烈東北季候風抵達香港，再加上受高空擾動的持續降雨影響，導致香港出現異常低溫天氣。香港於5月1日錄得最低氣溫17.1℃，是自1917年後最冷的勞動節，亦是天文台有紀錄以來第3冷的勞動節（僅次於1909年的16.7℃及1917年的15.4℃）。翌日錄得最低氣溫更只有16.4℃，是自1917年5月的最低紀錄，亦是二戰後最低，歷年5月最低日最低氣溫中第3低（首2名均於1917年錄得），大帽山只有9.8℃，成全港最冷地區。當日平均氣溫為18.5℃，更是有紀錄以來5月日平均氣溫最低的一天。受強烈東北季候風影響，氣溫由4月29日最高32.0℃跌至5月2日16.4℃，3日氣溫急降15.6℃，為2009年11月11至18日一星期氣溫急降19.1℃後最急速氣溫下降。
5月中再有一股東北季候風抵達香港，5月16日錄得最低氣溫18.8℃，是自1984年以來5月中旬（11日至20日）的最低紀錄。當日最高氣溫20.8℃，更是歷年5月中旬日最高氣溫的最低紀錄。翌日最低氣溫亦只錄得19.6℃，是連續兩天低於20℃，以5月中旬來說則是自1980年5月以來再次出現此情況。整個5月共有5天最低氣溫低於20℃，是自1953年以來5月份最多。5月18日錄得日平均相對濕度52%、以及日平均露點溫度13.3℃，雙雙打破5月下半月（16日至31日）的最低紀錄。總括而言，由於受月初及月中的東北季候風所影響，2022年5月較正常清涼，5月份平均氣温為25.0℃，是自1999年以來5月份最低（24.9℃）。5月沒有熱夜，兩度連續兩日低於20度，分別是自2017年以來同期及紀錄上首次。
受熱帶氣旋暹芭影響，7月1日黃昏時分天文台發出八號烈風或暴風信號，是全年第一個襲港的熱帶氣旋即令天文台發出該信號，亦是自2017年六月熱帶氣旋苗柏襲港以來首次。
受艾利隨後相關熱浪影響，7月24日天文台錄得36.1℃為1884年以來7月紀錄新高，打破了1968年35.7℃的舊紀錄，上水更於同日測錄境內最高溫39.0℃（平了2017年8月22日濕地公園在天鴿下沉氣流所致的紀錄）。7月20日至24日天文台平均最高氣温高達35.2℃ 比2018年5月26至30日的34.7℃更高，為歷來5日最高平均最高氣温。7月23日天文台錄得最高氣溫、平均氣溫及最低氣溫分別達到34.9℃、31.4℃及29.2℃，前兩者皆打破了1972年的舊紀錄，而後者則平了2014年紀錄，是自1884年有紀錄以來最熱的「大暑」。7月25日天文台錄得最低溫為29.9℃，為有紀錄以來7月份日最低氣温之最高紀錄，亦為歷來第3高。此外，7月24及25日錄得平均氣溫均為32.0℃，皆為7月份最高日平均氣溫。（打破了2017年7月30日錄得31.8℃的舊紀錄。）7月9日至29日的21個熱夜為1884年以來最長連續熱夜日數紀錄，直至活躍西南氣流30日影響香港，熱夜才終止，酷熱天氣警告取消並需發黃色暴雨警告信號。整月分別共錄得21天酷熱天氣日數及25天熱夜，兩者皆打破了2020年7月20天及21天的舊紀錄，為單月最高紀錄。整體來說，受偏強副熱帶高壓脊支配下，7月份錄得的平均最高氣溫、平均氣溫及平均最低氣溫分別達到33.3℃、30.3℃及28.4℃，前者平了2020年7月的最高紀錄，而後兩者皆打破了2020年7月的舊紀錄，成為自1884年有紀錄以來最熱的7月及單月最熱的月份。
總括來説，2022年7月份破紀錄的高温天氣事件包括：
- 最高月平均最高氣温：33.3℃（平2020年紀錄）
- 最高月平均氣温：30.3℃
- 最高月平均最低氣温：28.4℃
- 最多單月酷熱天氣日數：21日
- 最多單月熱夜日數：25日
- 最長連續熱夜日數：21日（7月9日至29日）
- 最高「大暑」日最高氣溫：34.9℃
- 最高「大暑」日平均氣溫：31.4℃
- 最高「大暑」日最低氣溫：29.2℃（平2014年紀錄）
- 最高7月份日最高氣溫：36.1℃（7月24日）
- 最高7月份日最低氣溫：29.9℃（7月25日）
- 最高7月份日平均氣溫：32.0℃（7月24日及25日）

受熱帶氣旋軒嵐諾相關下沉氣流影響，9月5日天文台下午錄得最高氣溫35.3℃，超越1963年9月錄得全月最高氣溫35.2℃，打破自1884年以來9月最高氣溫記錄。上水錄得最高氣溫37.3℃，多區日間相對濕度持續多日低見35%或更低，是全港最熱及最乾燥的9月。其後，又再受另一個熱帶氣旋梅花及南瑪都外圍下沉氣流加上重慶反氣旋增強影響，日間天氣繼續非常乾燥和酷熱，9月13日天文台下午進一步錄得最高氣溫35.9℃，打破一週前的紀錄，上水同日日間更錄得破記錄的38.2℃高溫，成為有紀錄以來最熱的9月天。不過即使持續受到熱帶氣旋下沉氣流影響，由於天氣乾燥加上雲量稀少，新界內陸部分地區早晚低溫卻只有23℃或以下，屬於稍涼至較涼氣溫水平。其中北潭涌日最低氣溫連續3日（13/9至15/9）錄得只有20℃或以下；於9月15日更跌至19.7℃，同日打鼓嶺日最低氣溫也跌至只有21.6℃，可見新界內陸秋季明顯的涼意比港九市區早出現得多。整體來說，本月為有紀錄以來第二熱的9月，本月平均氣溫29.6℃，平均最低氣溫27.3℃，平均最高氣溫32.7℃，三者皆僅次於去年9月的最高紀錄，分別皆為該月有紀錄以來的第二高。
受副熱帶高壓脊影響，天文台於10月3及4日下午錄得最高氣溫33.0℃和33.5℃，後者與2017年10月3日並列為有紀錄以來10月日最高氣温的第二高紀錄，亦為有紀錄以來最熱的重陽節，打破1959年32.5℃的舊紀錄，同時平了1890年10月錄得2日酷熱的紀錄。儘管如此，整個月沒有熱夜日。
受強烈東北季候風及颱風納沙外圍輻合區形成的雨帶共同影響，10月18日香港氣温開始顯著下降，當日天文台總部錄得最低氣温為17.3℃，是自2010年以來10月的最低氣溫紀錄，新界多區低溫只有15℃左右，山區氣溫更跌至寒冷水平，大帽山的低溫更只有9.6℃，是香港境內歷年最早錄得低於10℃寒冷天氣。
受強烈熱帶風暴尼格影響，天文台於11月2日下午1時40分首先發出八號西北烈風或暴風訊號，為自1972年颱風柏美娜及踏入廿一世紀以來首次在11月懸掛該警告訊號，亦是50年來最遲，亦是戰後11月首次發出八號西北烈風或暴風訊號，至晚上8時40分改發八號東北烈風或暴風訊號，11月3日上午2時40分再改發八號東南烈風或暴風訊號，是1999年颱風瑪姬後首個由八號西北信號轉為八號東北信號的熱熱帶氣旋。尼格最後登陸珠江口，為1993年強颱風艾拉後首個11月登陸廣東的熱帶氣旋，最接近香港時距離天文台總部只有40公里，為1954年強颱風柏美娜以來首個11月直襲香港的熱帶氣旋。另外受東北季候風及強烈熱帶風暴尼格的外圍輻合區形成的雨帶共同影響，11月3日一度發出黃色暴雨警告信號，為2006年以來首次於11月發出黃色暴雨警告信號，亦是年內第二遲發出的黃色暴雨警告信號。
11月7日，受強烈東北季候風影響，天文台總部錄得最低氣溫只有19.7℃，成近15年來最涼的「立冬」。
11月下旬，由於受到鋒前增溫及海洋氣流影響，11月28日天文台總部下午錄得該月最高氣溫28.6°C，為有紀錄以來最熱11月下旬，亦是歷來第三遲的炎熱日，而翌日新界多區錄得30℃，流浮山更達33.7℃，達酷熱水平，亦是境內最遲出現酷熱天氣。
由於影響華南的東北季候風大部分時間較正常弱，2022年11月異常溫暖，本月的平均氣溫為23.4℃，是有紀錄以來第三暖的11月，而本月平均最低氣溫及平均最高氣溫為22.0℃及25.4℃，亦分別是有記錄以來11月的第二高及第九高。連同異常炎熱的9月，本年經歷了有紀錄以來最暖的秋季（9-11月），本季的平均氣溫26.4℃，平均最低氣溫24.4℃，及平均最高氣溫29.2℃，皆是各自的最高紀錄。
另外，由於大部分時間冷空氣較弱及淺薄，及受到月初熱帶氣旋尼格相關降雨影響，本月異常潮濕及多雨，本月平均相對濕度為83%，是有紀錄以來11月相對濕度之最高紀錄，為最潮濕的11月（上一個紀錄為2012年11月的81%）。而月總雨量達130.8毫米，亦是有紀錄以來的第九高。本月亦異常陰暗，總日照只有100.3小時，較正常值172.3小時少百分之42，是有記錄以來11月份的最低（上一個紀錄為2012年11月的101.4小時）。11月降雨日數為15天，是1982年以來最高11月降雨日數。 值得一提的是此情況與本年有紀錄以來最低相對濕度及最少雨的4月恰好相反，情況完全有異於正常季節特徵。
早在12月12日時香港普遍地區已出現寒冷有雨天氣，唯到了12月16日才開始受到強烈寒潮影響，天文台發出寒冷天氣警告和強烈季候風信號。12月17日凌晨更一度發出雷暴警告，是有紀錄以來12月的第二個雷暴警告，之前一次在2002年，是續2005及2007年後，雷暴警告第三次與寒冷天氣警告同時生效。其後於18日早上天文台總部低溫跌至2022-23年冬季最低之9.4℃。
12月30日，天文台總部低溫降至12.4℃，已達到寒冷天氣基本標準（按天文台定義為12.0℃或以下才計算寒冷日數），新界廣泛地區更降至10℃或以下，唯天文台未有發出寒冷天氣警告，更沒有提及早上天氣寒冷字眼；結果翌日除夕日天文台於其總部氣溫降至12.0℃時，而新界幾乎全線氣溫個位數時才緊急發出寒冷天氣警告並急急加上早上天氣寒冷字眼，而該寒冷天氣警告生效時間為歷時最短。
12月氣溫也明顯較正常偏低，平均氣溫為16.6℃ ，較正常低1.6℃（或較1981-2010年12月平均值低1.3℃），為2014年12月平均氣溫16.3℃以來最低。

### 2023年
由於月內大部分時間影響華南的東北季候風普遍較正常弱及高反氣旋較強，2月遠較正常溫暖，該月平均氣溫為18.9℃，月平均最低氣溫16.8℃，月平均最高氣溫22℃，分別是有紀錄以來2月的第七高、第八高及第六高。本月亦遠較正常少雨，全月總雨量只有1.6毫米，是有紀錄以來2月的第十二低，結束之前4年多雨2月份及2月有大雨日子（日雨量>=25mm）的情況。此外，2月亦沒有寒冷日，其中2月15日錄得全月最低氣溫13.1℃，是有紀錄以來2月份絕對最低氣溫的第五高紀錄，而2月19日天文台氣溫則錄得全月最高的26.6℃，亦是有紀錄以來最暖的「雨水」。此外，2022年12月18日冬至前錄得全冬季最低氣溫，自2010年以來最早。2023年2月明顯偏暖加上1月較正常稍暖天氣，抵銷之前1年12月異常寒冷天氣，令2022-2023年冬季氣溫接近正常。
由於影響華南的冷空氣較正常弱及高空反氣旋較正常強，3月仍然異常温暖，月平均氣温為21.3℃，月平均最低氣温19.4℃，月平均最高氣温24.2℃，分別是有紀錄以來3月其中一個第四高、第五高及第五高。（平均氣温與1987年、2020年3月並列為第四高，並僅次於2021年22.0℃及與2002年、2022年平紀錄）分別較各自正常值高1.8℃、1.8℃及2.3℃（或較其各自1981-2010年正常值高2.2℃、2.2℃及2.8℃）。全月絕對最低氣温及絕對最高氣温為16.4℃及29.0℃，分別為有紀以來3月的第二高（月最低氣溫僅次於2020年16.5℃之最高紀錄）及第十高。
受南海北部海南島附近低壓區及低壓槽影響，香港吹東北風，加上持續有雨，天文台於5月14日錄得全月最低氣溫20.2℃，是自1999年以來最涼的母親節，與1992年並列為戰後第3最涼的母親節，並連續兩年於5月中旬出現只有20℃或以下之氣溫，是戰後紀錄上首度出現。   受熱帶氣旋瑪娃相關外圍下沉氣流影響，5月31日，天文台錄得的最低氣温為29.6℃，創下有紀錄以來最高5月份的日最低氣温，而流浮山最高氣溫更錄得37.6℃，是1985年設站以來的最高紀錄。（僅次於2025年6月10日的38.9℃） 當日平均氣溫31.4 °C亦與2021年5月23日並列為5月日平均氣溫最高紀錄。
受低壓槽及西南季候風影響，6月13至17日連續6天發出暴雨警告信號（6次黃雨及1次紅雨），是2001年6月5日至13日以來暴雨警告最長連續發出日數。6月在沒有熱帶氣旋影響下，降雨量雖然接近正常，受月初季風低壓及之後再受低壓槽及西南季候風影響，6月有28天有降雨，追平1964年戰後6月最多降雨日數的紀錄。此外，6月一共47次發出雷暴警告，是1967年有雷暴警告紀錄以來6月份發出最多雷暴警告的一次，6月3日至6月26日更連續24天有降雨，是2019年6月17日至2019年7月12日連續26日有降雨以來最長的1次，6月天文台一共8次發出暴雨警告信號，是2001年以來6月最多，而6月天文台錄得雷暴日數達12天，是2009年以來最高及戰後有紀錄第5最高。此外，由於月內大部分時間受溫暖偏南氣流所支配，及影響華南的高空反氣旋較正常強，本月亦遠較正常炎熱。本月的平均氣溫29.2℃，本月的平均最低氣溫27.1℃，及平均最高氣溫31.9℃，分別為6月的第四、第五及第四高。
7月17日，受颱風泰利影響，連續兩年首個襲港風暴需發出8號烈風或暴風信號，是1984-1986年以來首次。同時2011-2023年連續13年都需要發出8號或以上熱帶氣旋信號，打破之前1970-1981年連續12年需要發出8號或以上熱帶氣旋信號的舊紀錄。
受杜蘇芮外圍下沉氣流影響，7月27日有沙塵暴，天氣極端酷熱，當日錄得36.1℃平去年最高溫紀錄，平均氣溫32.2℃亦打破最高7月份日平均氣溫。另外，2019年至2023年連續5年7月都有極端酷熱日子（最高氣溫>=35.0℃）。
整體而言，由於影響華南的高空反氣旋較正常強，加上下半月受到熱帶氣旋泰利及蘇芮相關外圍下沉氣流影響，本月異常炎熱，本月的平均氣溫30.1℃，本月的平均最低氣溫28.0℃，及平均最高氣溫33.0°Ｃ，全部皆為7月的第三高，三者皆僅次於2020年及2022年7月的紀錄。
由於影響華南的高空反氣旋較正常強，加上除月底外沒有熱帶氣旋靠近香港，導致整個8月持續晴朗及異常炎熱，本月平均氣溫達29.7℃，為1884年有紀錄以來最熱的8月，以0.2℃之差打破1990、1998、2011、2012年8月所創下29.5℃之最高紀錄。此外，本月平均最低氣溫27.8 °C及本月平均最高氣溫32.4℃，分別為8月之最高及第二高紀錄，前者更打破2009年8月平均最低氣溫27.7℃之最高紀錄。而全月共錄得15天熱夜，亦與2009年8月並列為最多熱夜之8月。另外，8月11日錄得該月最低氣溫25.7℃，亦為有紀錄以來8月份絕對最低氣溫的最高紀錄。而由於持續天朗氣清，本月雨量亦遠較正常稀少，全月總雨量只有140.7毫米，約是正常的31%，為有紀錄以來8月第九低。連同6月和7月的極端高溫天氣，2023年6月至8月錄得平均氣溫29.7℃，創下自1884年有紀錄以來最熱的夏季。而本年夏季平均最低氣溫27.6 ℃，及平均最高氣溫32.4℃，兩者亦皆是有紀錄以來第二高。
9月1日至2日，受超強颱風蘇拉影響，天文台先發出八號西北信號。其後更一度發出十號颶風信號，是2018年超強颱風山竹以來首次，隨後蘇拉遠離，天文台改發八號東南信號，是自1975年颱風愛茜以來首次出現由八號西北信號改發九號信號及十號信號及再改發八號東南信號配搭。此外，受超強颱風蘇拉影響，8號或以上熱帶氣旋警告信號共生效37小時40分鐘，是1960年颱風瑪麗以來最長的一次，如果計9月風暴，則是1953年強颱風蘇姍以來最長的1次
。此外，這亦是自2017年超強颱風天鴿襲港以來，首個正面襲港（以天文台為中心之100公里範圍內）的超強颱風。超強颱風蘇拉是香港戰後發出10號颶風信號颱風之中，發出10號颶風信號時，中心風力最強的熱帶氣旋，中心風力達210公里/小時，超越1979年超強颱風荷貝時中心風力205公里/小時。
受熱帶氣旋海葵殘餘及其相關的低壓槽影響，9月7日晚上大雨滂沱，天文台發出本年首個黑色暴雨警告，生效時間長達16小時35分，是該警告自設立以來生效時間最長的一次。香港多區晚上出現嚴重水浸，而在晚上十一時至午夜十二時天文台總部錄得一小時雨量為158.1毫米，是自1884年有記錄以來的最高紀錄，後者更刷新熱帶氣旋帶來最多雨量紀錄，更因此同時刷新最高月雨量紀錄（連同蘇拉襲港期間的179毫米雨量）而9月7日錄得總雨量達215.7毫米，亦是九月單日雨量之第七高，翌日更錄得425毫米，是九月單日雨量之最高，拋離上一個紀錄（1965年9月27日的325.5毫米）近100毫米，這同時亦是全年單日雨量之第三高。由於這兩天雨量達640.7毫米，亦同時追回之前7月及8月雨量大幅偏少的情況。直至9月8日，累積雨量已接近長年平均值，而9月至11月秋季雨量已達偏多水平。9月29日天文台錄得最高氣溫33.7℃，為有紀錄以來中秋節最高氣溫之最高紀錄，打破2019年中秋節33.0℃的舊紀錄。
整體而言，歸因於上半月與蘇拉及海葵殘餘低壓槽相關的大雨，天文台錄得的9月總雨量創歷史新高，達1067.1毫米，是九月份正常值321.4毫米的三倍以上，輕易打破了一九五二年九月創下844.2毫米的紀錄，亦是有紀錄以來年內第六多雨的月份，月內熱帶氣旋蘇拉及海葵為帶來820.5毫米（即由熱帶氣旋出現於香港600公里範圍內至其消散或離開香港600公里範圍之後72小時期間天文台總部錄得的雨量），佔全月雨量接近77%。此外，九月的破紀錄雨量彌補了本年首八個月雨量偏少的情況。此外，這亦是自2008年6月（1346.1毫米）以來最多雨及15年來首個破千毫米雨量的月份。儘管上半月持續多雨，然而，下半月則異常炎熱，當中9月21日至30日連續10日的酷熱天氣，創下最長9月份連續酷熱天氣日數紀錄，而全月平均氣溫則拉高28.5℃，較正常高0.6℃，是有紀錄以來9月的第10高。
10月初，受熱帶氣旋小犬影響，導致下列多項紀錄打破：
- 10月4日天文台錄得最高氣溫34.6°C[257]，為有紀錄以來10月最高氣溫之最高紀錄，輕易打破維持百多年的1890年10月12日34.3℃的舊紀錄，較9月高溫更高。翌日亦錄得34.1℃高溫。10月酷熱日數有3日，是有紀錄以來最高。[246]
- 10月8日下午發出八號東北烈風或暴風信號，是連續四年在10月或之後發出八號信號，打破1974-1975年及2016-2017年連續兩年在10月發出八號信號的舊紀錄。
- 10月8日晚上一度發出九號烈風或暴風風力增強信號，是繼1999年颱風瑪姬及颱風約克後，首次於同年發出兩次九號或以上信號。1975年颱風愛茜以來，首次於10月發出九號信號。
- 是次九號烈風或暴風風力增強信號是繼9月1日超強颱風蘇拉後，相隔38日後再次發出。是繼1964年超強颱風艾黛及超強颱風露比(相隔28日)以來，相隔時間最短的兩個九號信號[258]。
- 受東北季候風影響，小犬移至香港西南，香港仍吹東至東北風而非東至東南風，接近10月9日午夜改回八號信號時，天文台發出八號東北烈風或暴風信號而非八號東南烈風或暴風信號，是天文台繼1941年後，相隔82年再次在發出八號東北信號及更高信號後，再次以同一方向的八號信號取代更高信號[259]。
- 10月9日上午一度發出黑色暴雨警告信號，這是繼兩年前熱帶風暴獅子山後，再次於10月份發出黑色暴雨警告信號，更是自1992年設立暴雨警告信號系統以來，首個與八號烈風或暴風信號同時生效的黑色暴雨警告信號。亦是繼9月7至8日的黑色暴雨警告信號，再次發出黑色暴雨警告信號，是2010年7月下旬（相隔6日）相隔時間最短的兩個黑色暴雨警告信號[20]。
- 10月9日，天文台總部錄得369.7毫米雨量，是自1884年以來的10月最高單日雨量紀錄，打破之前2021年10月8日錄得329.7毫米的舊紀錄，令累積雨量超越長年平均值，情況與1995年近似，分別在上半年及前8個月雨量偏低，至下半年及秋季受熱帶氣旋及殘餘影響，引起連場暴雨，出現破千毫米雨量的月份，完全追回之前雨量偏低情況[260]。

整體而言，由於影響香港的東北季候風較正常弱，10月仍然異常溫暖，本月平均氣溫26.4℃，平均最低氣溫24.8℃，及平均最高氣溫29.1℃，分別為有紀錄以來10月其中一個第四高、第三高及第三高。
受鋒前增溫影響，11月6日天氣異常炎熱，天文台錄得30.7℃，是有紀錄以來11月的第二高，亦是自1959年以來11月的最高，更打破11月上旬的最高紀錄。而當天平均氣溫更達27.6℃，是有紀錄以來11月的最高。而11月10日的最低氣溫更達25.6℃，是有記錄以來11月的其中一個最高。（其餘兩個紀錄同為25.6℃分別在2008年11月1日及2011年11月6日錄得。）
此外，由於影響香港的東北季候風較正常弱，11月仍然異常溫暖，本月平均氣溫23.5℃，平均最低氣溫21.6℃，及平均最高氣溫26.1℃，分別為有紀錄以來11月其中一個第二高、第四高及第三高。
12月初的天氣異常溫暖，天文台於12月12日錄得28.7℃高溫，與1953年12月1日並列為有紀錄以來12月份最高溫紀錄，亦成為年內最遲出現的炎熱日。而12月10日至14日平均氣溫皆在22℃以上，更達到氣候意義上「入夏」標準。然而，在12月16日，隨著一道冷鋒橫過香港，受其後冬季季候風影響，各區氣溫開始急降，香港天文台於當日早上發出入冬以來首個寒冷天氣警告，當日天文台氣溫由午夜初時約23.9℃急降至晚上13.5℃，24小時氣溫降幅達10.4℃，是自2020年2月16日以來之24小時最大降溫幅度及日溫差。其後溫度稍為回升，香港天文台亦取消寒冷天氣警告。但隨著一冬季季候風補充抵達香港，溫度再次下降，香港天文台於當日早上發出寒冷天氣警告，香港天文台氣溫由12月20日午夜初時約14.6℃下降至12月21日午夜初時約10.7℃，至22日早上進一步下降至8.6℃，是自1999年廿四年來最冷的「冬至」，亦為有記錄以來第四冷的冬至（僅次於1999年的6.7℃、1929年的7.3℃和1910年的7.7℃），這亦表示連續4年12月絕對最低氣溫皆在10℃以下。至12月23日，受之前抵達香港的冬季季候風補充及一道雨帶影響，香港天文台錄得全年最低氣溫8.1°C。隨著溫度逐漸下降，香港天文台預測新界北部及高地會結霜，並發出冬季首個霜凍警告。聖誕節過後，香港温度逐漸回升，在12月31日天文台更錄得25.7°C，是自1884年有紀錄以來最暖除夕。
與2010年情況相反，2023年除1月以外，年內其餘11個月份的絕對最高氣溫皆打入「最高月最高氣溫」排行榜的二十名之內，為有紀錄以來首次。
整體來說，2023年香港異常溫暖，是有紀錄以來其中一個第二溫暖的年份，本年的平均氣溫為24.5℃，平了2019年紀錄及僅次於2021年的24.6℃。而本年的平均最低氣溫22.6℃及平均最高氣溫27.2℃，亦分別為紀錄以來其中一個最高及第二高（前者平2019、2021年紀錄，後者平2020年紀錄）。此外，年內所有月份平均氣溫皆比正常高，是自2015年以來首次。全年酷熱及熱夜日數分別有54日及56日，分別為紀錄以來最多及第二多。另外，雖然2023年只有4天出現日雨量達100mm或以上，但受極多雨的9月和10月影響（當中兩日有特大暴雨(（日雨量250mm或以上）），本年較正常多雨，總雨量則達2774.5毫米，較正常值（1990-2020年的2431.2毫米）多約14%，是自2016年以來最多雨的年份。
2023年有3個熱帶氣旋信號需要發出八號或以上熱帶氣旋信號，雖然比1964年，1999年及2017年的5次為少，但全年八號或以上熱帶氣旋信號總生效時數長達76小時20分鐘，是1960年以來最長。

### 2024年
雖然2023至2024年冬季為厄爾尼諾年，冬季較長時間天氣偏暖，但受強烈冬季季候風影響1月下旬香港和華南地區氣溫迅速驟降，短短4日內天文台氣溫1月23日降至最低6.3℃，值得一提是熱島效應嚴重的天文台總部於1月23和24日連續錄得最低氣溫都低於7.0℃，均屬於嚴寒水平，即使處於強拉尼娜年之2011年1月，為明顯偏冷的月份，即使全月高溫低於20度及全月平均氣溫比正常低2.6℃及有14天有寒冷天氣，但天文台總部也沒有錄得7.0℃以下的低溫天氣。甚至2008年1月24日至2月16日連續24天寒冷亦沒有出現嚴寒天氣。而2016年1月下旬霸王級寒潮影響期間，該年1月23至25日連續錄得最低氣溫都低於7.0℃。
其中1月23日天文台總部低溫只有6.3℃，是入冬以來之最低紀錄，及自2016年1月以來該月之最低紀錄（值得一提的是該年年初同為厄爾尼諾年，該年同是上半月偏暖，下旬轉冷及1月23至25日受霸王級寒潮影響天氣嚴寒），亦是自2018年2月以來再次出現低於7.0℃的嚴寒天氣及2016年以來天文台總部最長嚴寒天氣，而該日全港所有天文台分區氣象站低溫皆低於7.0℃，而大帽山當日最低更錄得-2.9℃並有結冰和凍雨報告，而昂坪和大老山低溫亦只有0℃。
總括來說，由於本月上半月缺乏強冷空氣影響，導致期間異常溫暖，上半月平均氣溫達19.5℃，為1月同期有紀錄以來之第二高（第一位為1998年1月上半月之19.8℃)，縱使下旬有強烈寒潮影響，但下半月整體仍然較正常稍暖，導致全月平均氣溫17.9℃、平均最低氣溫15.9℃，及平均最高氣溫20.5℃，分別為有紀錄以來1月之第六、第七及第六高。
2023至2024年冬季是自1975至1976年冬季以來，再次在冬至及農曆新年同時出現寒冷天氣。2月10日年初一最低氣溫11.3℃，是2012年以來最低氣溫的年初一。
受高空反氣旋影響，2月下旬天氣明顯回暖，天文台於2月21日錄得最低氣溫22.5℃，是自2010年2月以來2月日最低氣溫之最高紀錄，當日下午最高氣溫亦達27.8℃，是有紀錄以來2月絕對最高氣溫的第三高，而新界多區更達炎熱水平（28℃以上），流浮山更錄得32.3°C，為2月香港境內之最高紀錄。
整體來說，雖然除夕及農曆新年假期期間曾出現過寒冷天氣，但影響本月的東北季候風大部份時間仍偏弱，因此本月仍遠較正常溫暖，本月平均氣溫19.4℃、平均最低氣溫17.6℃，及平均最高氣溫21.9℃，分別為2月有記錄以來的第五高、第四高及第七高。
受冬季季候風影響，3月1日中午前預測翌日低溫為12℃，在一道廣闊雲雨帶影響下，下午4時天文台氣溫已下降至12℃，天文台在下午4時15分及晚上7時45分先後下調翌日低溫至10°C及9℃，天文台3月1日最低氣溫10.4℃，翌日進一步下降至9.6℃，是自2009年以來再次出現3月絕對最低氣溫較2月低的情況及2010年以來首次天文台總部於3月出現10.0℃以下氣溫，亦是自2018年以來天文台總部再度於3月出現寒冷日及再度連續四個月（去年12至本年3月）皆出現寒冷日，亦反映過去五年三月偏暖的程度非常嚴重（2019年至2023年3月的絕對最低氣溫皆在15℃或以上，並打入「最高月最低氣溫」排行榜十名之內，但2020年及2022年4月的絕對最低氣溫低於3月的絕對最低氣溫）。2022年5月更有5天最低氣溫低於20度及出現最低氣溫16.4℃最低溫勞動節翌日。
受高空反氣旋影響，3月下旬天氣異常炎熱，香港天文台於3月24日錄得最高氣溫31.5℃，打破1884年有紀錄以來天文台3月絕對最高氣溫之最高紀錄，更比上一個紀錄（1973年3月之30.1℃）拋離達1.4℃，雖然翌日高溫稍為回落，但3月26日、29-30日分別再次升至30.3℃、30.0℃及30.8℃，同為歷史上3月第三、第四及第二高，亦是紀錄上第五度於三月錄得30℃或以上高溫，與月初錄得最低的9.6℃存在極大對比。由於高空擾動雨區集中在廣東內陸，而香港維密雲無雨，不利晚上輻散降溫，致使3月31日香港晚上異常溫暖，當日天文台錄得最低氣溫達26.0℃，是有紀錄以來3月日最低氣溫之最高紀錄，打破2021年3月30、31日錄得最低氣溫25.3℃之舊紀錄，而當日的平均氣溫亦達27.1℃，同有紀錄以來3月日平均氣溫之最高紀錄，打破2021年3月30日錄得平均氣溫26.6℃之舊紀錄。
總括而言，由於3月下旬持續受溫暖偏南氣流支配，本月下半月平均氣溫達23.7℃，是有紀錄以來3月同期的最高，打破2021年3月下半月23.2℃之舊紀錄。縱使上半月受較強冷空氣影響，平均氣溫接近同期平均值，然而受下半月極溫暖天氣影響，全月平均氣溫、平均最低氣溫及平均最高氣溫分別推高至21.1℃、19.1℃及23.9℃，是有紀錄以來3月之第八高、第八高及第六高。
4月4日最低氣温達26.5℃，是清明節最低氣溫之最高紀錄，打破1981年清明節錄得最低25.6℃之舊紀錄。
4月21日最低氣溫21.5℃，是有紀錄以來4月份最低氣溫之最高值（以1.7℃之差打破2016年4月的19.8℃），亦意味着本年4月整月沒有一天低於20℃，為有紀錄以來首次出現。
4月13日錄得全月最高氣溫31.9℃，為有紀錄以來4月上半月絕對最高氣溫之最高紀錄（打破2021年4月同期31.2℃之舊紀錄），亦是4月中旬（11-20日）之第三高紀錄（僅次於1956年32.2℃和2025年33.0℃紀錄）。
4月27日錄得日最低氣溫27.7℃及日平均氣溫28.8℃，兩者皆是4月之最紀錄。（分別打破1994年4月26日之日最低氣溫27.3℃，及日平均氣溫28.5℃之舊紀錄）
整體來說，在缺乏冷空氣補充的背景下，4月大部分時間受偏南盛行風所支配，致使本月成為有紀錄以來最暖的4月，本月平均氣溫達破紀錄的26.4℃，以高達1.6℃之差打破1998年24.8℃的舊紀錄。而本月平均最低氣溫24.5℃，及平均最高氣溫28.9℃，亦是有紀錄以來4月的最高，分別較各自舊紀錄（1998年、2019年平均最低氣溫22.9℃及1994年平均最高氣溫27.5℃）高出1.6°C及1.4℃，比5月各自平均值更高。但4月中下旬華南地區受到多道地面低壓槽影響，同時中低緯度西風帶中的大氣長波接近停滯，令華南地區持續受頻繁的高空擾動和異常高空輻散影響，期間華南持續出現暴雨及強對流等天氣，香港4月中下旬香港天氣持續不穩定，有大雨及多次受強對流天氣影響。4月下半月需要6次發出黃雨，為同期的新高，若不計算取代紅黑雨的黃雨，更是4月份其中一個最多紀錄。如果計算暴雨警告發出次數（由發出至取消為一次），則是2000年以來最多。當中4月21日雨量達81.6毫米，是2008年以來4月最高單日降雨量。由於4月中下旬連場大雨，雖然大雨沒有發展至需要發出紅色或黑暴雨警告信號情況，但4月降雨量達257.1毫米，較正常多約68%，亦大幅追回2024年首3個月雨量偏少情況至2024年首4個月降雨量較正常少4%，是2012年以來最高4月降雨量。而4月的大雨（日雨量25毫米或以上）日數達4天，是2013年以來最多。
5月1日勞動節當日一度發出黃雨警告，當日雨量達52.9毫米的暴雨水平，是1951年以來最高降雨量勞動節，亦是戰後第二多雨勞動節。
5月4日連場暴雨，早上7時40分先發出黃色暴雨警告信號，至8時55分改發紅色暴雨警告信號，初時香港東部雨勢特別大，至接近中午更一度發出特別天氣提示，“現時位於珠江口的強雷雨區正逐漸向東移動，並會在未來一兩小時影響香港。若其繼續接近香港並維持強度，天文台有機會在未來一兩小時發出黑色暴雨警告信號。”。最後黑色暴雨警告信號沒有發出，而鄰近的澳門更一度發出黑色暴雨警告信號，而紅色暴雨警告信號至下午3時50分由黃色暴雨警告信號取代，紅色暴雨警告信號生效6小時55分鐘，是2018年9月16日以來最長的1次紅色暴雨警告信號 。至晚上8時45分，所有暴雨警告信號取消。5月4日的連場暴雨，西貢的將軍澳錄得特大暴雨，早上最大雨曾錄得超過140毫米時雨量水平，遠超出黑雨的70毫米時雨量水平，由凌晨4時40分至早上8時40分，將軍澳自動氣象站錄得約390毫米雨量，而直至同天下午，將軍澳部分地區的雨量已超過400毫米。
5月21日香港曾經發出紅色暴雨警告信號，是月內第2次發出紅色暴雨警告信號，變相令學校延遲下課，直至下午4時正紅雨取消。
位於南海中北部的廣闊低壓槽發展出廣闊低壓區，隨後該低壓區發展成熱帶氣旋馬力斯，5月30日香港天文台發出1號戒備信號，相隔8年再次於5月發出熱帶氣旋警告信號，翌日更增強為熱帶風暴及改發三號強風信號，是2006年5月超強颱風珍珠後再有命名熱帶氣旋在5月令香港發出熱帶氣旋警告信號。由於5月受較多東風潮影響，而且不時受低壓槽及高空擾動而出現多陰雨天氣，5月總日照時數只有97.6小時，較長年平均值低約30%，是2019年以來最低5月總日照時數，月內亦7次發出暴雨警告信號，是2015年以來5月份最多，當中有2次紅色暴雨警告信號，是2020年以來5月最多，即使受偏南氣流影響時亦未出現酷熱或熱夜天氣，是相隔1年後再次出現此情況。
整體來說，本月的平均氣溫及總雨量也接近正常，5月平均氣溫為26.0°C，接近1981-2010年5月正常平均值的25.9℃（或較1991-2020年5月正常平均值26.3℃稍低0.3℃），結束連續16個月（2023年1月至2024年4月）月平均氣溫較正常高的情況，而總雨量則為292.6毫米，與1991-2020年5月正常總雨量290.6毫米相若（或較1981-2010年5月正常總雨量304.7稍低5%）。雖然本月平均氣溫接近正常值，但由於4月破紀錄異常溫暖，致使本月的平均氣溫及平均最高氣溫皆比4月相關平均值低，是天文台有紀錄以來首次出現此情況。
踏入夏季的6月，本年香港仍不時受弱冷空氣影響，在偏東氣流及低壓槽相關降雨影響，6月初香港天氣稍涼，天文台於6月4日早上錄得最低氣溫22.9℃，是自2013年近11年以來6月的最低紀錄，及自2010年14年來同期上旬的最低紀錄。
受活躍西南季候風影響，6月14日及6月15日連場大雨，6月14日一度發出紅色暴雨警告信號而6月15日更一天3次發出黃色暴雨警告信號，是2019年8月25日以來單日發出最多暴雨警告信號的日子，另外當天第2次黃色暴雨警告信號取消後1小時20分鐘再次發出次黃色暴雨警告信號，是2017年7月17日以來兩次黃色暴雨警告信號之間相隔時間最短，而澳門更一度發出紅色暴雨警告信號。6月15日黃昏，流浮山曾一度錄得每小時約115公里接近颶風程度的猛烈陣風。
受副熱帶高壓脊影響，6月21日天文台總部錄得最高氣溫34.0℃，是44年來最熱的夏至，平了1980年夏至的紀錄。此外，雖然本月上半月受東風潮及低壓槽影響出現稍涼較多陰雨天氣，期間並未出現酷熱日，6月中旬開始受西南氣流影響，6月11日才出現全年首個熱夜，是2009年以來年內最遲的首個熱夜，至6月下半月則受副熱帶高壓脊支配，大部分時間則晴朗酷熱。而天文台於6月20日至28日連續九日出現酷熱日，而本月酷熱日亦因而累計9天，是自2016年以來6月最多酷熱日及6月最長連續酷熱日紀錄。
雖然6月下半月香港普遍晴朗並出現高溫天氣，但因上半月多陰雨天氣，所以6月總日照時間只有116.3小時，較正常值低約19%。另外，6月總雨量為281.3毫米，較正常值少約43%，較5月降雨量還要少，是相隔1年後再次出現此情況，但6月降雨日數高達25天及44次發出雷暴警告。
7月14日，受副熱帶高壓脊影響，天氣酷熱，天文台總部錄得最高氣溫34.6℃，唯受雷雨區影響，傍晚起有大驟雨，天文台在晚上7時發出黃色暴雨警告信號，維持2小時35分鐘，黃色暴雨警告信號期間九龍及灣仔區雨勢最大，新界雨勢較弱，曾一度有5區時雨量達黃色暴雨警告信號指標（時雨量30 mm - 49.9mm），期間灣仔區及深水埗區部份時段時雨量達紅色暴雨警告信號指標下限（時雨量 50 mm - 69.9 mm），當日局部地區有暴雨，天文台錄得總雨量90 mm，接近大暴雨水平（日雨量 100 mm - 249.9 mm）。這亦是自2019年8月14日以來首次同日發出酷熱天氣警告、出現酷熱日子而日雨量達暴雨水平（日雨量 50 mm - 99.9 mm）。此外，本月最高34.8度，為2018年後再次沒極端酷熱日的出現。
7月28日受暴雨影響，全日氣溫在28.0度以下，是2021年以來7月首次出現此情況。
整體而言，由於影響華南的副熱帶高壓脊較正常強，縱使下半月受活躍西南季候風及隨後南海北部的廣闊低壓槽影響出現陰雨天氣，本月仍然異常炎熱，本月的平均氣溫29.9℃（僅次於2020、2022及2023年七月的30.3℃、30.2℃及30.1℃），是有紀錄以來第四個最熱的七月，而本月的平均最低氣溫28.0℃，及平均最高氣溫32.4℃，亦分別為7月的第三高及第九高。而本月的絕對最低氣溫亦達26.0℃，是有紀錄以來七月的第三高（僅次於2003及2023年七月的26.3℃及26.2℃）。雖然本月異常炎熱，但有別於過去紀錄上幾個最熱的七月，本月下半月因受活躍西南季風及廣闊低壓槽影響而出現較多驟雨天氣，本月整體較正常多雲及多雨，本月總雨量為458.5毫米，較正常值高19%，是2017年以來最多雨的7月。而平均雲量亦達78%，較正常高6%，是自2019年以來的最高，而全月總日照亦繼而偏少，只有178.3小時，亦是繼2019年以來的最少。另外，7月有25天有降雨，是1994年以來最多降月日數的7月及與1955年及1987年同為戰後第3最多，而大雨及暴雨日數（日雨量 25.0 mm或以上）共6天，是2017年以來7月最多。7月共6次發出暴雨警告信號，與2017年，2019年及2021年為有紀錄7月第二最多發出暴雨警告信號的7月。7月共44次發出雷暴警告，是有紀錄以來7月第3最多發出雷暴警告，只較2013及2014年創出有紀錄以來7月最高的46次稍少。
8月5日香港天氣極端酷熱，天文台錄得35.4℃，而全港普遍達35至36℃，連昂坪和大老山的高山氣象站亦分錄得33.0℃，達酷熱水平，上水更升至38.9℃，接近香港境內的最高紀錄39.0℃（分別於2017年8月22日於濕地公園及2022年7月24日於上水錄得）。
8月6日香港天氣酷熱，天文台中午至下午1時錄得最高氣溫34.9℃，受高空擾動相關及高溫觸發的強雷雨區，中午過後有大雨及雷暴，天文台先後在下午1時25分發出大雨預警及下午1時45分發出黃色暴雨警告信號，期間荃灣區曾錄得每小時80毫米黑雨水平的降雨。黃色暴雨警告信號發出後，下午2時後氣溫急跌至26.6度，短時間氣溫急跌8.3度。
受廣闊低壓槽影響，8月17日早上曾發出黃色暴雨警告信號，當日九龍及港島中西部有大暴雨（日雨量 100 mm - 249.9 mm），天文台半天錄得雨量116 mm而全日錄得總雨量116.2 mm，達大暴雨水平，是相隔1年後再次在8月出現大暴雨日子。
整體而言，由於垂直風切變有利副熱帶高壓脊較正常強，加上超強颱風珊珊外圍下沉氣流於下旬後期影響香港，8月仍然異常酷熱，本月的平均氣溫29.6℃，是有紀錄以來第二個最熱的8月（僅次於去年的29.7℃），而本月的平均最低氣溫27.7℃，及平均最高氣溫32.3℃，亦分別為8月其中一個第二高及第四高。此外，本月共錄得18天熱夜，是有紀錄以來8月之最多，打破了2009年及2023年8月15天之舊紀錄。另外，本月酷熱日數亦達15天，是有紀錄以來8月其中一個第二多。雖然2024年8月雨量偏少，唯該月曾8次發出暴雨警告信號，是2018年以來最多發出暴雨警告信號的8月。
2024年8月沒有熱帶氣旋影響香港，是繼2015年後再之出現這情況。
超強颱風珊珊吹襲日本，其南側的反氣旋在9月上旬繼續為香港帶來酷熱天氣，惟受超強颱風摩竭影響，香港24小時內需三度發出黃色暴雨警告信號，為同年第二次。經過3次黃色暴雨警告信號，2024年發出暴雨警告信號次數（由發出至取消作一次計算）及發出黃色暴雨警告信號次數已分別打破2019年及2001年的舊紀錄。
受超強颱風摩羯逼近影響，9月5日傍晚天文台曾發出8號東北烈風或暴風信號，移至香港西南面時，受北面副熱帶高壓脊影響，香港風向仍為東至東北，天文台維持8號東北烈風或暴風信號，隨著超強颱風摩羯遠離，天文台9月6日中午過後改發3號強風信號，是1977年9月強烈熱帶風暴法妮黛以來首個在9月出現直接由8號東北烈風或暴風信號改為3號強風信號的熱帶氣旋。
超強颱風摩羯進入南海北部後，由於南海北部自7月中強烈熱帶風暴派比安後有1個半月沒有熱帶氣旋生成，令該區儲了大量潛熱，海水溫度達30度或以上，加上移動較慢及垂直風切變微弱等因素，使摩羯爆發性增強，於24小時內由強烈熱帶風暴增強為超強颱風，與2017年天鴿在南海爆發性增強至超強颱風相似。9月6日摩羯中心附近最高持續風速曾達每小時230公里，成為天文台自1950年有記錄以來，南海第二強的熱帶氣旋，僅次於2014年超強颱風威馬遜，與2023年超強颱風蘇拉並列。摩羯亦是自2018年9月山竹以來影響香港熱帶氣旋中生命週期中中心風力最高的熱帶氣旋。
受熱帶氣旋貝碧嘉相關下沉氣流影響，9月17日香港天氣極端酷熱，天文台當日錄得最高氣溫35.7℃，為今年以來的最高紀錄（是自1983年以來年內最遲出現的絕對最高氣溫），及9月絕對最高氣溫之第二高紀錄（僅次於2022年9月的35.9℃及最熱9月下半月），亦為有紀錄以來最熱的中秋節（較上一個紀錄2023年9月29日的33.7℃拋離達2℃）。然而高溫觸發暴雨雷暴，中秋節當晚一度發出黃色暴雨信號，達兩小時，為1998年設立黃雨信號以來首次於中秋節晚發出，而對上一次於中秋節當天發出該信號是2018年（但該天於早上發出），9月21日受廣闊低壓槽內的低壓區由東向西橫過新界影響下，中午前後連場暴雨，天文台先發出黃色暴雨警告信號，20分鐘後更發出紅色暴雨警告信號，是其中一個有紀錄以來最短由黃色暴雨警告信號轉為紅色暴雨警告信號。港島區雨量全部達標而南區雨量更曾達黑雨指標，翌日東北季侯風抵達廣東沿岸，9月23日最低氣溫為23.4度，是2016年以來9月最低氣溫及1997年後最低9月下旬氣溫。
由於影響華南的東北季候風較正常弱，二零二四年九月香港遠較正常炎熱。平均氣溫29.2）、平均最高氣溫32.0度及平均最低氣溫26.8℃，分別較其正常值高1.3℃、1.5℃及0.7℃，是有記錄以來九月份的第三高、其中一個第四高及其中一個第七高。受月初超強颱風摩羯、再加上華南沿岸及南海北部低層大氣的槽性氣流較正常強，令高空擾動在本月3次影響華南沿岸及下旬廣闊低壓槽及槽內相關低壓區及位於台灣海峽附近的熱帶低氣壓(該熱帶系統曾進入香港600公里範圍)所影響，令9月遠較正常多雨及多雲，9月雨量達520.9mm，較長年平均值高約62%，而同月熱帶氣旋為香港帶來的雨量（即由熱帶氣旋出現於香港600公里範圍內至其消散或離開香港600公里範圍之後72小時期間天文台總部錄得的雨量）約為335.2mm，佔全月雨量約為64%，而平均雲量為74%，較正常值高8%，是有記錄以來九月份的其中一個第九高。9月連場大雨，追回夏季少雨情況，2024年首9個月雨量只較長年平均值低6%。另外，9月曾7次發出暴雨警告信號、降雨日數達20天及大雨日數達8天（日雨量>=25.0mm），三者同是2020年以來同月最高，而9月更6次發出黃色暴雨警告信號（不包括取代紅雨的黃雨），更是1998年暴雨警告信號系統修訂以來有紀錄9月發出最多黃色暴雨警告信號。
受超強颱風山陀兒下沉氣流影響，10月1日錄得最高氣溫34.2℃，亦是記錄以來10月的其中一個第三高 （平了1890年10月1日之紀錄），及該月絕對最高氣溫第三高，亦是有紀錄以來其中一個最熱的國慶日（平了1890年10月1日之紀錄）。
10月19日天文台再次發出酷熱天氣警告，為該警告訊號生效以來最遲發出的一次 （打破了2017年10月12日發出該警告之舊紀錄），而當日天文台亦錄得最高氣溫33.7℃，亦為有紀錄以來最遲出現的酷熱日，及10月下半月的最高紀錄，及後天文台再度於10月22日發出酷熱天氣警告，打破三天前最遲的紀錄，然而當日天文台最高氣溫僅升至32.3℃，未達酷熱天氣標準。另外，10月累積酷熱日亦達3日，平了去年10月的最多紀錄
整體來說，由於影響華南沿岸的東北季候風較正常弱，致使本月成為有紀錄以來最暖的10月，本月的平均最低氣溫25.4℃、平均最低氣溫27.3℃及平均最高氣溫30.3℃全是有紀錄以來10月的最高，分別較各自上一個紀錄高出0.4℃（2016年10月平均最低氣溫25.0℃）、0.5℃（2016年10月平均氣溫26.8℃）及0.8℃（2019年及2022年10月平均最高氣溫29.5℃）。
2024年10月所打破的天氣紀錄如下：
- 最高月平均最高氣溫：30.3℃

- 最高月平均氣溫：27.3℃

- 最高月平均最低氣溫：25.4℃

- 年內最遲發出的酷熱天氣警告訊號：10月22日[396]

- 年內最遲出現的酷熱日：10月19日（33.7℃）

- 最高國慶日最高氣溫：34.2℃（平1890年紀錄）

踏入11月，由於上旬的副熱帶高壓脊較正常強，位置亦較正常偏北及向西伸展，而且海水溫度亦較正常高，四個熱帶氣旋「銀杏」、「桃芝」、「萬宜」及「天兔」先後生成，是1961年以來首次。此外，較強而且位置偏北及西伸的副熱帶高壓脊令這些熱帶氣旋形成後，採取偏西路徑橫過呂宋/呂宋北部進入南海中北部，而非往常11月般在菲律賓中部進入南海中南部。截至11月20日，「銀杏」、「桃芝」及「萬宜」受副熱帶高壓脊南側的引導氣流影響而進入南海北部。同時因為11月上旬影響廣東沿岸及南海北部的東北季候風偏弱及南海水溫普遍仍然溫暖（26度或以上），使「銀杏」、「桃芝」及「萬宜」可以維持較高強度（颱風級或以上強度，「銀杏」及「萬宜」生命週期中最高強度更達超強颱風，當中「銀杏」更因只掠過呂宋北部及巴林坦海峽而受地形影響較少而在南海達超強颱風強度）從而受高層引導氣流影響進入橫過南海北部及因其內力有較大北份量移至較高緯度才開始減弱而改受低層引導氣流或東北季候風影響而轉向西南偏西移動（「桃芝」在南海更曾有一段較西北路徑而進入香港以南150公里範圍內），令天文台需要發出熱帶氣旋警告信號。
受熱帶氣旋銀杏影響，天文台於11月8日下午12時40分發出一號戒備信號，意味著2022年相隔兩年以來再度於11月發出熱帶氣旋警告信號，而其後天文台更於翌日下午3時40分發出三號強風信號，至11月10日上午10時20分改發一號戒備信號，並於下午3时20分取消所有熱帶氣旋警告信號。
不過，隨著熱帶氣旋桃芝緊接而來，天文台於翌日下午10時20分再度發出一號戒備信號，距離上次取消所有熱帶氣旋警告信號的時間只相距31小時，成為戰後有紀錄以來11月內不同風暴相隔最短時間的熱帶氣旋警告信號及2003年7月下旬以來不同風暴（熱帶氣旋「天鵝」及「伊布都」）相隔最短時間的熱帶氣旋警告信號（1號或以上），亦是有紀錄以來首次因不同熱帶氣旋影響而兩度於11月內發出熱帶氣旋警告信號。其後天文台於11月13日下午3時20分改發三號強風信號，由於「桃芝」採取較預期偏西北路徑而更為接近珠江口，至同日下午11時10分更發出八號東北烈風或暴風信號，是2022年相隔兩年以來再度於11月發出八號熱帶氣旋警告信號，成為香港自二戰後（1946年後）年內最遲發出的八號熱帶氣旋警告信號，亦是有紀錄以來年內第二遲發出的八號熱帶氣旋警告信號，僅次於1939年11月23日的己卯風災 及打破了1972年熱帶氣旋柏美娜於11月8日下午3時20分發出該警告信號的最遲紀錄，「桃芝」最終在香港以南150公里範圍內掠過。2024年同年2次發出八號東北烈風或暴風信號而沒有改發其他方向八號熱帶氣旋警告信號，是有紀錄以來同一年首次出現這情況。受熱帶氣旋萬宜影響，天文台於11月18日上午6時40分發出一號戒備信號，是同月第3次發出熱帶氣旋警告信號，是有紀錄首次11月需要3次發出熱帶氣旋警告信號及2019年8月尾至9月初受「白鹿」、「楊柳」及「劍魚」及以來在最短時間發出3次發出熱帶氣旋警告信號。11月「銀杏」、「桃芝」及「萬宜」3個熱帶氣旋接連進入香港500公里範圍，令2024年直至11月20日共有5個熱帶氣旋進入香港500公里範圍，大幅追回之前熱帶氣旋進入香港500公里範圍偏少情況，亦接近8月尾預測9月至12月有3-5個熱帶氣旋進入香港500公里範圍（或2024年修訂預測共4-6個熱帶氣旋進入香港500公里範圍）。
受東北季候風及一道廣闊雲雨帶影響影響，11月20日持續有雨及雨勢有時頗大，雖然天文台沒有發出任何惡劣天氣警告，但當天總雨量達73.8毫米，是1993年以來11月最高單日降雨量及有紀錄以來11月第10最高。由於華南沿岸低層大氣的氣旋性流場較正常強及接連受熱帶氣旋影響，11月雨量累積194.1毫米，是正常約5倍，11月雨量幾乎是由熱帶氣旋引致，是戰後11月最高及有紀錄以來第2高（僅次1914年的舊紀錄）。11月降雨日數為12天，是戰後其中一個第4最高。同時，11月大雨日數達3天（日雨量25 mm 或以上），平了2016年11月的紀錄。雖然10月雨量明顯偏少但由於9月及11月分別受廣闊低壓槽及其相關低壓區、熱帶氣旋「摩羯」及熱帶氣旋「桃芝」及「萬宜」的殘餘雨帶引致連場大雨及暴雨而令該兩月雨量顯著高於正常，2024年9月至11月秋季累積雨量達726.3毫米，屬於偏多水平，9月至11月秋季熱帶氣旋為香港帶來的雨量（即由熱帶氣旋出現於香港600公里範圍內至其消散或離開香港600公里範圍之後72小時期間天文台總部錄得的雨量）為527.1毫米，是相關雨量約72.5%。此外，由於上半月影響本港的東北季候風較正常弱，本月上半月（1-15日）異常溫暖，其間平均氣溫達25.2℃，是有紀錄以來11月上半月同期的最高，而即使下半月平均氣溫接近正常，本月整體仍較正常暖，全月平均氣溫為23.0℃，亦是有紀錄以來11月的第九高。
整體而言，連同異常溫暖的9月及最暖的10月，本年亦經歷了有紀錄以來最暖的秋季，本季的平均氣溫26.5℃、平均最低氣溫24.5℃及平均最高氣溫29.2℃，全部皆是有紀錄以來的最高。
12月19日下午才發出入冬的首次寒冷天氣警告，12月20日最低氣溫為11.9℃，是月內最低溫，是2019年以來最高12月最低氣溫。隨後兩天早上取消下午或晚上再度發出，12月20日晚上至12月21日早上天文台錄得最低氣溫13.9℃，距離寒冷天氣發出警告標準達1.9℃，但因為熱島效應，新界多區錄得低於10℃氣溫，打鼓嶺僅4.9℃。
12月寒冷日子只有一天，比2023年同月6天為少，惟在沒有明顯偏暖的日子下，12月平均氣溫為18.5℃，接近長年平均值。
整體來說，由於年內除5月較正常稍涼外，其他月份平均氣溫較正常高，加上4月及10月錄得破紀錄的平均氣溫，2024年為有紀錄以來最熱的一年，全年平均氣溫達24.8℃，為有紀錄以來最高，較2021年的24.6℃的上一個紀錄高出0.2℃，而平均最低氣溫22.8℃及平均最低氣溫27.3℃，亦分別為有紀錄以來最高及第二高，前者較2019、2021及2023年的22.6℃的上一個紀錄高出0.2℃，後者則僅次於2021年的27.5℃。 另外，全年熱夜及酷熱天氣日數分別達50日及52日，分別為有紀錄以來的其中一個第四多及第二多。
2024年日雨量超過100毫米（大暴雨）日子只有1天，是2007年以來最少。雖然2024年暴雨警告信號次數達41次，打破2019年舊紀錄35次，但全年雨量較正常少5%。

### 2025年
雖然1月整體平均氣溫比正常稍暖0.6°C，但持續受較弱及乾燥的東北季候風所支配下，氣溫變化不大。儘管只有4天寒冷日但月均低溫接近正常，天文台於全月錄得的絕對最高氣溫為22.3°C，為2011年1月以來的最低（當年1月全月氣溫低於20°C及明顯偏冷，平均氣溫較長年平均低2.6°C及有14天寒冷），而該月的平均相對濕度亦只有59%，為有紀錄以來第三個最乾燥的1月。2024-25年冬季只有7天寒冷。
受南海南部廣闊低壓區外圍雲雨帶影響，2月12日元宵節持續有陣雨，雨量達23.8毫米，接近大雨水平。
受冷鋒前緣強雷雨帶影響，3月15日下午有大雨，天文台曾發出黃色暴雨警告信號維持95分鐘，是2020年以來年內最早發出的黃色暴雨警告信號及有紀錄以來年內第5最早發出的黃色暴雨警告信號。黃色暴雨警告信號生效期間，大埔曾錄得冰雹。
受鋒前增溫及前沿偏南氣流影響，3月28日天文台下午錄最高氣溫29.4°C，是有紀錄以來3月的第六高，然而受冷鋒隨後的強烈東北季候風影響，當晚氣溫開始急降由3月28日31℃跌至3月31日的12.5℃，亦是自2016年3月下旬以來同期錄得的最低氣溫，當日的最高氣溫亦只有14.3 °C，打破當日同期最高氣溫之最低紀錄。而短短4日內天文台氣温急降16.9℃， 為2009年11月11至18日一星期氣温急降19.1℃後最急速氣温下降 ，與2009年相同的是兩次氣溫急降是濕冷，2009年轉冷過程更在11月16日有大雨（日雨量>=25mm）。3月29日晚上9時45分，天文台發出寒冷天氣警告。
受月初及月尾兩股東北季候風影響，3月氣溫2度跌至接近寒冷水平，雖然月內沒有像2024年般出現寒冷日子，但3月平均氣溫只有20.1℃，較正常高0.6℃，是2017年以來最低3月平均氣溫，亦反映過去七年3月偏暖的程度。
天文台亦於4月1日錄得最低氣溫12.9°C，是自2007年4月以來該月絕對最低氣溫的最低紀錄，而寒冷天氣警告亦維持至當日早上才取消，亦是自2007年4月以來，寒冷天氣警告首次需於4月生效。
受乾燥東北季候風影響，4月3日非常乾燥，天文台相對濕度曾下降至百分之二十二，與2022年4月8日並列為天文台總部自1984年設置自動氣象站以來四月份的最低紀錄。而受另一股東北季候風影響，4月13日再次出現非常乾燥的天氣，天文台相對濕度曾下降至百分之二十一，打破了早前的紀錄。東北季候風亦把華中沙塵暴天氣帶來廣東沿岸地區，令香港出現能見度低的情況。
在風勢微弱的情況下，天文台於4月15日錄得最高氣溫33°C，是有紀錄以來四月絕對最高氣溫之第二高紀錄(僅次於1956年4月的33.4°C)，亦是有紀錄以來年內最早出現的酷熱天氣日子，打破了1956年4月27日出現的舊紀錄。而天文台亦於當日下午1時45分發出酷熱天氣警告，亦是有紀錄以來最早發出該警告信號，打破了2022年4月29日上午6時45分發出的舊紀錄。連同於4月1日初時生效的寒冷天氣警告，該月成為首個同時出現寒冷天氣警告及酷熱天氣警告的月份，兩者僅相隔14日。而整體來說，本年4月香港亦屬異常乾燥，平均相對濕度只有74%，是有紀錄以來4月第二低(僅次於2022年4月73%的最低紀錄，天氣狀況亦與當年4月相似)。2025年4月沒有大雨日子，是2022年以來首次。
由於大部分時間受東北季候風相關的乾燥大陸氣流支配，2024年12月至2025年5月已經連續六個月的平均露點温度較正常低。
2025年4月及5月的絕對最高氣溫皆為33.0°C，1979年也曾出現5月絕對氣溫高不過4月的情況。
受偏東氣流影響，5月30日及5月31日天氣稍涼，5月31日端午節最高氣溫只有25.4°C。
整體來說，2025年5月較正常熱及少雨，本月的平均最低氣溫25.5°C、平均最高氣溫30.0度及平均氣溫27.2°C，較其各自正常值高1.0°C、1.2°C和0.9°C，分別是有記錄以來五月份的其中一個第八高、第九高及第十高。而全月總雨量亦只有81.6毫米，約正常的28%，亦是自2021年以來雨量最少的5月。 本年首五個月的累積雨量為207.1毫米，是同期正常值590.9毫米的約百分之35，是有記錄以來同期的第八低。
受高空反氣旋及中前沿下沉氣流影響，6月10日香港天氣極端酷熱，天文台於下午錄得最高氣溫35.6°C，平了1963年6月的最高紀錄，成為該月其中一個絕對最高氣溫之最高紀錄，而流浮山亦達38.9°C，成為該站有記錄以來最高。
受南海北部熱帶低氣壓影響，6月25日至26日天文台曾發出1號戒備信號，是繼月中熱帶氣旋蝴蝶後再次發出熱帶氣旋警告信號。
整體來說，6月較正熱及少雨，6月的平均氣溫28.9°C、平均最低氣溫27.1°C及平均最高氣溫31.5°C，是有紀錄以來6月的其中一個第七高、第五高及第七高，而全月總雨量亦只有237.3毫米，是自2004年6月以來以來的最低紀錄。
2024年12月至2025年6月已經連續七個月的平均相對濕度及總雨量較正常低，直至之後7月因接二連三颱風和其所帶來的西南季候風影響，香港出現多次暴雨天氣。
天文台於7月7日下午錄得最高氣溫34.3°C，是有記錄以來最熱小暑。
受熱帶氣旋丹娜絲殘餘及活躍西南季候風影響，7月9日至10日曾三度發出紅色暴雨警告信號及7月10日同一場暴雨在非取代最高信號下兩度發出紅色暴雨警告信號。
受颱風韋帕正面吹襲影響，7月20日曾發出十號颶風信號。
受高溫觸發的大驟雨及雷暴影響（大雨來臨前曾發出酷熱天氣警告），7月25日晚上一度發出紅色暴雨警告信號，維持1小時，期間西貢區1小時雨量曾達黑雨水平。7月25日同日出現酷熱天氣警告及紅色暴雨警告信號。
由竹節草延伸的廣闊活躍低壓槽，加上另一熱帶氣旋范斯高位處中國東南部的殘餘低壓區影響，7月29日早上一個強烈雷雨區在香港市區持續且顯著爆發，天文台曾一度發出黑色暴雨警告信號，維持約2小時。2025年7月內曾發出十號颶風信號及黑色暴雨警告信號。
由於2025年7月多受廣闊低壓槽、熱帶氣旋丹娜絲殘餘、韋帕正面襲港及活躍西南季候風影響，7月遠較正常多雨，7月雨量達601.7毫米，約70%雨量是與熱帶氣旋相關，較長年平均值高約56%，結束了之前2024年12月至2025年6月連續7個月較正常少雨的持續情況，亦大幅改善2025年上半年雨量明顯偏少情況，直至7月，2025年累積雨量為1046.1毫米，追至正常值約71%。7月雨量是2001年以來最高，7月有兩天錄得大暴雨（日雨量100-249.9毫米）。另外，2025年7月共6次發出紅色或以上暴雨警告信號。而七月整體亦較正常炎熱，本月的平均氣溫29.5°C，平均最低氣溫27.4°C及平均最高氣溫32.4°C。全月共錄得17天酷熱天氣日。
受活躍西南季候風影響，8月2日早上連場暴雨，天文台繼7月29日再次發出黑色暴雨警告信號，維持2小時，是一星期內第2次，是2010年以來首次一星期兩次發出黑色暴雨警告信號及1999年8月以來兩次黑色暴雨警告信號相距時間最短的一次。
受活躍西南季候風及高空擾動影響，8月4日晚上至8月5日連場暴雨，天文台曾就同一場暴雨兩次發出黑色暴雨警告信號，是有紀錄以來首次，第2次黑色暴雨警告信號維持11小時15分鐘，2025年直至8月5日已4次發出黑色暴雨警告信號，是有紀錄以來同一年最多，8月5日午夜12時至下午５時，天文台總部的累積雨量破了八月最高日雨量的紀錄，為358.8毫米，全日最終錄得368.9毫米雨量，目前為自1884年以來8月份的最高紀錄。至8月14日，受到熱帶氣旋楊柳外圍雨帶影響，本港再度大雨連場，天文台於當日上午7時40分再度發出黑色暴雨警告信號，是本年內第5次發出，是年內第五次黑雨的紀錄。

## 註
1. ↑  因為當時新界仍未租借予英國，所以官方的天文台可能未有記錄新界區的情況。
2. 1 2 3 4 5  僅次於2021年5月

## 外部連結
- 香港氣候（页面存档备份，存于） — 香港天文台
- 香港氣象要素之月平均值及極端值（页面存档备份，存于） — 香港天文台香港全年氣溫及雨量的排行（页面存档备份，存于） — 香港天文台
- 香港與氣候變化（页面存档备份，存于） — 綠色和平
- 安心生活气候，安心生活气候（页面存档备份，存于）